# Radicali (cinese)
I radicali (in mandarino 部首S, BùshǒuP; in cantonese bou6sau2; in giapponese ぶしゅ?, Bushu; in coreano 부수?, BusuLR; in vietnamita Bộ thủ) sono una componente grafica degli hanzi (汉字, i caratteri cinesi o "sinogrammi"), utilizzata per trovare le parole sul dizionario. Tutti i sinogrammi, sia tradizionali che moderni, sono scomponibili in parti più piccole, che sono proprio i radicali, che quindi formano i "mattoncini" della scrittura, le unità minime. Conoscendo gran parte di queste unità minime e il loro significato, risulta molto semplice memorizzare i caratteri cinesi (sia semplificati che tradizionali), usati per scrivere in cinese e giapponese accanto al kana (e anticamente in coreano e vietnamita). Risulta anche più semplice compiere studi filologici e paleografici sui caratteri cinesi. I loro antenati, trattati in modo succinto in fondo all'articolo, sono i radicali Shuowen (说文解字部首), cioè la prima lista inventata di radicali per semplificare la ricerca in un dizionario. Questa lista ne contiene 540, è stata creata da Xu Shen e inserita nello Shuowen Jiezi (100 d.C. circa).
I radicali nella scrittura cinese sono elementi chiave che forniscono indicazioni semantiche sui caratteri, anche se comprendere il loro significato originale può essere complicato a causa dell'evoluzione storica e culturale. Alcuni radicali possono avere una componente fonetica, fungendo da "chiave di lettura" per la pronuncia, mentre altri si limitano a chiarire il significato. Questo principio, noto come "principio del rebus", è alla base del 90% dei caratteri cinesi, consentendo la composizione di numerosi caratteri utilizzando una chiave di lettura fissa o un radicale comune.
I radicali, che hanno origine da pittogrammi di oggetti reali, sono stati stilizzati nel corso dell'evoluzione della scrittura cinese e, successivamente, ulteriormente semplificati durante il periodo della semplificazione dei caratteri sotto il regime comunista nella seconda metà del Novecento.
Oltre ad essere utilizzati nella scrittura cinese, i radicali sono impiegati anche per classificare i caratteri giapponesi (kanji) e quelli coreani (hanja), benché questi ultimi siano stati in gran parte sostituiti dall'alfabeto hangeul. In Vietnam, i caratteri vietnamiti (chữ Nôm) sono stati sostituiti dall'alfabeto latino.

## Classificazione e standardizzazione
Non esiste un accordo universale sul numero esatto di radicali esistenti. Tuttavia, la lista di 214 radicali, standardizzata nel 1615 e ufficializzata nel dizionario Kangxi nel 1716 durante la dinastia Qing, è ampiamente accettata come standard. Questi radicali sono noti anche come "radicali Kangxi" (康熙部首S, Kāngxī bù shǒuP) e costituiscono la base per la classificazione dei caratteri cinesi, giapponesi, coreani e vietnamiti.
I radicali Kangxi variano da uno a diciassette tratti, e dei 214, 195 sono ancora in uso. La pronuncia dei radicali nelle diverse lingue sino-xeniche e nei dialetti conservativi (cantonese, hakka, amoy hokkien, hokkien taiwanese, shangtou, quanzhou e chaozhou) conserva caratteristiche antiche risalenti al primo cinese medio, come le consonanti occlusive sorda *-p, *-t, *-k , *-m.
Nel 2009, i radicali Kangxi sono stati rimaneggiati per formare una lista di 201 radicali, adattandoli alla semplificazione dei caratteri tradizionali avvenuta nel 1954. Questa lista, emanata dal Ministero dell'Educazione della Repubblica Popolare Cinese e conosciuta come 汉字部首表S, Hànzì bùshǒu biǎoP, serve da base per dizionari come lo Xiandai Hanyu Cidian (现代汉语词典) e lo Xinhua Cidian (新华词典).

## Posizionamento e funzione

Il carattere 媽, mā, che in cinese significa "madre", è formato dalla chiave 女, nǚ, che significa "donna" e si trova a sinistra.

I radicali sono elementi fondamentali dei caratteri cinesi e possono apparire in varie posizioni all'interno di un carattere. Ad esempio, il radicale 女 ("donna") può trovarsi a sinistra nei caratteri 姐 ("sorella maggiore"), 媽 ("madre"), 她 ("lei"), 好 ("bene"), 姓 ("cognome") o sotto, come in 妾 ("concubina").
I radicali possono essere classificati in due categorie principali: semantici e fonetici.
1. Componenti semantici: Questi radicali indicano il significato generale del carattere e tendono a essere posizionati in alto o a sinistra del carattere. Ad esempio:
  - Il radicale 氵 (tre gocce d'acqua) si trova a sinistra nei caratteri che hanno a che fare con l'acqua o i liquidi, come 海 ("mare") e 河 ("fiume").
  - Il radicale 木 (albero) è spesso a sinistra in caratteri che si riferiscono a piante o legno, come 森 ("foresta") e 林 ("bosco").
2. Componenti fonetici: Questi elementi suggeriscono la pronuncia del carattere e di solito si trovano a destra, sotto o all'interno del carattere se incassati. Ad esempio:
  - Il carattere 问 (chiedere) contiene il componente fonetico 门 ("porta"), che indica la pronuncia simile.
  - Il carattere 请 (per favore) include il componente fonetico 青 ("verde germoglio; celeste").

Nonostante queste tendenze generali, ci sono numerose eccezioni. Alcuni caratteri non seguono le regole convenzionali di posizionamento dei radicali, rendendo importante considerare queste regole come linee guida piuttosto che norme rigide. Ad esempio, il carattere 休 ("riposo"), composto da 人 ("persona") e 木 ("albero"), non segue il posizionamento comune in cui il componente semantico (木) si trova a sinistra.
Ad ogni modo, in generale, esistono sette posizionamenti dei radicali che in giapponese sono conosciuti con nomi specifici.
| Posizione           | Nome giapponese | Esempio  |
| ------------------- | --------------- | -------- |
| Sinistra            | hen 偏          | 女 in 姫 |
| Destra              | tsukuri 旁      | 欠 in 飲 |
| In alto             | kanmuri 冠      | 雨 in 雪 |
| In basso            | ashi 足         | 心 in 思 |
| In alto a destra    | tare 垂れ       | 尸 in 屍 |
| In basso a sinistra | nyou 繞         | 廴 in 建 |
| Intorno             | kamae 構        | 門 in 閉 |

### Modifiche stilistiche
I radicali, quando combinati con altri elementi, possono subire modifiche stilistiche per adattarsi al contesto del carattere. Questi cambiamenti possono comportare una compressione o una stilizzazione del radicale, che può essere alterato fino a diventare visibilmente diverso dalla sua forma isolata. Ad esempio, il radicale 心 ("cuore") appare spesso compresso come 忄 quando è posizionato a sinistra, come in 您 ("voi") e 怕 ("paura").

## Dizionario

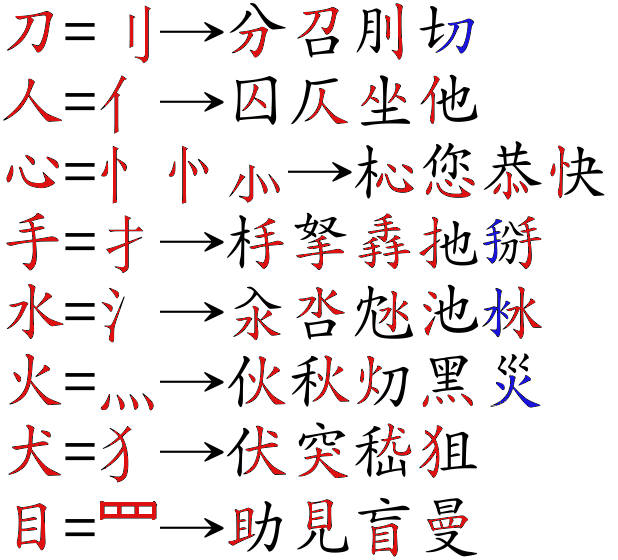
Alcuni radicali in composizione.

La maggior parte dei dizionari cinesi, incluso il celebre Shuowen Jiezi di Xu Shen, utilizza i radicali come metodo principale per l'identificazione dei caratteri. Questo sistema, noto come "section-header-and-stroke-count" e successivamente perfezionato da Mei Yingzuo, cataloga i caratteri in base al loro radicale e al numero di tratti. Nel dizionario di Xu Shen, compilato durante la dinastia Han, i radicali erano 540. Successivamente, durante la dinastia Ming, Mei Yingzuo ridusse questo numero a 214 nel 1615. Questo standard è mantenuto nel famoso Dizionario Kangxi del 1716.
I passaggi necessari per trovare un carattere nel dizionario sono i seguenti:
1. Identificare il radicale del carattere e contare il numero dei tratti.
2. Trovare il radicale nella lista all'inizio del dizionario, dove tutti i 214 radicali sono ordinati per numero di tratti crescente.
3. Una volta individuato il radicale, contare il numero di tratti nella parte rimanente del carattere (la chiave di lettura, se presente).
4. Cercare il carattere tra quelli che condividono il medesimo radicale. Le chiavi di lettura sono ordinate per numero di tratti crescente.
5. Una volta trovato il carattere, è possibile apprenderne la pronuncia in pinyin, il sistema di romanizzazione più utilizzato per il cinese.

Ad esempio, il carattere 信, xìn ("verità", "fede", "sincerità", "fiducia") ha come radicale 亻, rén ("persona"), composto da due tratti. La chiave di lettura ha invece sette tratti (言, yán, "discorso", "parola", "dire"). Per cercarlo nel dizionario, bisogna trovare il radicale della persona nella sezione che elenca tutti i radicali (人, 木, 鸟, 日, 目, 王, ecc.). Una volta trovato, si cerca la chiave di lettura tra i caratteri con il radicale della persona (什, 但, 你, 做, 住, 们, 俩, 位, 件, 做, 体, 低, ecc.) e con una chiave di sette tratti (tra cui necessariamente si trova 信). Una volta individuato il carattere nel dizionario, è possibile leggerne la romanizzazione pinyin, la versione tradizionale, il significato e tutti i vocaboli che iniziano con quel carattere.

## Filologia e paleografia dei sinogrammi
Nella tabella che segue, i 214 radicali (部首, abbreviabile in 部, come già li chiamava Xu Shen 许慎) sono suddivisi per numero di tratti (笔画, abbreviabile in 画). La tabella riporta inoltre il numero, ordinato in crescendo, assegnato a ciascun radicale nel dizionario classico Kangxi (ed oggi anche uno standard Unicode). La pulsantiera all'inizio di ciascuna sezione permette di ordinare la lista anche in base alla romanizzazione, eseguita con il pinyin (che include peraltro la modulazione tonale, fondamentale, e altri nomi in base alla posizione del radicale). Il nome è quello usato in cinese moderno, anche se successivamente le altre lingue hanno adattato il nome (ad esempio, 大 si pronuncia "dà; dài", mentre in coreano, se non è in isolamento, si pronuncia "dae" /dɛ/), conservando talvolta caratteristiche della pronuncia del cinese medio. Alcuni radicali possono apparire da soli e sviluppare nuovi significati, altri sono rigorosamente legati. La descrizione spiega il pittogramma originario, il senso e l'eventuale evoluzione di stile, includendo la semplificazione della metà Novecento. Alcuni radicali sono anche chiavi di lettura di altri caratteri e, durante la stilizzazione, possono avere assunto l'aspetto di falsi amici. Si ricorda inoltre che alcuni radicali, da quando i caratteri sono stati semplificati e/o alcune loro varianti sono state epurate, sono caduti in disuso. Ad esempio, il carattere 吹 (chuī), "soffiare", aveva la variante 龡, epurata. Era uno dei pochi caratteri che conteneva il radicale del flauto 龠 yuè, già raro in passato e oggi in disuso. Insieme alla descrizione del carattere, sono presenti i caratteri semplificati più diffusi classificati/classificabili sotto quel radicale, con l'eccezione di pochi caratteri rari. Sono contenuti in gran parte nell'HSK6 (2020), che corrisponde ad un livello C2. In alcuni radicali, viene aggiunta anche la spiegazione che ne da Xu Shen.
Infine, alcune peculiarità di cultura cinese possono aiutare a disambiguare gli utilizzi e i significati che si porta dietro il carattere, oltre che conoscere qualche curiosità appartenente alla cultura cinese. Quelle storiche e arcaiche sono quelle più importanti perché i primi documenti con i pittogrammi, cioè i primissimi sinogrammi, sono i gusci divinatori di tartaruga e le scapole di bue del periodo Shāng (商朝, 1600-1046 a.C.) e Zhou (周朝), raffigurati più avanti anche su vasi e di bronzo (sempre del periodo Shang e Zhou), specchi di bronzo, bracieri, pettini e strisce di seta. Sono quindi nati in epoche remote, in cui il pensiero, le abitudini, il sistema socio-politico e il progresso tecnico erano diversi da quelli moderni. Queste peculiarità costituiscono anche delle conoscenze basilari miscellanee sulla cultura cinese.
I radicali caduti in disuso (cioè quelli che non sono il radicale di nessun carattere diffuso), a parte quelli inseriti per errore nel Dizionario Kangxi, sono 入、生、隶、面、飞、首、斗、卤、黄、黹、鬯、黾、鼎、鼓、齐、龙、麻、龟 e 龠, per un totale di 19 radicali. I radicali tuttora in uso sono quindi 195 su 214.
Al contrario, tra i radicali più frequenti e aventi contemporaneamente molti caratteri nel cinese moderno si contano 人、心、言、冰、水、草、手、口、女、火、八、刀、土、尸、肉 / 月、木、竹、衣、辵、金、雨、页、食 e 阜 (presente a sinistra, in caratteri come 阴 e 阳). Molti altri, seppure ancora in uso, possiedono meno caratteri. A loro volta, questi caratteri possono essere abbastanza rari.
Lo studio dell'origine filologica dei radicali Kangxi, per capire da che raffigurazione derivano, si affianca all'eventuale recupero del significato arcaico e originale, all'evoluzione del carattere dalle ossa oracolari ai bronzi Shang e Zhou, fino alle grafie di epoca Han (descritte per esempio nella prima versione dello Shuowen Jiezi) e alla grafia tradizionale moderna, da cui infine deriva la semplificazione, il tutto osservando le versioni storiche e dunque senza affidarsi a dei meri e fuorvianti storytelling mnemotecnici. A tutto questo studio sui radicali, si affianca infine la ricostruzione filologica dei sinogrammi più diffusi in cui i radicali si collegano agli altri componenti ideogrammatici o chiavi di lettura indicanti solo e unicamente la pronuncia. Lo studio della pronuncia antica a partire dalle lingue sino-xeniche e dialetti conservativi serve a ricostruire delle caratteristiche della pronuncia in Primo Cinese Medio (successivo al cinese antico) che il cinese moderno ha perso ma che si rintracciano proprio nel lessico di origine cinese nelle altre lingue (e.g. lessico sino-giapponese, sino-coreano, sino-vietnamita, rappresentabile con i caratteri kanji, hanja e nel Chu' Nom. A volte i caratteri che compongono una parola si possono riconoscere proprio in base a delle caratteristiche della pronuncia antica, altrimenti la parola in sinogrammi si ricava da un dizionario ben fornito).

### Introduzione al metodo paleografico
Il cinese antico è indissolubilmente legato alla prima attestazione della scrittura cinese (a partire dal 1250 a.C. circa, periodo Shang), ragion per cui la lingua e la scrittura come periodo sono strettamente collegate. I caratteri in origine sono nati per scrivere sulle piastre delle tartarughe e sulle scapole di bue messe a crepare sul fuoco per effettuare predizioni sul futuro più o meno remoto. Dai primi caratteri attestati nelle ossa oracolari (periodo Shang e Zhou) e nei bronzi Shang e Zhou si vedono le versioni originali di molti caratteri diffusi sia in passato che oggi, da cui si può ricostruire la composizione (molti altri caratteri, comunque ricostruibili, sono attestati a partire dal periodo degli Stati Combattenti e periodo Qin e Han e in poi). Le versioni originali permettono di capire meglio la loro composizione, il disegno originario, come sono evoluti e, in dei casi, la pronuncia originaria. Pertanto il cinese antico/Old Chinese è il periodo da cui si parte a fare filologia dei sinogrammi (perlomeno quelli più antichi, come i radicali Kangxi), un'attività direttamente collegata alla paleografia, che a sua volta non è una disciplina isolata da altre come l'archeologia.
Quanto al periodo del Primo Cinese Medio, in questo periodo i sinogrammi assumono grossomodo l'aspetto dei caratteri tradizionali odierni. Questa grafia deriva dall’evoluzione della prima standardizzazione dei caratteri avvenuta durante il periodo Qin (Xu Shen, usando una grafia detta “Piccolo Sigillo”/Xiaozhuan) li descrive nello Shuowen Jiezi. Durante il periodo Tang, le ossa oracolari forse erano state dissotterrate per la prima volta ma i contadini, non capendo cosa fossero e come mai avessero dei segnetti misteriosi incisi sopra, le reinterravano. In un secondo momento, sono state dissotterrate e polverizzate per creare preparati di medicina tradizionale cinese, come avveniva per esempio nel periodo Qing. Il riconoscimento dei caratteri sarebbe avvenuto nel fine Ottocento. L’osservazione delle prime versioni (ossa e bronzi), dell’evoluzione nello stile del Piccolo Sigillo e dell’ulteriore evoluzione nella versione tradizionale (poi eventualmente semplificata nella metà Novecento) permette di capire meglio i caratteri e i loro componenti.
Un'opera da cui si parte a analizzare i caratteri è proprio lo Shuowen Jiezi 说文解字 di Xu Shen 许慎 (100 d.C., scritto in epoca Han, durante il periodo in cui si parlava il Cinese degli Han Orientali, una varietà intermedia tra il tardo Old Chinese/tardo cinese antico e il Primo Cinese Medio, fermo restando che il cinese parlato durante la Dinastia Jin, che precede il Primo Cinese Medio, è ancora in via di discussione). L'opera va letta con spirito critico siccome Xu Shen descrive perlopiù i sinogrammi secondo lo stile del Piccolo Sigillo (Xiaozhuan 小篆) e secondo la prima standardizzazione avvenuta nel periodo Qin. Non ha mai consultato le ossa oracolari del periodo Shang e Zhou (cioè le piastre di tartaruga e le scapole di bue incise e trapanate e mese sul fuoco a crepare per effettuare le piromanzie, dette anche plastromanzie e scapulomanzie) e non ha nemmeno consultato i bronzi Shang e Zhou (vasi, bacinelle, piccoli contenitori, specchi, pettini, bracieri...): entrambi non erano stati ancora diseppelliti, quindi i relativi corpora di caratteri (甲骨文 e 金文), di cui oggi esistono i dizionari, erano inaccessibili. Pertanto i caratteri analizzati non sono le proto-forme/versioni originali ma sono una standardizzazione che contiene già delle stilizzazioni fuorvianti, dei componenti aggiunti o delle disposizioni dei componenti alterate rispetto alla disposizione originale. Xu Shen in dei punti commette degli errori nell'interpretazione o nella suddivisione del carattere per indicare il carattere e la chiave di lettura per la pronuncia, che riflette la sua varietà di cinese (alcune varianti dei caratteri sono varianti popolari o dei rimaneggiamenti delle chiavi di lettura per riflettere dei cambiamenti nella pronuncia tra la prima fase del cinese antico/Old Chinese e il Cinese degli Han Orientali o le varietà del periodo Qin, periodi nei quali peraltro si sono coniati nuovi caratteri). L'opera di Xu Shen è stata arricchita con degli ottimi commentari che glossano il testo. Il più famoso è quello di Duan Yucai, scritto nell'arco di oltre 30 anni e pubblicato nel 1815 (periodo Qing) e di ottima qualità nonostante nemmeno lui abbia consultato le ossa e i bronzi. Alcune glosse correggono delle informazioni di Xu Shen o le arricchiscono. In generale, si evince che lo Shuowen Jiezi va letto e consultato con un sano spirito critico, nonostante i suoi pregi indiscussi. Per esempio, va affiancato alle versioni sulle ossa e sui bronzi, ai commentari, alle varianti dei caratteri (in cui abbastanza spesso restano cristallizzati degli elementi antichi o la disposizione originale dei componenti) e a degli studi paleografici e filologici (non etimologia folk o mnemotecnica) che si intrecciano con storia, archeologia e conoscenze basilari per esempio di tecniche di agronomia, se si pensa ad esempio alla coltivazione del grano, del riso e alla loro lavorazione (la derivazione etimologica delle parole a partire dai suffissi e prefissi morfologici dell'Old Chinese è un altro tipo di ricostruzione che a volte si può intrecciare con quella di stampo paleografico, cioè incentrata sulla grafia). Altre stilizzazioni trasformano dei componenti dei caratteri in dei falsi amici. A questo si aggiunge il fatto non secondario che i caratteri cinesi hanno subito una semplificazione nella metà Novecento, ragion per cui partire ad analizzare i caratteri dalla versione semplificata è un errore in partenza, come anche analizzarli basandosi sulla grafia riportata da Xu Shen laddove il carattere è attestato da secoli prima ed è dotato di una proto-forma. Quest’ultimo comunque riporta i significati originali di ogni carattere, siccome sono evoluti: per esempio, miao4 秒 oggi indica il secondo (unità di tempo), il che rende la presenza del radicale del cereale criptica e insensata. In realtà, in origine il carattere indicava l’arista, cioè un lungo filamento sulla “buccia” dei chicchi di grano sulle spighe, il che rende il radicale subito comprensibile. Da tutte queste informazioni si può ricavare una lista di 7 errori da evitare:
- non praticare una distinzione tra da un lato paleografia/filologia con conoscenze storico-letterarie, archeologiche e di tecniche antiche in alcuni campi (e.g. agricoltura, allevamento, metallurgia, produzione di vasellame, settore tessile) e dall’altro l’etimologia folk con mnemotecnica peraltro avulse dalle utili conoscenze di supporto elencate in precedenza;
- analizzare i caratteri superficialmente (in base cioè alla loro apparenza immediata, a volte ingannevole per le stilizzazioni, amputazioni o aggiunte e disposizioni dei componenti);
- analizzare solo la versione semplificata laddove hanno una versione tradizionale;
- non prendere mai in consultazione alcuni utili varianti arcaicheggianti dei caratteri laddove presenti (esistono dizionari appositi);
- non consultare mai le versioni sulle ossa oracolari e i bronzi Shang e Zhou laddove il carattere è attestato;
- partire ad analizzare sempre e solo dal significato moderno, laddove sono presenti significati arcaici poi evoluti e/o perduti ma recuperabili da dizionari antichi (tra cui lo stesso Shuowen Jiezi);
- copiare l’interpretazione integralmente da Xu Shen, che già commette degli errori nell’interpretazione e suddivisione corretti dalla paleografia e da alcune glosse e commentari ben scritti (non tutti i commentari sono uguali. Quelli di Xu Xuan e di Duan Yucai sono tra i migliori in assoluto e le loro glosse sono direttamente affiancate alla definizione originale di Xu Shen). L’opera va quindi affiancata ad altri materiali e conoscenze. L’errore di non leggere Xu Shen con un sano spirito critico si intuisce fin dagli esordi del paragrafo.

Alcune interpretazioni sono incerte o in fase di discussione ma, se non cadono in nessuno dei 7 errori, semplicemente sono indicatori di un dibattito ancora aperto che può essere chiuso con l’avanzare delle scoperte in paleografia, in linguistica storica (e.g. la derivazione morfologica in Old Chinese), in storia e in archeologia (le ossa e i bronzi sono infatti reperti archeologici. Più se ne trovano, più caratteri attestati e/o varianti antiche emergono, con tutto ciò che ne deriva).
Un ultimo errore diffuso sarebbe da includere come l'ottavo errore se non fosse limitato ai soli radicali Kangxi. Tuttavia, il fatto che i radicali Kangxi come grafia, nome e ricostruzione filologica siano il migliore punto di partenza per l'apprendimento dei sinogrammi, lo rende un errore dalle conseguenze pesanti. L'errore, riportato in disparte, è il seguente:
- partire a ricostruire e studiare i radicali Kangxi a partire dal nome proprio in cinese, laddove presente.

Si prenda come esempio lampante卩 jie2: è universalmente noto come "il sigillo", in più come radicale ha il nome proprio in cinese traducibile come "l'orecchio singolo". Non solo i nomi propri in cinese indicano perlopiù l'apparenza grafica del carattere, ma non danno informazioni per la filologia. Jie2 non rappresenta in nessun modo un orecchio, ragion per cui questi nomi sono utili per richiamare alla mente il radicale in lingua cinese ma sono fuorvianti per la ricostruzione filologica. Quanto al suo significato, anch'esso è fuorviante perché a livello di origine non rappresenta in nessun modo un sigillo: è un uomo inginocchiato ritratto di profilo. Anche i radicali Kangxi non sono esenti dai 7 errori elencati in precedenza: per esempio, 彐 ji4 è universalmente noto come "muso di maiale" in base alla definizione di Xu Shen, ma in nessun carattere raffigura il muso del maiale, bensì stilizza una mano solitamente impegnata ad afferrare qualcosa.

### Principali stili calligrafici cinesi
I termini che designano i principali stili calligrafici cinesi sono estremamente utili per identificare specifiche forme di scrittura o quando ci si imbatte in essi durante la consultazione di dizionari di calligrafia o di testi di filologia dei sinogrammi.
I primi due termini non rappresentano stili in sé, ma piuttosto etichette associate alle versioni incise su piastre di tartaruga, scapole di bue e manufatti in bronzo. Analogamente, gli ultimi due termini non identificano stili calligrafici propriamente detti, ma sono rilevanti da elencare e distinguere quando ci si confronta con la scrittura di un carattere o si svolge attività di filologia.
A partire da questi termini e dalla loro successione, è possibile strutturare lo studio della calligrafia di base cinese per comprendere le loro peculiarità, le loro origini e le loro periodizzazioni (gli stili rappresentano evoluzioni che non derivano dall'invenzione di un singolo calligrafo, e possono sovrapporsi tra loro vari stili e proto-stili).
| Nome                             | Cinese   | Pinyin (Mandarino) | Jyutping (Cantonese) |
| -------------------------------- | -------- | ------------------ | -------------------- |
| Scrittura sulle ossa oracolari   | 甲骨文   | jiǎgǔwén           | gaap3 gwat1 man4     |
| Iscrizioni in bronzo             | 金文     | jīnwén             | gam1 man4            |
| Periodo degli Stati Combattenti  | 战国     | zhànguó            | zin3 gwok3           |
| Manoscritti su listelli di bambù | 简牍     | jiǎndú             | gaan2 duk6           |
| Stile del Grande Sigillo         | 大篆     | dàzhuàn            | daai6 syun6          |
| Stile Zhou                       | 籀文     | zhòu wén           | zau6 man4            |
| Stile del Piccolo Sigillo        | 小篆     | xiǎozhuàn          | siu2 syun6           |
| Stile clericale                  | 隶书     | lìshū              | dai6 syu1            |
| Stile semicorsivo                | 行书     | xíngshū            | hang4 syu1           |
| Stile regolare                   | 楷书     | kǎishū             | kaai2 syu1           |
| Stile corsivo                    | 草书     | cǎoshū             | cou2 syu1            |
| Caratteri tradizionali           | 繁体(字) | fántǐ(zì)          | faan4 tai2 (zi6)     |
| Caratteri semplificati           | 简体(字) | jiǎntǐ(zì)         | gaan2 tai2 (zi6)     |

## Lista dei radicali Kangxi

### Radicali di 1 tratto (一画)
| Radicale | Unicode | Pinyin    | Altri nomi | Nome del radicale, descrizione e varianti, utilizzo se slegato |
| -------- | ------- | --------- | ---------- | --- |
| 一       | 1       | Yī        | -          | Il tratto orizzontale. Sebbene sia uno dei tratti più basilari della scrittura cinese, è stato inserito tra i radicali del dizionario Kāngxi per errore. Si traccia sempre da sinistra a destra. Se riferito al numero "uno", forse rappresenta un listello di abaco in bambù messo in orizzontale: si riferisce al numero uno come al concetto di numero stesso. In alternativa, è un semplice tratto orizzontale, uno e uno solo. I cinesi indicano il numero uno con l'indice ma, se enunciano gli elementi di una lista, possono partire a contare dal mignolo, alla maniera degli inglesi. Siccome nei caratteri rappresenta parecchie parti di oggetti, il nome tradizionale "il numero uno" è fuorviante, anche se molto diffuso. Con il significato di "uno", si può scrivere nelle frasi. Una variante antica di "uno" è 弌, usata per evitare le falsificazioni. Tecnicamente, nessun carattere sarebbe classificabile sotto questo radicale. Nei fatti, svariati caratteri vengono sistematizzati con questo e altri radicali aggiunti per errore, come ad esempio 丁, che in realtà rappresenta un chiodo. - - - 丁、丂、上、下、与、万、丈、三、才、不、廿、卅、丛、丝、且、世 ( 丗 )、丙、平、百、丽、两、事、丧、丐、奉、严 |
| 丨       | 2       | Gǔn       | -          | Il tratto verticale. Sebbene sia uno dei tratti più basilari della scrittura cinese, è stato inserito tra i radicali del dizionario Kāngxi per errore. Rappresenta un ramo sfrondato messo in verticale. Poi il significato è passato ad indicare il bastone (in realtà, il bastone può apparire anche con una forma vagamente simile a 卜 sopra una mano destra). Xu Shen invece gli dà la definizione di "collegare in alto e in basso", "上下[貫]通也", e aggiunge che era invariabile in ogni carattere in cui compariva, "凡丨之屬皆从丨". Si traccia sempre dall'alto verso il basso. Siccome in cinese raffigura parecchie parti di oggetti, il nome tradizionale "il bastone" è fuorviante, pure se molto diffuso. Appare sempre legato in quanto non compare mai da solo. Tecnicamente, nessun carattere sarebbe classificabile sotto questo radicale. - - - 个、丫、中 、丰、书、旧、甲、申、串、临 (i due tratti a sinistra sono la semplificazione di 臣) |
| 丶       | 3       | Diǎn, Zhǔ | -          | Il punto. Sebbene sia uno dei tratti più basilari della scrittura cinese, è stato inserito tra i radicali del dizionario Kāngxi per errore. Il suo significato può variare parecchio in base al carattere e può presentare leggere variazioni nell'angolazione. Siccome rappresenta parecchie parti di oggetti, il nome tradizionale "la goccia", anche se diffusissimo, è spesso fuorviante. Tecnicamente, nessun carattere sarebbe classificabile sotto questo radicale. Se non si considera come tratto ma come parola dotata di senso, sarebbe la versione più arcaica del carattere che oggi si scrive e che indicava un candelabro con una fiammella in cima, 主 zhu3. Era quindi la fiammella. Il secondo significato vero e proprio è quello di versione antica di quello che ogi è il 句号, il punto fermo a fine frase: prima di diventare un cerchiolino 。, si scriveva 丶. Il punto appare sempre legato in quanto non compare mai da solo. - - - 凡 、丹、良、丸、义、为 |
| 丿       | 4       | Piě       | -          | Il tratto ricurvo a sinistra. Sebbene sia uno dei tratti più basilari della scrittura cinese, è stato inserito tra i radicali del dizionario Kāngxi per errore. In generale, in base al font e alla posizione nel carattere, questi tratti fondamentali possono subire lievi alterazioni. Questo radicale appare sempre legato. Tecnicamente, nessun carattere sarebbe classificabile sotto questo radicale. - - - 九、久、乃 (variante di radicale)、么、及、乏、币、丢、升、重、乖、乘 |
| 乙       | 5       | Yǐ        | -          | Il tratto ricurvo a destra, l'osso della branchia. Sebbene sia uno dei tratti più basilari della scrittura cinese, è stato inserito tra i radicali del dizionario Kāngxi per errore. Secondo Xu Shen (Shuowen Jiezi 说文解字), è un germoglio che emerge con difficoltà dalla terra, tuttavia la versione sulle ossa oracolari non mostra i tipici tratti dei germogli. Esistono altre interpretazioni di questo carattere, per esempio che sia l'osso della branchia del pesce o della coda di tigre. Per esempio, un commentario a un passo del Liji/Libro dei Riti spiega 乙，鱼体中害人者名也。今东海容鱼有骨，名乙，在目旁，状如篆乙，食之鲠不可出). Le varianti del tratto ricurvo sono 乚 , ⺄ , 乛 e quella che appare nel carattere 九 . Da una modifica di questo carattere deriva 𠃉 yi3, oggi 鳦, che indica la rondine; tuttavia, i due caratteri non sono correlati. Inoltre il tratto piegato 乛 in taluni caratteri appare più volte di fila, come in 乃 . Può apparire nelle parole cinesi è significa "secondo" (è una grafia fissa e alternativa di scrivere gli ordinali nel cinese di registro elevato) o "secondo Tronco Celeste". I 10 Tronchi Celesti 天干, sono un antico modo cinese di suddividere il tempo. Fanno parte del calendario lunare tradizionale e si combinano con i 12 rami terrestri 地支 per formare cicli di 60 anni. Tecnicamente, nessun carattere sarebbe classificabile sotto questo radicale. - - - 乞、也 |
| 亅       | 6       | Jué       | -          | Il tratto uncinato. Sebbene sia uno dei tratti più basilari della scrittura cinese, è stato inserito tra i radicali del dizionario Kangxi per errore. È una linea dritta che finisce con una forma ricurva in un uncino/gancio o di un amo. È sempre legato. Questo radicale viene spesso chiamato "il gancio, l'uncino, l'amo", ma questi nomi sono fuorvianti perché, come spiega lo stesso Xu Shen, è un tratto calligrafico: non intende raffigurare un gancio, un uncino o un amo. Tecnicamente, nessun carattere sarebbe classificabile sotto questo radicale. - - - 了、予、争 |

### Radicali di 2 tratti (二画)
| Radicale | Unicode | Pinyin     | Altri nomi           | Nome del radicale, descrizione e varianti, utilizzo se slegato |
| -------- | ------- | ---------- | -------------------- | --- |
| 二       | 7       | Èr         | -                    | Il numero due. Si scrive raddoppiando il numero "uno", che quindi è due listelli di abaco in bambù messi in orizzontale o due tratti. Può apparire da solo. I numeri "uno, due, tre" sono 一, 二, 三 e anticamente il numero quattro, oggi 四, era scritto 亖 . - - - 二、于、亏、互、五、无、亚、些 |
| 亠       | 8       | Tóu        | 文字头               | Il coperchio. È un coperchio ritratto in visione frontale che col tempo si è appiattito e squadrato. Nella fase finale si è aggiunto il pomello in alto, in origine fuso con la linea orizzontale e orientato in verticale (nella stilizzazione odierna è un punto scollegato). È un radicale sempre legato. Compare ad esempio nel carattere 亩 per indicare il mu, un'antica misura per il terreno. In alcuni caratteri è un falso amico di 衣 (il radicale del vestito) perché quest'ultimo indica il vestito. Semplicemente, il carattere 衣 si è "aperto" in due per poter ospitare un secondo componente al suo interno. Un esempio è il carattere 衮, che indica il vestito di grosse dimensioni usato dai nobili (公) durante i sacrifici. In 高 e 京 (il primo è a sua volta un radicale) rappresenta il tetto in origine spiovente di una torre, quindi è un falso amico. In 享 rappresenta il tettuccio spiovente di un tempietto ancestrale per fare sacrifici agli antenati. In 六 rappresenta il tetto di una capanna, mentre in 文 e 立 rappresenta la testa e le braccia distese di un uomo inquadrato frontalmente. Il nome in cinese 文字头 indica che è "la testa/la parte in alto del carattere 文". Dal punto di vista grafico, il nome è efficace, ma dal punto di vista dell'origine del carattere è totalmente fuorviante. - - - 亩、哀、衰、衮、六、市、交、京、亨、夜、率、亥、亡、夜 |
| 人       | 9       | Rén        | 人字头 单人旁 单立人 | L'uomo, la persona. Il pittogramma sulle ossa oracolari Shāng e i vasi di bronzo Shāng e Zhōu raffigura un uomo in posizione laterale e con un braccio alzato. A fianco del carattere si scrive 亻e si chiama "l'Uomo a lato". Può apparire anche sopra la chiave di lettura come 𠆢 . Si può usare da solo. In alcuni caratteri come 旗 e 旅 appare una forma vagamente simile a 人 ma in realtà si tratta del drappo svolazzante di una bandiera. In 年 invece indica un fascio di grano trasportato sulla schiena di un uomo. In 伞 rappresenta la punta di un ombrello. Nel carattere 伤 raffigura forse un tetto. Nei caratteri 舍 e 余 è un falso amico siccome indica il tetto di una capanna, mentre in 令、命、食、今、会 e 合 indica una bocca spalancata disegnata al rovescio. - - - 人、从、众 (che ha la variante 衆, in disuso ma riciclata parzialmente nel carattere 聚)、介、会、全、企、余、今、命、什、仁、仍、化、便、他、你、们、位、体、休、像、传、借、保、做、作、住、低、俄 (in 俄罗斯)、倒、停、但、使、信、偶、仅、件、俭、例、佳、侣、伙、代、任、伏、健、倍、伊、亿、价 、以、似、侠、伤、优、估、佃、促、俞 ( 兪 )、俗、修、俩、值、倡、傲、伞、催、僵、佐、仪、儒、倦、俱、俊、仔、佩、侨、偿、假、傍、僧、仲、侦、倦、俘、伦、侵、伐、储、伺、候、侍、仗、供、佣、伍、伶、俐、倘、伸、仰、侥、偏、侮、俯、侄、仿、仇、傲、仙、倾、伯、侈、傅、伽 (in 伽利略)、俯、倪、僚 |
| 儿       | 10      | Rén, Ér    | -                    | Le gambe. Originariamente le gambe di una persona dritta in piedi. Nel cinese semplificato è inoltre utilizzato come variante semplificata di 兒 ovvero "bambino", "figlio" (in alto c'è un falso amico di 臼: non è il pittogramma di un mortaio ma il cranio con una fontanella non ancora chiusa. La fontanella sul cranio in tutti gli altri caratteri veniva resa come 囟 xin4 e in dei caratteri diffusi come 思 viene stilizzata come 田, fuorviante. Ma da varianti come 恖 e 𢙦 si recupera la grafia arcaica, come anche dalla consultazione di dizionari completi di varianti, di studi paleografici e di immagini che ritraggono i caratteri nelle proto-forme/forme originali attestate per esempio nelle ossa oracolari e nei bronzi Shang e Zhou). Il sinogramma 儿 è inoltre utilizzato, soprattutto nel dialetto di Pechino, come suffisso (a prescindere dal suo significato) per rendere in forma scritta il suono -er (erhua, erizzazione o rotacismo in cinese). - - - 儿、兄 (in origine significava "parlare", come anche 兑)、元、克、允、兆、先、光、党、尧、兜 |
| 入       | 11      | Rù         | -                    | La punta della freccia, la punta dell'attrezzo. È una forma a freccia orientata verso l'alto (se è la stilizzazione di un oggetto, probabilmente è la punta in metallo di una freccia o di un coltello o un altro attrezzo in metallo appuntito). La punta era allungata e, nella stilizzazione, si è incurvata. Indicava il concetto generico di entrare o il concetto di penetrare in un oggetto con la lama. Si può trovare da solo e significa anche "entrare; unirsi/congiungersi a" (ex. un'organizzazione). Alcune etimologie folk lo interpretano come due radici che si estendono nel terreno. Oggi non si usano caratteri aventi questo radicale. |
| 八       | 12      | Bā         | 八字旁               | La divisione. Indica un oggetto diviso in due. Oggi significa "otto" a partire da un prestito fonetico. Il radicale aveva come antica variante 丷. Questo modo di rappresentarlo è in disuso. In alto ad altri caratteri appare invece invariato, ex. 分 . In caratteri come 共、兴、與 (versione tradizionale di 与)、具 e 舆 si tratta di un falso amico siccome rappresenta un paio di mani stilizzate. In 頁 > 页 yè, che è a sua volta radicale, è un falso amico perché stilizza un paio di gambe in origine inginocchiate, mentre in 首 shou3, a sua volta radicale, indica un ciuffo di peli come capelli. In 前 qian2 stilizza un piede sopra una barca estremamente stilizzata e inquadrata dall'alto (il carattere è più chiaro nella variante 歬 e 𠝣). Infine, nel radicale 火 stilizza semplicemente due fiammelle. In molti altri caratteri è falso amico perché per esempio raffigura il sostegno di un oggetto o le gambe di un tavolino (e.g., di un setaccio in 其, di un libro di listelli di bambù rilegati in 典 e di un guscio di lumaca di mare prezioso in 真 nella sua grafia più recente) o uno sbuffo d'aria che esce da una bocca (只、兑、兮). In 并 rappresenta le teste di due persone l'una accanto all'altra in visione frontale, mentre in 单 rappresenta due pietre fissate sopra un bastone a Y usato come arma da caccia o da guerra. - - - 八、业、分、并、兼、关、兴、单、兮、兰、公、共、其、具、只 (tra i vari utilizzi, questo classificatore indica il singolo oggetto di una coppia; in origine era 隻)、典、兹、兑 |
| 冂       | 13      | Jiōng      | 同字框               | La campagna, la natura più selvaggia. È uno spazio aperto, delimitato con due linee verticali e una orizzontale in mezzo. Nella versione attuale, ha solo due tratti. In alcuni caratteri con la chiave di lettura incassata si apre leggermente (ex. 周). Indicava tutto il territorio naturale e selvaggio che è al di fuori dei confini di una città. Xu Shen addirittura spiega che tutto ciò che era fuori dalla città nell'antichità era separato in più fasce geografiche dal nome preciso: 邑外謂之郊，郊外謂之野，野外謂之林，林外謂之冂。象遠界也. Quindi, la periferia della città, che poteva anche essere un gruppo di insediamenti fuori dal confine/mura (城 indicava in origine la fortezza) è il 郊 jiao1. Una glossa spiega che oltre il jiao1 c'era il mu4 牧, un carattere usato per indicare il pastore, il che lascia ipotizzare che era un terreno pianeggiante e ricco d'erba in cui ci potevano pascolare gli animali; il paesaggio selvaggio oltre il mu4 era lo 野 ye3; oltre lo ye3 c'era il 林 lin2 ovvero la foresta (cioè il punto di terreno pianeggiante in cui iniziavano a spuntare gli alberi e la vegetazione piuttosto fitta, come spiega una glossa. Se mu4 è un riferimento al pascolo, in zone simili era difficile pascolare, ma vi si potevano produrre e ottenere prodotti boschivi); infine si sconfina nel 冂 jiong1 più totale, in cui sembra che l'uomo non sia intervenuto. La scansione dunque era yi4/cheng2 > jiao1 > mu4 > ye3 > lin2 > jiong1. Da questa scansione, si nota che la traduzione di "campagna" è parzialmente laconica: "la natura più selvaggia" rende meglio il significato. Xu Shen riporta anche una variante antica del carattere in disuso, 冋. Questo radicale non si usa da solo. Il nome in cinese 同字框 spiega che è la struttura portante del carattere 同. Dal punto di vista grafico, il nome è efficace (questo sinogramma peraltro è classificato sotto questo radicale, mostrano una coerenza di fondo), ma dal punto di vista filologico il nome è totalmente fuorviante. Inoltre, il carattere 同 non ha nessun legame come significato e origine alla natura più selvaggia. - - - 内、冄 (presente in 那 e derivati)、冉、同、周、冈 (in 梵蒂冈) |
| 冖       | 14      | Mí         | 秃宝盖               | Il panno per coprire. È un oggetto squadrato che pende da due parti. Il carattere che discende direttamente dal radicale è 幎, poi mutato e corrotto in 冪 mi4 (semplificato: 幂), "coprire con un panno" (chiave di lettura in scrittura arcaica 冥 ming2, che indica il concetto di oscurità). Secondo Xu Shen, indicava un cappello (幔也。从巾冥聲) che, a giudicare dal radicale del fazzoletto di stoffa (vedi avanti), era un fazzoletto o turbante che si metteva in testa. Secondo una glossa al Libro dei Riti, era un panno che serviva a coprire non la testa ma, in generale, gli oggetti: 周禮注曰：以巾覆物曰幎. Pertanto, il nome tradizionale "il turbante" può essere fuorviante siccome non c'è certezza che sia un turbante. È sempre legato ed è scorrelato dal radicale del tetto, visibile in caratteri come 家. Il nome in lingua cinese 秃宝盖 indica che è la parte superiore di 宝 ma resa "calva", cioè privata del puntino. Dal punto di vista grafico, il nome è efficace, ma dal punto di vista filologico è totalmente fuorviante. - - - 写、军、农、冠、冤 |
| 冫       | 15      | Bīng       | 两点水               | Il ghiaccio. È una superficie di acqua ghiacciata, con due crepe o venature o, molto più probabilmente, sono due pezzi/cumuli sporgenti di ghiaccio. Erano due 人 l'una sull'altra (仌), poi stilizzate in due trattini. Il nome alternativo "le due gocce d'acqua" ha origine popolare e si ricollega alla loro apparenza grafica ma non al loro contenuto semantico (cioè al significato), il che può rendere il radicale molto fuorviante siccome indica il ghiaccio e non l'acqua. È sempre legato. - - - 冰、冬、寒、冻、准、决、次、净、冷、凉、况、减、凑、凝、冲、减、冶、凌、冯、习 (se si considerano i tratti interni come falso amico di "ghiaccio") |
| 几       | 16      | Jī         | -                    | Il tavolino. È una piccola tavola con due gambe molto corte. Inizialmente il pittogramma aveva le forme molto sinuose, poi si è squadrato. Nel cinese moderno si può usare da solo con il significato di "alcuni, un po' di; quanti?" riferito a modeste quantità. Il carattere 凡 è un falso amico perché il pittogramma raffigura un piatto o vassoio con un oggetto al suo interno e inquadrato dall'alto, cioè in visione a filo di piombo. Anche 风 è un falso amico perché, nella versione contemporanea, è il carattere 凡 con sotto la stilizzazione del pittogramma di un insetto. - - - 几、凤、凭、凯 |
| 凵       | 17      | Kǎn (Qiǎn) | -                    | La buca. È il disegno in visione frontale di un largo buco nel terreno. Inizialmente era tondeggiante, poi si è squadrato. Il carattere che indica la buca viene oggi indicato come "kǎn" 坎, che mantiene la pronuncia. "Qiǎn" invece, nonostante la scrittura identica, significava "aprire la bocca". - - - 凶、凸、凹、击、函 |
| 刀       | 18      | Dāo        | 力字旁 立刀旁        | Il coltello, la lama. È il pittogramma di un coltello messo in piedi, poi stilizzato e rovesciato. I due tratti che accennano alla parte iniziale della lama sono ancora visibili in basso, ma il manico verticale è mutato in un tratto sinuoso per poi appiattirsi nel tratto verticale in cima. Si usa per indicare qualunque tipo di lama. Oggi il radicale sta pure a indicare l'omonima posata da cucina. Il disegno, molto generico, raffigura un manico con la lama un po' ricurva. Il radicale, se compare a destra della chiave di lettura, si disegna [--刂], stilizzato, e si chiama "il coltello a lato". Se in alto, si schiaccia diventando ⺈, ma nel carattere 危, che indica il pericolo, raffigura un uomo piegato mentre si sporge da un precipizio e in 鱼 disegna il muso del pesce. Una versione calligrafica, anomala e molto rara del coltello a lato si trova nel carattere 师 (semplificazione di 𠂤, forse un cumulo di terra per indicare un accampamento/fortino, in 師), 班 (in cui per davvero indica una lama), 辨 e 狮. - - - 刀、刃、切、前、刚、划、列、别、判、利、刮、刻、刷、刘、到、副、则、刺、制、剂、剪、剑、剧、剖、剩、删、刑、割、刹、券 |
| 力       | 19      | Lì         | -                    | L'aratro in legno; la forza, la potenza, l'energia. Rappresenta un attrezzo simile a una zappa per solcare il terreno. Secondo un'altra interpretazione, è un braccio steso che si sforza, mostrando il bicipite rigonfio, ma le dita non sono ben visibili nelle versioni sulle ossa oracolari. Xu Shen indica che significava "tendine", il che si lega alla seconda interpretazione. Una variante semi-arcaica è 𠠲. - - - 力、办、加、努、男、势、勇、劣、助、劲、功、动、励、勒、勘、勤、勃、劫 |
| 勹       | 20      | Bāo        | 包字头               | La placenta, l'Uomo ricurvo/piegato. Nelle ossa oracolari in cui è attestato raffigurava una placenta chiusa intorno a un feto. Questo significato si è conservato nel carattere 包, poi mutato in 胞 bao1, che peraltro indica anche la cellula (细胞), che racchiude in sé gli organelli. (Xu Shen l'ha interpretato in modo errato come una persona piegata e ricurva). Il nome in cinese è 包字头, cioè la cima del carattere che indicava sia il feto nella pancia che la borsa. - - - 包、句、勺、勿、匆、匈、甸 (in 沉甸甸) |
| 匕       | 21      | Bǐ         |                      | Il cucchiaio, il mestolino. È un cucchiaio o un piccolo mestolo dal manico ricurvo e con la testa ricurva visibile in alto. Questo mestolo serviva a versare cibo nel piatto e liquidi come i vini nel bicchiere: non serviva a raccogliere e misurare il grano come dou4 斗. Il mestolino, in tal caso da vino, è visibile in basso nel carattere che indica il vino di miglio sacrificale 鬯. 匕 è noto anche come "il pugnale, la daga" e, con il cucchiaio, ha come minimo in comune il concetto di impugnatura, ma questo significato letterario non è quello storico e originale; solo in un carattere appare effettivamente come un pugnale ed è 眞, la cui versione moderna è 真. In 能 è falso amico siccome indica una zampa e parte del corpo posteriore di un orso a quattro zampe inquadrato di lato. Inoltre, in caratteri come 北, 尼 e 比 raffigura una persona. In 老 indica il bastone da passeggio di un anziano, mentre in 皀 indica il sostegno di una coppa chiusa piena di cibo cotto. - - - 匕、匙、北、比 (se immaginato come falso amico) |
| 匚       | 22      | Fāng       | 三框儿               | Il contenitore. Il carattere indica un contenitore quadrato e non meglio precisato inquadrato di lato e, secondo una glossa allo Shuowen Jiezi, è messo per terra in modo tale che l'apertura poggia per terra (直者其底。横者其四圍。右其口也). Sempre secondo una glossa, questo carattere indicava una quantità pari a un dou4 斗 (10 litri, ovvero un decalitro circa, grossomodo quanto un'enorme tanica o un'enorme damigiana), che dà un'idea della grandezza di questo oggetto, anche se non serviva a raccogliere e/o misurare il grano (il frammento di glossa che riporta questo significato è 廣韵或曰受一斗曰匚). A volte questo radicale viene chiamato "il baule" ma, siccome non si sa di preciso cosa sia, rischia di essere fuorviante. Xu Shen poi aggiunge che 𠥓 è lo stesso contenitore ma scritto con un diverso stile, lo Zhouwen 籀文, detto anche 大篆 Dazhuang, "Grande Sigillo", usato durante la Dinastia Zhou e le Primavere e Autunni. Per la precisione, scrive "受物之器。象形。凡匚之屬皆从匚。讀若方。，籒文𠥓。府良切" (gli ultimi tre caratteri indicano la pronuncia in fanqie). - - - 巨、匠、匪 |
| 匸       | 23      | Xì         | -                    | Il nascondiglio. Rappresenta un qualcosa, apparentemente un contenitore (inizialmente disegnato come una sorta di baule con la forma di una grossa L (㇄), visibile per esempio nella versione arcaica di 亡, ovvero 亾) che serviva a nascondere qualcuno o qualcosa. Sopra questa forma a L si è aggiunta, per rimarcare il concetto di coprire, un tratto orizzontale che sporge. Il carattere 亡 < 亾 nelle etimologie folk viene correlato a questo radicale; in realtà, è scorrelato siccome rappresenta la punta di una lama. - - - 区、匹、医 |
| 十       | 24      | Shí        | 十字儿               | L'ago; il numero dieci. È il pittogramma di un ago e si ritrova nel carattere 针 zhen1, che conserva il significato originale. Successivamente, come prestito fonetico, ha iniziato a indicare il numero dieci. Si può usare da solo. Nel carattere 直 in origine indicava una linea diritta poi enfatizzata con un punto in mezzo per indicare il concetto di guardare in avanti, mentre in 卖 indicava il carattere 出 ("uscire") stilizzato per indicare il concetto di "vendere", dare/alienare dei beni. Infine, in 南 è falso amico perché rappresenta una decorazione sulla facciata di una casa. - - - 十、千、博、协、毕、华、卓、古、克、直、卖、南 |
| 卜       | 25      | Bǔ         | 卜字头               | La piromanzia. Rappresenta una crepa orizzontale inclinata verso l'alto (poi orizzontale, oggi inclinata verso il basso) che si unisce ad una crepa verticale su una scapola di bue o una piastra di tartaruga. È un riferimento alle plastromanzie e scapulomanzie, grazie a cui sono nati i primissimi pittogrammi. Durante gli albori della civiltà cinese, per predire il futuro si incidevano dei pittogrammi sopra i gusci di tartaruga o le scapole di bue con l'uso di uno scalpello e si mettevano a crepare sul fuoco. In base all'andamento delle striature e ai caratteri colpiti, si eseguiva una divinazione. Infine, sia la domanda effettuata che il responso della piromanzia venivano incisi sulle ossa usando la grammatica del cinese pre-classico. In cima ad altri caratteri, il radicale si schiaccia diventando⺊ (ex. 卡). Si può usare da solo con il significato di "scegliere" ma è formale e si riferisce indirettamente all'atto di compiere una scelta dopo avere compiuto una divinazione per orientarsi meglio. Nel carattere 卓, che indica il concetto di "alto", sarebbe un uccellino con sotto una rete che cerca di catturarlo. - - - 卜、卢、卡、占、处、贞、卦 (nel carattere 卧 è un falso amico, siccome in origine era 臥) |
| 卩       | 26      | Jié        | 单耳刀               | L'uomo inginocchiato. Rappresenta un uomo inginocchiato ritratto di profilo; la posizione inginocchiata in svariati caratteri indica la sottomissione. Un altro nome molto diffuso è "il sigillo", ma è totalmente fuorviante: il carattere non indica mai un sigillo o simili oggetti. Un altro nome è l"orecchio singolo" (deriva dalla traduzione di 单耳刀, il nome popolare), ma anche questo nome è fuorviante. Secondo Xu Shen è la versione antica di 节 (< 節) jie2, ma questo carattere indica va il concetto di annodare, con un qualche riferimento alle fibre di bambù (in molti altri caratteri si usa il radicale della seta); pertanto, il significato di "annodare" è anch'esso fuorviante. Ha più varianti nei caratteri: col tratto finale ripiegato (⺋) o con la riga verticale allungata (𠬝 > 报) o compresso in basso (ㄗ) come in 爷. In alcuni caratteri compare come falso amico 巴 (questo carattere è infatti il pittogramma di un serpente e non è radicale Kangxi). - - - 卫、印、卯、卵、卬、危、即、却、卷、卸 |
| 厂       | 27      | Hǎn        | 厂字旁               | Il dirupo, il burrone, il baratro, la rupe, il pendìo. È un dirupo visto di lato, cioè la cima piatta di una montagna che si interrompe all'improvviso. Si può usare anche da solo e significa "fabbrica". In alcuni caratteri si può trovare con il primo tratto in alto incurvato, ⺁. Una variante del carattere è 厈. Questo carattere in passato era talvolta confuso con 广, che poi si è specializzato. La pronuncia viene spesso confusa con altre tre pronunce: "chǎng" per l'intercambiabilità in passato con il carattere 厰, "ān" per l'intercambiabilità con 庵 e "yán" per l'intercambiabilità con 䉷. Pertanto, la pronuncia corretta è "hǎn". - - - 厂、厅、厉、历、厌、压、厕、原、厨、厄、厢、厚、厘 |
| 厶       | 28      | Sī         | 私字儿               | Privato. È il pittogramma di un bozzolo in cui si è rinchiuso un baco da seta. Nelle versioni degli Stati Combattenti era un triangolo con la punta verso il basso o verso l'alto, poi la seconda forma si è aperta in una sorta di "ʊ" e poi è diventata squadrata (ma è rimasta aperta). Nel carattere 私, che conserva in parte il significato originale, sta ad indicare il grano esente dalle tasse, ad uso "personale". Il nome in cinese 私字儿 si riferisce a un carattere che vi deriva e non al radicale presente come chiave di lettura (il radicale in 私 è infatti quello della pianta di cereale, spiegato più avanti). - - - 去、参、县 (se pensati tutti e tre come falsi amici) |
| 又       | 29      | Yòu        | 又字旁               | La mano destra. È la mano destra stilizzata. Il tratto discendendo verso destra indica il polso. Le mani e i piedi stilizzati nelle ossa oracolari sono solitamente caratterizzati dall'avere tre dita, per cui il numero tre è ricorrente. Già nelle ossa oracolari si usava come prestito per dire "destra; avere". Si può usare da solo come avverbio, "nuovamente/di nuovo/ancora" riferito al passato. - - - 又、叉、双、欢、取、艰、难、观 (la pronuncia è "fan4", simile a "han4" 厂)、及、受、变、反、友、发 (vi converge il sinogramma che indica i capelli, che in versione tradizionale è 髮)、叔、叙 |

### Radicali di 3 tratti (三画)
| Radicale | Unicode | Pinyin          | Altri nomi    | Nome del radicale, descrizione e varianti, utilizzo se slegato 意大利语名字与说明 |
| -------- | ------- | --------------- | ------------- | --- |
| 口       | 30      | Kǒu             | 口字旁        | La bocca spalancata. Raffigurava una bocca spalancata in un sorriso, vista frontalmente. Poi si è squadrata. Si può usare da solo e indica in cinese una vasta gamma di significati ("bocca, foro, taglio, strappo, buco, apertura, entrata, tasca, classificatore per pozzi, membri della famiglia, maiali, coltelli, boccate d'aria e fumo, morsi di cane...") e, come radicale, si usa anche in molti suoni onomatopeici. Nel carattere 吕 è un falso amico perché rappresenta due vertebre l'una sull'altra. In 品 indica un gruppo di persone (il significato originale resta in 區 qu1, oggi scritto come 区). In 去 (oggi stilizzata) e 各, la bocca è un quasi-falso amico perché indica l'ingresso di una caverna, mentre in alcuni caratteri come 壴, 畐, 高 < 髙, 京 e 鬲 (tamburo; anfora piena; torre/alto; torre/capitale; calderone) indicano parti di utensili e edifici, ovvero la pelle di un tamburo, il collo di un'anfora, il corpo di alcune torri e la bocca/orlo di un calderone. Un altro carattere che non è radicale Kangxi e che indica una bocca (senza altri tratti aggiuntivi) è 亼, che si pronuncia ji2 ma che, se inteso come la proto-forma di 今, si pronuncia jin1. Il pittogramma indica dunque una bocca sorridente ribaltata, per cui sembra triste. Questa bocca compare in cima a vari caratteri ed è scorrelata dal radicale dell'Uomo 人 anche usato come falso amico di un tetto (余, 舍 e 仓 < 倉). Xu Shen analizza il carattere come 从入一; graficamente, rende l'idea, ma a livello semantico non indica che è una bocca aperta ribaltata. Xu Xuan 徐铉 (916-991), autore del secondo più celebre commentario dello Shuowen Jiezi scrive un'interessante glossa che indica questo carattere come il pittogramma di una bocca aperta per emettere uno sbuffo: 臣鉉等曰：此疑只象形，非从入一也. I caratteri in cui compare la bocca ribaltata sono 今, 龠, 合 (più in particolare il derivato 㑹 > 會 > 会), 令, 食 e 金. Forse si conta anche 侖 > 仑. Un falso amico è 俞 (< 兪) siccome l'intero carattere in origine era formato dal pittogramma di un vassoio inquadrato a filo di piombo 凡 accanto al pittogramma di un contenitore detto "you" 由 scritto sottosopra (entrambi non sono radicali Kangxi). Nella stilizzazione, il corpo dello you si è stilizzato e spostato in cima. - - - 口、吃、喝、吹、吐、哈、嗨、嘿、哦、哟、啊、吧、呀、咖、啡 、啤、叫、叮、咩、叽、可、嗯、呕、呗、呢、吗、吓、吸、听、吵、唉、唱、哉、哪、哎、嘴、咬、呛、喇、叭、咱、咳、嗽、喷、嚏、哥、叶、吐、呜、哎、和、响、哪、啥、哦、哲、唢、呐、哼、啦、啰、嗦、吠、哭、嗝、嗓、嘎、噢、咚、哞、嗷、哺、嘈、嘲、嘱、哆、嗦、吩、咐、味、鸣、咀、嚼、唠、叨、啃、哄、吼、嗅、哇、呻、哨、啥、吟、喧、哗、咋、噪、咏、唤、唇、喜、否、哲、告、吾、合、君、售、名、召、右、台、咨、各 (in cui la bocca rappresenta una caverna, stilizzata diversamente dal carattere 去)、吕 ( 呂 )、品、号、另、吴、哭、骂 |
| 囗       | 31      | Wéi             | 方框儿        | Il recinto, la recinzione, il confine; circondare. È un recinto visto dall'alto. In origine non appariva perfettamente squadrato. Questo carattere è anche la versione arcaica di 圍 > 围 wei2, che indica il concetto di "circondare", in cui all'interno si trova la chiave di lettura 韋 wei2, anch'essa derivata dal recinto: indica un recinto circondato da quattro piedi (oggi due) per indicare il concetto di fare la guardia a un posto circondato. Questa chiave poi, se usata in isolamento, ha cambiato significato e ha iniziato a indicare la pelle conciata, ma il carattere 圍 conserva parte del suo significato originale. Il nome in cinese 方框儿 indica un recinto quadrato, che richiama in parte la sua origine. - - - 围、囚、四 (se pensato come falso amico)、囟 (se pensato come falso amico: è una fontanella sul cranio di un neonato, da cui deriva 思)、团、囧、国 ( 囯 )、困、固、图、圆、园、圈、囡、因、回 (se pensato come falso amico) |
| 土       | 32      | Tŭ              | 提土旁        | La terra, il suolo. Rappresentava un cumulo di terra dalla forma vagamente ovale sopra il terreno 一 . Poi questo cumulo è mutato in una linea diritta con un punto in mezzo. Oggi il carattere appare estremamente stilizzato e difficilmente riconoscibile. Si può usare da solo. Nel carattere 去 è un falso amico perché e la stilizzazione di un uomo mentre esce dalla bocca di una caverna. Nel carattere 走 è un falso amico perché è la stilizzazione di un uomo giovane che marcia in modo energico, mentre in 老 indica i capelli di un anziano. Infine, in 寺 è una stilizzazione di un'impronta di piede 之 in cima usata come deittico prossimale ("questo/a"). - - - 土、地、场、堤、坝、城、塔、址、垃、圾、均、坏、域、填、堆、堵、圳、坊、坎 (usato in trascrizioni come 坎特伯雷)、坟、坑、坪、坡 (anche usato per traslitterare 新加坡)、埃、埋、塌、填、墙、塔、增、堪、培、块、塌、塘、坦、坛、坠、垄、幸、墅、塑、壁、基、垫、坚、坐、堂、圣、墨、在、墓、圭 (usato in trascrizioni come 圭亚那, 乌拉圭 e 巴拉圭)、塞 (anche nome proprio nel chengyu 塞翁失马)、墟 (in 殷墟) |
| 士       | 33      | Shì             | -             | L'ascia rituale; il soldato. In origine è un pittogramma vagamente simile a 斤, 戉 e 戈, cioè un'ascia rituale usata nei rituali per ingraziarsi gli antenati e probabilmente realizzata in giada. Dopodiché, ha iniziato a indicare il soldato in riferimento all'ascia come arma da guerra. Il significato semi-arcaico resta nella parola 士兵, "soldato". Tutti gli altri nomi molto diffusi con cui è noto si riferiscono al suo uso non come radicale ma carattere e sono tutti significati posteriori che lo rendono etimologicamente fuorviante: "l'ufficiale, l'intellettuale/lo studioso, il letterato, il burocrate, l'esperto/lo specialista". In 声 rappresenta una decorazione in cima a una struttura che regge un tamburo in pietra (cioè un insieme di scaglie di pietra calcarea che si possono battere con due battenti), mentre in 壴 rappresenta una piuma decorativa in cima a un tamburo. - - - 士、声、壮 (si pronuncia "zhuang4" e non è da confondere con 状)、壳、壴 (se pensato come falso amico)、壶 (se pensato come falso amico) |
| 夂       | 34      | Zhǐ             | 反文旁        | Il piede rivolto verso il basso; seguire. È la stilizzazione poco riconoscibile dell'impronta di un piede con le dita dei piedi rivolte verso il basso (tra i radicali, esiste un'altra versione in cui le dita dei piedi sono rivolte verso l'alto). L'interpretazione di Xu Shen, per cui sarebbe un paio di gambe di una persona che viene seguita, è errata siccome non è basata sul disegno sulle ossa oracolari. Nei caratteri in cui è usato per classificarli, è sempre un falso amico. A volte il radicale si trova indicato come "la civiltà rovesciata", che deriva dalla traduzione del nome tradizionale 反文旁: è cioè il carattere 文 messo al contrario. Ma l'apparenza grafica è ingannevole e il nome è fuorviante. - - - 处 (falso amico: è una persona appoggiata a un tavolino, irriconoscibili)、条、务、备 (derivante dalla stilizzazione: sono due frecce con la punta verso il basso messe in un contenitore) |
| 夊       | 35      | Suī             | -             | La variante del piede rivolto verso il basso. Il carattere è una variante del pittogramma 夂 a causa di una diversa stilizzazione. Si trova solitamente in basso ai caratteri (tranne in 各) ed è facilmente confondibile con 攴 stilizzato a lato dei caratteri. - - - 复、夏、夌 |
| 夕       | 36      | Xī              | 夕字旁        | La sera. È una luna incompleta, con una parte nell'ombra. La luna, in principio una falce chiusa, nella versione attuale appare una forma aperta: il puntino all'interno e il tratto lungo in basso erano incollati. Un esempio è la coppia di caratteri 夗 / 宛, che indicano un corpo sdraiato in un momento temporale databile verso sera. Indicano entrambi il concetto di "curvo, piegato". In passato 月 e 夕 non erano differenziati, per cui erano intercambiabili. - - - 夕、多、梦、够、外 |
| 大       | 37      | Dà, Dài         | 大字头        | L'uomo con le braccia distese, la grandezza. È un uomo con le braccia stese e le gambe divaricate. Sta ad indicare quindi "grosse dimensioni", una grossa estensione nello spazio, vastità, larghezza, enormità. Nelle ossa oracolari, 大 e 太 (lo stesso carattere con in origine un trattino orizzontale in basso, variante 夳) erano intercambiabili. In parecchi caratteri 大 non significa "grande", ma è il disegno stilizzato di un uomo qualunque e con le braccia leggermente distese. Semplicemente, invece di 人 si è preferita la grafia 大 . In 莫 è un falso amico perché è la stilizzazione di un paio di ciuffi d'erba, presenti anche in alto al carattere. Nella parola 大夫, "dottore", il carattere si legge "dai4". - - - 大、太、夫、天、央、奋、奔、奥、契、牵、奢、奎 (in 奎宁水) |
| 女       | 38      | Nǚ              | 女字旁        | La donna. Rappresentava una donna inginocchiata di profilo col capo leggermente chino e le mani congiunte sul petto, segno di sottomissione nella Cina antica. In alternativa, la parte vuota ben visibile nelle versioni sulle ossa oracolari e sui bronzi Shang e Zhou indica i seni. L'ipotesi parte dal carattere 母: è un carattere identico a 女 ma aveva due punti nello spazio vuoto per enfatizzare i capezzoli siccome indicava (e indica tuttora) il concetto di madre (oggi si usa pure per indicare la femmina di animale) con un qualche riferimento indiretto all'allattamento dei neonati. Il radicale si può usare da solo per indicare una persona di sesso femminile (con gli animali si usa 母). - - - 女、娜、奶、她、妈、姑、娘、妇、如、始、娼、婊、姬、娱、嫉、妒、好、嫁、姥、姜、媒、婚、姐、妹、姨、奸、奴、婢、妃 (nel nome proprio 杨贵妃)、姓、婚、姻、嫦、娥、嫂、妳 (variante femminile rarissima di 你)、妙、妆 (si pronuncia "zhuang1")、嫖、妓、妮 (in 妮可, "Nicole")、姆、婿、妨、娃、媳、姊、婆、妾、娶、妻、威 (in 威尼斯)、婴、妄 (in 妄想狂, "paranoia", "megalomania" e 妄想)、妩、媚 |
| 子       | 39      | Zǐ              | 子字旁        | Il bambino. Rappresenta frontalmente un bambino molto piccolo con la testa più grossa del resto del corpo e gli arti piccoli in posizione aperta (in delle varianti antiche, aveva pure un ciuffetto di capelli sulla testa stilizzati come falso amico 巛, tale per cui appariva come 㜽). Viene rappresentato con le gambe avvolte in fasce. Il carattere, se a lato del carattere, si stringe: 孩 . Da solo, significa "uomo, bambino" ed è il suffisso per le parole di molti oggetti, ex. 椅子 (sedia). In tal caso, cade il terzo tono e diventa tono neutro. È anche il primo ramo terrestre. Il carattere è molto simile a 了, che indica un bambino a cui sono state fasciate anche le braccia; quest'altro pittogramma, che in origine indicava il concetto di "finire" e che in seguito si è grammaticalizzato ed è diventato dunque una particella modale, non è un radicale Kangxi. - - - 子、孩、孙、孝、孔、孤、孕、存、孟 (il componente in basso, min3, rende la pronuncia) |
| 宀       | 40      | Miàn            | 宝盖头        | Il tetto. È il ritratto frontale di una casa. Il tetto inizialmente aveva due spioventi, poi si è schiacciato in una linea orizzontale con un punto sopra prima attaccato e oggi scollato. Le pareti erano poi molto lunghe e oggi si sono accorciate tantissimo. In pochi caratteri rimane la versione più arcaica 𰃦, che incassa gran parte della chiave di lettura, ex. 向 . Il nome 宝盖头 indica il carattere come "la testa/la parte in alto che copre il carattere 宝", ma è fuorviante siccome non indica nulla del suo significato. - - - 字、家、室、宁、它 (se si immagina come falso amico)、安、客、完、守、官、宿、实 ( 実 )、灾、宋、宏、定、宝、宗、审、宣、宪、宫、害、宜、容、宾、宴、富、牢、察、宠、宽、寝、寓、宇、宙、窍、宵、寂、寞、宰 (in 屠宰场, mattatoio)、宴 |
| 寸       | 41      | Cùn             | 寸字旁        | Il pollice cinese/lo cùn. Rappresenta una mano con un trattino sul polso, dove si sentono i battiti cardiaci attraverso l'arteria radiale. Questo punto sul polso si chiamava 寸口. Ha iniziato poi a indicare la piccola distanza tra la mano e il punto del polso da tastare< da qui, il significato è passato a "pollice cinese/cùn", un'antica unità di misura cinese pari a 3,33 centimetri. Inoltre 寸 si trova pure nel carattere 得, che significa "ottenere": la versione originale mostrava una conchiglia o guscio di lumaca di mare afferrato da una mano in basso. In molti altri caratteri 寸 è sempre una mano stilizzata a pollice cinese (il nome "pollice cinese" è molto fuorviante; quest'altro nome, anche se è un giro di parole, rispecchia molto bene l'origine di molti sinogrammi in paleografia e studi filologici), infatti oltre al carattere 得 e 寺 è anche presente in 射 per indicare una mano pronta a scoccare una freccia e in 尊 per indicare due mani (oggi una) che reggono un'anfora traboccante di vino sacrificale. In 守 invece indicava una mano con un'arma in mano e in 專 / 专 indica una mano che gira e rotea un fuso. - - - 寸、对、封、耐、射、将、尊‘、寺、导、寿 |
| 小       | 42      | Xiǎo            | 小字头        | La sabbia. È una stilizzazione di tre granelli di sabbia. Il granello in mezzo si è poi allungato in un gancio; nel mentre si sono allungati anche gli altri due granelli. Secondo un'altra interpretazione, sono tre trattini piccoli per indicare in modo concreto la piccolezza. Xu Shen nello Shuowen Jiezi scrive erroneamente che è un oggetto già taglito in due che viene ulteriormente diviso da un tratto verticale, ma basa la sua interpretazione non sulle ossa e bronzi, che non ha potuto consultare. In cima al carattere si ribalta e comprime in ⺌ tranne nel carattere 少, che in origine erano anch'essi dei trattini che indicavano la sabbia (oggi 沙); i trattini sono però 4. Le due sillabe sarebbero imparentate etimologicamente in base alla somiglianza di pronuncia. Si può usare da solo e, nel cinese moderno, significa "piccolo" è anche un vezzeggiativo davanti ai nomi propri. In 糸 si usa per stilizzare dei fili sotto a dei bozzoli di baco da seta. In svariati caratteri si trova in basso è un falso amico perché indica il portone di ingresso di una torre o le parti della facciata di una capanna (京、余、茶). - - - 小、少、尔、当、尝、常、光、尚、尖、尘 |
| 尢       | 43      | Wāng            | 尤字旁        | Lo zoppo. È un uomo 大 zoppo con la gamba destra storta (nella stilizzazione odierna si vede un piegamento verso l'alto). Molti dei caratteri in cui è presente sono errori nati dal dizionario Kāngxī. La sua variante, oggi in disuso, è 尣, con una semplificazione in alto. Un'altra è quella con una gamba allungata, ex. 沈 . Una sua variante arcaicheggiante in cui si vede meglio lo zoppo è 𡯁. Il carattere 兀 wù (< *-t) viene talvolta indicato come variante per errore: è un paio di gambe con un tratto orizzontale in alto per indicare un punto molto il alto e, secondo Xu Shen, significa "torreggiare"; come prestito o significato originale, significava anche "tagliare i piedi"; come terzo significato, forse a partire dal secondo, significava "spoglio", per esempio riferito alle montagne private di vegetazione. Il carattere 尢 talvolta viene confuso con 尤, che è il disegno oggi irriconoscibile di una mano con un tratto sopra le dita per indicare la verruca; le etimologie folk lo interpretano come il concetto di "vietato", dunque di "non fare", ma la sillaba è imparentata etimologicamente con altre sillabe nelle lingue sino-tibetane che indicano rigonfiamenti (e.g., verruche e colline). - - - 优、就、兀、尴、尬、尧 |
| 尸       | 44      | Shī             | 尸字头        | Il corpo seduto. È un uomo seduto e disegnato di profilo (il tratto orizzontale in basso è la coscia stesa su una superficie, mentre la gamba dal ginocchio in giù è il tratto sinuoso a sinistra); il primo tratto orizzontale in alto indica le braccia tese in avanti e la testa è sparita. Una versione arcaica e più chiara di questo radicale è 𡰣, in cui si vede il braccio teso, la coscia e la gamba della persona seduta e ritratta di lato. Xu Shen spiega che significava "rappresentare", dunque forse si riferiva a una persona viva che rappresentava un morto durante un rituale in cui si facevano delle offerte sacrificali molto presumibilmente allo spirito di un morto. Questo radicale è noto anche come "il cadavere", ma questo è un significato posteriore. Un altro nome è "il corpo disteso" in riferimento forse a un corpo sdraiato per terra, magari perché è un morto. Questi significati quindi si allontanano parzialmente dall'origine del carattere. Nel sinogramma 屋 (< 𢩈), 漏, 居 è un falso amico perché è una forma semplificata di 户 e indica una porta ad un battente, che a sua volta rimanda ad una stanza. Ma in 层, che indica i piani di un edificio, il radicale era già 尸. - - - 尸、尿、尾、尼、屄、屎 (indica anche la pronuncia)、局、屁、屋 (falso amico)、层、届 ( 屆 )、屌、屏、屄、居 (falso amico)、展、屈、屠 (in 屠杀, macellare)、屡、尺、尽、履 (falso amico, siccome in origine era una barca)、屑 |
| 屮       | 45      | Chè             | -             | Il germoglio. È una pianta che germoglia: si vede lo stelo e due virgulti in alto, poi squadrati (la versione originale assomiglia a 𐌙). Questo pittogramma forma il carattere 出, che significa "uscire" e lo classifica nei dizionari, ma in realtà 出 è il disegno stilizzato di un piede 止 con le dita orientate verso l'alto mentre esce da una caverna 凵. Un carattere vagamente simile è 屯 , che è lo stesso identico germoglio che spunta dal terreno ma con un punto in mezzo, forse per enfatizzarlo o distinguerlo da altri caratteri simili. Dal raddoppio di questo carattere deriva un altro radicale Kangxi, 艸 cao3. Nelle etimologie folk, 之 viene talvolta indicato come un germoglio a causa della sua stilizzazione semi-arcaica, in realtà rappresenta l'impronta di un piede con le dita orientate verso l'alto e una linea orizzontale in basso. - - - 出、屯 |
| 山       | 46      | Shān            | 山字旁        | La montagna. È la visione frontale di tre montagne stilizzate (o di una catena montuosa con tre cime). Inizialmente erano tre triangoli distinti e affiancati, poi le forme si sono assottigliate fino a diventare tre tratti verticali e le basi si sono fuse in un tratto orizzontale. Si può usare da solo. Nel pittogramma della giara, 缶 , è semplicemente la rappresentazione della forma della giara. In 岁 invece stilizza un piede con le dita dei piedi orientate verso l'alto, per cui è falso amico. Il carattere 出 non ha alcun legame con la montagna. - - - 山、屿、峰、峻、岭、峡、岱、岛、密、岔、岂、崇、崩、岗、岸、岁、嵌、崖 |
| 巛       | 47      | Chuān           | 三拐儿        | Il fiume, il ruscello. È l'acqua di un ruscello che scorre. Le onde erano di forma sinuosa, poi si sono squadrate. Si può trovare anche scritto come 川. In più, un'ulteriore forma alternativa 巜 si ritrova eccezionalmente in 俞 (versione arcaica 兪), il pittogramma di una canoa, in cui si riconosce 舟 stilizzato in 月 e 巜 stilizzato in un coltello per indicare in origine i flutti di un fiume (poi si è mutato in un coltello, che dà l'idea di un remo). La seconda forma si ritrova sia da sola che nel carattere 州 per indicare le dune sul letto di un fiume. 巜 in tutti gli altri casi è la forma arcaica di 浍 kuai4 (radicale dell'acqua), che indica un piccolo fossato tra campi, dunque un ruscelletto. Quindi, considerare questa variante come un fiume a prescindere è una generalizzazione indebita. Il nome 三拐儿 deriva dall'apparenza grafica dei tre tratti, che ad un certo punto curvano (拐 guai3), ma non dice nulla del loro significato. - - - 川、州、巢 (fornisce pure la pronuncia) |
| 工       | 48      | Gōng            | -             | La squadra da carpentiere, l'attrezzo per solcare il terreno. Il pittogramma rappresenta un attrezzo per solcare il terreno e stabilire un confine (in alternativa, i confini erano marcati per esempio da una fila di alberi piantati) o, secondo un'altra interpretazione, è una squadra da carpentiere. In una delle versioni più arcaiche si potevano vedere anche tre linee parallele a sinistra, forse tre solchi sul suolo (restano ancora visibili nelle varianti semi-arcaiche 𢒄, 𢒅 e 𢀚; questi tratti portano anche alla versione corrotta 㣉, in cui comunque sono ancora riconoscibili). Si può trovare da solo. Se questo pittogramma indicava una squadra da carpentiere, si ritrova nella forma 巨: è lo stesso attrezzo molto stilizzato su cui si aggiunge un cerchiolino che forse indicava un punto di presa della squadra. Questo carattere oggi significa "enorme" a causa di un prestito fonetico. Il significato originale resta nel carattere 矩 ju3, in cui il radicale della freccia in realtà indica una persona 大 che reggeva in mano la squadra. Il radicale viene tradizionalmente chiamato "il lavoro" in base alla sua sfera semantica, ma questo nome non indica di preciso che arnese rappresenta. Il carattere 壬 ha una forma simile a quella di una squadra da carpentiere con un punto aggiunto in mezzo, ma in realtà sarebbe il pittogramma di un palo che si regge sulla spalla o un'ascia a doppia lama. Anche in 巫 wu1 è un falso amico perché in origine il carattere rappresentava due pezzi di giada incrociati o due rami di achillea millefoglie incrociati fino a formare un "+" e usati nelle cerimonie sacrificali dagli sciamani (in seguito, ha iniziato a indicare lo sciamano). - - - 工、巨、巧、巩、巫、左、差 (falso amico, siccome rappresentava una spiga di grano retta da una mano in basso) |
| 己       | 49      | Jǐ              | -             | La corda di seta. Raffigura una corda di seta sinuosa (e oggi squadrata) per legare gli oggetti o annodata in dei punti per fare calcoli, come se fosse un abaco. Questo significato arcaico resterebbe ancora nel carattere 纪. È anche il sesto ramo celeste del calendario lunare cinese. Il significato di "se stesso" deriva da un prestito fonetico. Nonostante la somiglianza, è scorrelato da 已 ("già" in cinese) e 巳 si4, che è il pittogramma di un feto ed è anche il sesto Ramo Terrestre. In 改 (versione arcaica 𢻰) è un falso amico siccome è il componente fonetico di un feto oggi stilizzato in modo fuorviante come 己 con accanto una mano destra che sorregge un bastone. Questo carattere indica il concetto di cambiare/correggere, ma il riferimento al punire i figli o incutergli il senso di autorità probabilmente è etimologia folk. Nel carattere 配 invece rappresenta un uomo inginocchiato che mescola il vino dentro un'anfora e questo era il suo significato originale. Quindi, negli ultimi due caratteri, è un falso amico. - - - 己、巴 (se pensato come falso amico)、巳 (se pensato come falso amico)、已 |
| 巾       | 50      | Jīn             | 巾字旁        | Il fazzoletto di stoffa. Raffigura il tipico fazzoletto usato dai contadini cinesi per esempio come turbante (si pensi al vocabolo 黄巾 e 红巾, i Turbanti Gialli e i Turbanti Rossi). È appeso a un sostegno (Xu Shen dice di vederci 糸, ma questo carattere non viene mai indicato con un unico e lungo tratto verticale) e ha due parti pendenti imparentate con la versione originale di 冖. In pochi caratteri è un probabile riferimento a un vessillo militare. A volte si indica con "la tovaglia, la salvietta" ma "il fazzoletto di stoffa" è più generico. Il carattere 敝 contiene al suo interno un riferimento alla stoffa siccome è un vestito sporco che viene ripulito a colpi di bastone. - - - 巾、币、帆、帮、师、布、希、幕、幡、幅、市、帅、帝、常、帐、帕 (in 帕台农神庙)、帖、幔、帽、帜、幢 |
| 干       | 51      | Gān             | -             | Lo scudo. Raffigura uno scudo con una parte biforcuta in cima all'impugnatura (che oggi appare appiattita) per indicare due piume come ornamento. In più, come prestito fonetico, si usa in cinese moderno per semplificare due caratteri: il primo è 乾 gan1, mentre il secondo è 幹 gan4, "tronco/ossatura/fare" (sia nel senso di fare/svolgere un'azione, sia nel senso osceno di farsi qualcuno. La chiave di lettura è 倝 gan4 in entrambi, tale per cui la disposizione dei componenti è fuorviante). Anticamente, sempre come prestito, indicava il terreno accanto a una distesa idrica/specchio d'acqua, e.g., il lungofiume, per cui si usa come chiave di lettura in 岸 an4, che indica la costa. Pertanto, il carattere può essere confusionario, ma i suoi significati sono riconoscibili nei vari vocaboli in cui compare come carattere, e.g., 骨干 "ossatura" e 饼干 "biscotto" in cinese. Questo carattere ha molti nomi, ma rischiano di renderlo fuorviante. Il carattere è simile ma scorrelato da 午, che è il pittogramma di un pestello e non è un radicale Kangxi; come prestito fonetico, ha iniziato a indicare il pomeriggio. - - - 年、并 |
| 幺       | 52      | Yāo             | 幺字旁        | Piccolo. Sono due bozzoli ovali (poi diventati due forme triangolari aperte) legati tra loro da un filo sottilissimo, non visibile nella primissima versione del carattere e sparito in quella attuale (è simile a 糸, cioè sempre due bozzoli ma con dei fili in basso e a sua volta radicale Kangxi). Secondo Xu Shen, significava "piccolo" ma la sua interpretazione, cioè quella di un germoglio, è errata. Dal raddoppio del pendaglio di bozzoli di baco da seta 𢆶 you1 derivano caratteri come 丝 . La versione con alcuni segnetti dal mero valore distintivo in cima è 玄 (il carattere è a sua volta un altro radicale Kangxi). Dal raddoppio di quest'altro radicale deriva 玆 zi1, oggi scritto come 兹. - - - 幺、幻、幼、乡、幽 |
| 广       | 53      | Guǎng (Yǎn, Ān) | 广字旁        | L'edificio a tre mura, il riparo, la copertura; l'ampiezza. Secondo delle glosse allo Shuowen Jiezi, è un edificio senza le quattro mura, cioè un tetto spiovente sorretto da colonne, un tempio; nelle ossa oracolari, più semplicemente è visibile il profilo di una casa (radicale del tetto) ma senza un muro, per cui si indica un edificio con tre mura. La glossa di Duan Yucai per la precisione riporta: 殿[diàn]无四壁而上有大覆盖，其所通者宏远矣，是曰广. Il tratto discendente era verticale. Come accade in altri caratteri, il tetto spiovente si è appiattito in una linea orizzontale con un punto oggi scollato. Secondo un'altra interpretazione estrapolata da caratteri come 库 e 麻, è una casa col tetto spiovente e una tettoia per riparare utensili, carri e viveri come le piante raccolte in fasci. Il muro spiovente si è poi stilizzato e appiattito in un tratto orizzontale in alto dotato di un punto in origine incollato al tratto orizzontale e oggi scollato. Quanto alle pronunce multiple, "ān" deriva dall'antica intercambiabilità con 厂, "yǎn" deriva da un'antica semplificazione poi abbandonata forse perché fuorviante di 庵. La pronuncia originale è ""guǎng". Nella versione tradizionale del carattere si è aggiunto 黄 huang2 (è un radicale che indica oggi il colore giallo; vedi avanti) come chiave di lettura per la sola pronuncia, a meno che rimanda a un rituale di qualche tipo. Si è quindi ottenuto 廣, oggi semplificato nuovamente in 广. La versione kanji usata in giappone è una sorta di compromesso siccome è 広. - - - 广、库、庆、应、度、座、底、府、床、店、席、康、庄、序、庭、唐、庆、庙、庸、庐、庞、廊、废、庇、廉 |
| 廴       | 54      | Yín             | 建字旁        | L'Uomo che avanza, l'avanzata. È il pittogramma di un Uomo che avanza ritratto di profilo, con una gamba piegata e dalla forma allungata. Il carattere nelle etimologie folk viene talvolta fatto confluire conㄋ e la sua versione moderna 乃; in realtà, i due caratteri sono scorrelati. Il nome tradizionale con cui questo carattere è noto è "la struttura", ma è fuorviante e deriva dal nome in cinese 建字旁. - - - 建、延、廷 (in 廷巴克图) [in questi caratteri deriva da una stilizzazione di 辵 e 彳] |
| 廾       | 55      | Gǒng            | 弄字底        | Le mani giunte. Sono due mani che solitamente reggono o manipolano un oggetto (in questo caso sono anche stilizzate come due punti in basso), per cui il nome "le mani giunte" in realtà è parzialmente fuorviante in quanto le mani hanno un altro atteggiamento. Un esempio è il carattere 算. Il nome tradizionale in cinese 弄字底 lo collega a un'ipotetica contrazione del carattere 弄 nong4 ("giocherellare/maneggiare"), ma in realtà 廾 non deriva dalla contrazione di nessun carattere. - - - 开、弃、弄、异、弈 (in 博弈论)、弊 |
| 弋       | 56      | Yì              | -             | Il palo affilato. Raffigura un palo affilato con una ramificazione in alto e, in basso, la punta inferiore affilata per permettere al palo di essere piantato nel terreno. Come riportato nelle glosse allo Shuowen Jiezi, oggi il palo affilato si indica con 杙 yì. Ha iniziato poi a indicare come prestito fonetico una balestra con i dardi attaccati con un filo. Una volta scoccato il dardo, si recuperava con facilità tirando il filo. Era un'arma molto usata nei momenti di caccia in luoghi impervi. Il radicale è meglio noto con il nome "balestra", ma è un nome fuorviante. - - - 弋、式、武 |
| 弓       | 57      | Gōng            | 弓字旁        | L'arco. È un arco con impugnatura ricurva, messo di profilo. Il filo teso oggi non viene disegnato. Nel sinogramma 弗, un raro modo per indicare la negazione o trascrivere nomi stranieri, è un falso amico. Infatti rappresenta una corda che lega una freccia (poi sparita) a due pali. Il carattere ha poi iniziato a significare "no" per un prestito fonetico. - - - 弓、弗、引、张、弛、弥、弦、弧、弱、强、弹、弩、弯 |
| 彑, 彐   | 58      | Jì              | -             | La mano stilizzata a grugno; il grugno, il muso del maiale. Il nome con cui è universalmente noto è "grugno", ma in quasi nessun carattere in cui compare è un grugno, il che rende tutto il carattere estremamente fuorviante. Quanto a 彐 come radicale, deriva da una stilizzazione della sua versione originale 彑, che Xu Shen descrive come la testa del maiale orientata verso l'alto (彑, 豕之頭。象其銳，而上見也). Il carattere 互, "reciprocamente", è il primo falso amico: rappresenta due corde che si annodano su un piccolo palo di in bambù ("le due mani che si afferrano" è etimologia folk o errata). Il senso originale resta nel carattere 䇘 hu4, che indica il fuso. Molti sinogrammi contengono 彐, ma si tratta in tutti i casi di falsi amici perché rappresenta una mano che regge un oggetto: per esempio, in 雪 regge una scopa (oggi sparita) che raccoglie la neve che cade, in 帚 regge una scopa, in 争 tiene in mano un oggetto e conteso (力, originariamente 爪 per indicare le unghie di un'altra mano), in 妇 e 慧 regge una scopa, in 刍 regge un ciuffo d'erba strappato per indicare la paglia per nutrire gli animali e in 尹 regge un bastone o scettro che indica l'autorità. Nel radicale 聿 regge un pennello con i peli per scrivere e in 事 (secondo la versione sui gusci di tartaruga è uguale a 吏) regge un bastone che indica autorità oggi stilizzato in 十 in alto. In 兼 regge due piantine di grano (秝 li4). In 秉 bing3 regge una sola piantina in mano, mentre in 庚 geng1 regge un bastone a Y con la punta in basso per pestare il grano e sgranare le piante raccolte. Infine, nel carattere 康 è un falso amico perché indica una rete stilizzata che raccoglie il grano battuto con un bastone (simile al correggiato, dunque) e lo separa dai chicchi che cadono, visibili in basso come 小; in alternativa, in base alla pronuncia, è geng1 con sotto i chicchi. In 录 è anche un falso amico siccome rappresenta l'argano di un pozzo (in basso è visibile l'acqua del pozzo). - - - 归、寻、刍、灵、录、彗、彝 (nel nome dell'etnia 彝族) |
| 彡       | 59      | Shān            | 三撇儿        | La ciocca di capelli, l'ornamento. Indica il pelo lungo e/o ciuffo di capelli. Il significato di "ornamento" deriva dalla descrizione di Xu Shen, che li indica come un ornamento/decorazione, un pattern decorativo: 毛飾畫文也 ovvero 须毛和画饰的花纹. Il riferimento nello specifico ai capelli e barba, che si vede in alcuni nomi, deriva da una glossa che specifica 須髮皆毛屬也: nella categoria "mao2/pelo" 毛 vi rientravano pure barba e capelli. Il nome in cinese 三撇儿 indica tre tratti basilari ondulati l'uno sull'altro, tre pie3 撇 (il carattere significa "buttare via", radicale della mano a lato), ma non spiega nulla del significato. - - - 衫、彩、形、影、彭 (nel nome 彭德怀)、彦 (nel nome 李彦宏)、彰、彬 |
| 彳       | 60      | Chì             | 双人旁 双立人 | L'incrocio a T. È la parte a sinistra del carattere che disegna un incrocio stradale a croce in visione a filo di piombo, 行. Quindi, 彳 raffigura un pezzo di questo incrocio, che dunque assomiglia a un incrocio a T ribaltato (cioè 一 con accanto \|. Quinfi è una sorta di T lievemente ribaltata, è la parte a sinistra di un incrocio a forma di "+"). Tutti gli altri significati con cui è universalmente noto rischiano di renderlo fuorviante: "il doppio uomo (双人旁/双立人, che deriva dall'apparenza grafica ingannevole), passeggiare, camminare lentamente, il passo col piede sinistro" non hanno riferimenti diretti a un incrocio. Da solo, compare solo nel verbo formale 彳亍 chìchù, "passeggiare", il che spiega alcuni degli altri significati. Lo stesso Xu Shen spiega che il carattere indicava un piccolo passo, 小步也, ma non collega il radicale al pezzo a sinistra di incrocio ma lo interpreta come il disegno di una gamba che fa un passetto (si ricorda di nuovo che Xu Shen non ha potuto consultare né le ossa oracolari né i bronzi, di cui non sapeva nemmeno dell'esistenza, e credeva che i pochi caratteri superstiti nello stile Zhòuwen presi dai libri nascosti nelle pareti vuote durante le distruzioni del periodo Qin fossero i primi caratteri esistenti in cinese). - - - 彳(nel verbo formale 彳亍)、很、律、征、彼、往、德、得、微、役、徘、徊、御、徒、循、彻、徐 |

### Radicali di 4 tratti (四画)
| Radicale      | Unicode | Pinyin     | Altri nomi | Nome del radicale, descrizione e varianti, utilizzo se slegato |
| ------------- | ------- | ---------- | ---------- | --- |
| 心            | 61      | Xīn        | 竖心旁     | Il cuore, la mente, la sensazione. Rappresenta un cuore visto frontalmente, con delle arterie tuttora visibili e delle vene all'interno del cuore poi sparite dalla versione sulle ossa oracolari. La versione di fianco al carattere si comprime in una forma vagamente simile a 屮 e conserva il solo tratto discendente 忄(interessante variante in disuso 㣺) ed è chiamata "Il cuore a lato" (in cinese, "il cuore verticale". A giudicare dalla variante 㣺, in realtà si può ipotizzare che sia un cuore completamente compresso e schiacciato e che non ha subito alcun ribaltamento). Una terza variante rara in basso al carattere è ⺗, che per esempio si vede nel carattere 添 e 恭 (conseva una forma a gancio e assomiglia a 㣺, il che è un secondo indizio che il cuore a lato non ha subito ribaltamenti e simili). Si può usare da solo e significa anche "il centro/cuore (di qualcosa)". Il cuore nella mentalità cinese era l'origine dell'intelligenza e pensieri, quindi vuol dire anche "mente". - - - 心、感、想、念、恭、志、忘、态、怎、意、思、总、恐、忠、忌、忽、息、恳、恶、愈、怨、悠、患、悲、宓、意、惑、惩、悲、念、慈 (nel nome 慈禧)、慰、憋、怠、怒、惫、惠、憾、愚、忍、憎、恨、慢、性、恰、惊、忆、忙、慎、快、怀、怪、怖、恼、怅、惺、忪、怦、恢、恪、恫、恒、悦、悚、怕、悟、悄、悔、情、惯、愉、快、愧、憔、悴、悼、惕、惨、惦、懂、懒、惭、愤、忧、恍、惕、惧、慨、愣、惶 |
| 戈            | 62      | Gē         | -          | Il ge, la scure, l'alabarda. È una lancia/alabarda detta "ge" messa in piedi con il manico verticale, oggi indicato con un lungo tratto sinuoso che culmina in un gancio (i due tratti simili a 二 sono la lama in cima) e un punto in cima che prima era unito alla cima dell'arma, che terminava leggermente ricurva. In versione più complessa che non è radicale Kangxi, il ge è stilizzato anche con il carattere 我: la parte a sinistra indica una punta a tridente, ovvero tre lame, mentre in 戈 l'arma possiede una sola lama. Un disegno simile si trova in altri componenti non classificati tra i radicali come 戉, che indica un'ascia. - - - 戈、戏、战、成、或、我、戉、戌、戍、戒、咸、戚、戛 (in 戛纳)、裁、截、戴、载、栽 |
| 戶, 戸 (> 户) | 63      | Hù         | 户字旁     | La porta ad un battente. In alcuni caratteri appare in una delle sue versioni più arcaiche, 戶 (ex. 所). Raffigura una semplice porta a un solo battente (esiste anche la versione con due in stile saloon) in visione frontale. Oggi in cinese moderno si schizza come 户. Il pittogramma originale si può pensare anche come la parte a sinistra di 門: 戶 dunque mostra la parte in alto della porta che si è aperta e la linea verticale che indica l'uscio è diventata ricurva. Si può usare da solo anche col significato di "famiglia", ma è posteriore. - - - 户/戸、所、房、扇、扉 |
| 手            | 64      | Shǒu       | 提手旁     | La mano. Raffigura una mano aperta vista frontalmente. I tratti che indicano le dita si sono poi appiattiti in linee orizzontali. Il carattere a lato si scrive 扌ma nel carattere 拜 si trova con una grafia più arcaica. Questa mano non è composta da tre dita, ma da cinque. Si può trovare da solo ed è anche il suffisso per alcuni mestieri (ex. 歌手 cantante), per indicare "il manovale, il mestierante". Il nome completo in cinese 提手旁 può portare a pensare che tutto il braccio sia sollevato, ma il nome è parzialmente fuorviante siccome non vi sono rimandi: semplicemente, è una mano aperta girata verso il palmo o dorso inquadrata in visione frontale. - - - 手、擦、打、扰、扔、扬、招、护、把、抓、握、报、抱、拉、推、掉、接、按、提、拆、折、搬、扫、排、托、拔、搞、择、扎、扮、扣、扩、执、批、抖、抗、抬、抽、抵、挡、插、搜、担、操、挂、挣、挖、掘、挨、损、换、掉、提、揽、摘、播、擦、撤、撕、撒、撑、承、挺、捉、扎、搀、扶、摸、扭、捕、挫、捣、挎、抒、拘、捍、扛、拣、捆、掠、抹、拟、拧、挪、扑、掐、抢、挖、掘、揉、捎、拾、探、掷、掀、掩、撼、援、揍、拄、挠、拓、抛、拥、拜、拿、掌、拳、摹 (il carattere, di difficile visualizzazione, è 莫 con sotto il radicale 手)、摩、擅、抿、拂、捏 |
| 支            | 65      | Zhī        | 支字旁     | Il ramo. È una mano destra che sorregge un ramo staccato da un albero con due ramificazioni oggi squadrate come 十 o, in alternativa, secondo Xu Shen, è una mano che sorregge un pezzo tagliato di canna di bambù con due foglioline allungate ai lati (去竹之枝也。从手持半竹). Xu Shen riporta anche una versione arcaica, 𠦙 (variante 𣏃, scorrelata da 秉), di cui scrive 古文支。上下各分竹之半。手在其中. In apparenza, indica che la mano tiene in mano due pezzi di bambù (ma, se si compara la parte in basso con quella di innumerevoli altri caratteri, sembra ritrarre una radice. L'interpretazione di Xu Shen è corretta se però si immagina come quello che oggi è 十 riscritto in basso e stilizzati come se fossero una radice). Si noti anche come la mano sia stilizzata a grugno per l'ennesima volta. In 鼓, un radicale spiegato più avanti, è falso amico di un battente che picchia un tamburo con la pelle messa in verticale (è una stilizzazione di 攴, spiegato sotto). - - - 支、鼓 |
| 攴            | 66      | Pū         | -          | Il bastone in mano, l'autorità; il battente. È una mano che impugna un bastone in gran parte dei casi per esprimere autorità (questa traduzione indica molto bene il senso figurato in numerosi caratteri), per punire o per battere un tamburo (e anche per indicare l'atto di bussare, come se si stesse picchiando un tamburo in senso astratto e metaforico). In molti caratteri oggi si ritrova stilizzato nella componente a destra di caratteri come 改 e 教 e indica l'autorità ma la grafia originale si conserva nel carattere 敲 che indica l'atto di bussare. In 𠓥 bian1 e variante 𠓠 (scomposizione corretta 入 e 攴), da cui secondo Xu Shen deriva 鞭, indica una frusta tenuta in mano. - - - 放、收、改、败、政、敲、故、敌、效、教、敢、散、数、整、攻、攸、敏、敦 |
| 文            | 67      | Wén        | -          | La letteratura, il carattere, il tatuaggio. Il pittogramma raffigura un uomo con un tatuaggio sul torace a forma di V rovesciata o di croce o di cuore; il tatuaggio poi è sparito. Il significato ha poi subito una mutazione/spostamento per prossimità da "tatuaggio" a "carattere", siccome entrambi sono disegni e sono realizzabili con l'inchiostro o simili pigmenti. Il significato che gli viene spesso attribuito, "civiltà", deriva dal suo uso nella parola 文明: la civiltà viene collegata al possedere la scrittura e al produrre letteratura, documenti e testimonianze. Da questo nome deriva la traduzione di un nome (fuorviante) di uno dei radicali, "la civiltà rovesciata". L'interpretazione secondo cui sarebbe un'impronta sul suolo di animale o simili è etimologia folk. - - - 文、齐、斋、斐 (in 斐济群岛)、斑 |
| 斗            | 68      | Dǒu        | -          | Il mestolo da grano, il dòu/decalitro di grano. È un mestolo con l'impugnatura a forma di 十 e la parte in alto a forma di "C" rovesciata dall'altra parte. La parte in alto poi si è ridotta a due punti accanto all'impugnatura, leggermente dislocata per ospitare i due punti. Si può usare da solo e indica il "dòu", un'antica unità di misura cinese usata per il grano equivalente a dieci shào (cucchiaio; mestolo piccolo), un decalitro. Il decalitro di grano veniva indicato pure con il contenitore quadrato rovesciato 匚 fang1. Questo mestolo si usa per raccogliere e misurare il grano, non per versare cibo e liquidi (e.g. vino e tè) nei bicchieri o sugli altari durante le libagioni, cioè rituali sacrificali agli antenati (in questi caratteri, il radicale del mestolino da vino di solito può compare come 匕. 斗 in cinese si può usare da solo come unità di misura e in più, per la semplificazione, è passato anche a significare "lottare" ("dou", 鬥, due persone in atteggiamento di scontro. Non confondere con 門). - - - 斗、斜、斟 |
| 斤            | 69      | Jīn        | 斤字头     | L'ascia in pietra. È un'ascia con la lama in pietra e messa in piedi; oggi per la stilizzazione solo parte del manico (un tratto verticale) è riconoscibile. Sta anche a rappresentare gli antichi pesi per la bilancia, che erano a forma di lama di ascia tondeggiante. Da qui, si passa al significato moderno di "jin1/mezzo chilo", un'antica unità di misura cinese tuttora usata e che è pari a mezzo chilo. - - - 斤、斩、断、欣、斥、斯 (in 威尼斯)、新、斧 |
| 方            | 70      | Fāng       | 方字旁     | La punta del coltello, l'asta del vessillo. È un coltello 刀 con un tratto orizzontale 一 sull'impugnatura (che in questo carattere si scrive ancora) e indica la punta del coltello (in seguito, il concetto di lama si iniziò a indicare con 芒 in base al suo significato arcaico, Oggi si indica con 尖). Seconda un'altra interpretazione di Xu Shen, sono le prue di due barche messe insieme e legate tra loro ("方，併船也。象两舟总头形"), ma probabilmente è scorretta perché interpreta a partire dal significato del 100 d.C. circa e/o perché non ha potuto consultare le ossa oracolari e i bronzi. Si può usare da solo. Oggi indica anche la potenza al quadrato di un numero in matematica, oppure è classificatore per oggetti quadrati e per metri quadri di qualcosa. Ha anche molti altri significati. Per esempio, indica il quadrato, la formula, il luogo e la direzione, ragion per cui ha molti nomi con cui è noto (tipicamente viene indicato con "quadrato, direzione"). Il nome "l'asta del vessillo" rimanda al disegno originale e al fatto che in gran parte dei caratteri di fatto indica proprio l'asta verticale di un vessillo (gli altri nomi si riferiscono all'uso del carattere nei vocaboli; in contesto di ricostruzione filologica, possono fuorviare). Per esempio, in 旗 e caratteri simili è una rielaborazione dell'asta verticale di un vessillo che ondeggia nel vento (il vessillo si può vedere in alto a destra). Per la precisione, il vessillo con l'asta è 㫃 yan3. - - - 方、施、族、旅、旋 (in 旋律, "melodia")、旁 |
| 无 (< 無)     | 71      | Wú         | -          | La danza dello sciamano, la danza rituale; non avere. La versione moderna sostituisce la versione tradizionale, che si scrive 無 e rappresenta uno sciamano 大, stilizzato in mezzo al carattere, con nelle mani due rami orientati verso il basso e intento a eseguire una danza rituale. Successivamente le sono stati aggiunti i piedi in direzione convergente in basso (舞) per formare il carattere moderno della danza "wu3", che preserva il significato originale siccome il significato di 無 nel mentre è evoluto. Quindi i puntini in basso sono un falso amico del fuoco siccome sono una stilizzazione dei due rami; le etimologie folk interpretano l'intero carattere come un fascio di piante che viene bruciato. Il significato di negazione deriva da un prestito fonetico (molte sillabe che in cinese antico indicavano la negazione erano imparentate siccome iniziavano con la consonante bilabiale *m-, conservata in Primo Cinese Medio). Quanto a 无, è una semplificazione comparsa durante il periodo degli Stati Combattenti. Si può usare da solo e, in alcune parole precise o nel linguaggio formale/classico, significa "non avere, non esserci, senza". La semplificazione è facilmente confondibile con 旡 jì (versione originale 㒫), che deriva da un disegno pressoché identico a 欠 ma ribaltato rispetto a un ipotetico asse verticale e indicava la persona con la bocca aperta per qualche motivo, forse con del cibo andato di traverso e bloccato in gola (Xu Shen annota 㱃食气屰不得息曰㒫。从反欠 [...] 旡，古文㒫). In 既, versione originale 旣, esso indicherebbe una persona che ha finito di mangiare dalla coppa con coperchio. - - - 无、既 |
| 日            | 72      | Rì         | 日字旁     | Il sole. È un sole stilizzato, cioè un cerchio o un quadrato arrotondato con un punto in mezzo (☉, ㄖ) che poi si è assottigliato in una linea orizzontale. Per ragioni pratiche, la forma circolare è diventata squadrata. Il trattino in mezzo indica o la lucentezza o serviva a distinguerlo da caratteri simili come la bocca 口 e la prima versione del pittogramma del chiodo 丁, in cui si vedeva solo la capocchia solitamente quadrata inquadrata dall'alto a filo di piombo (era simile a 口). Il pittogramma del sole si può usare da solo e indica anche la giornata in un cinese vagamente formale. È anche presente nel nome "Giappone" (日本, "l'origine del sole", in giapponese "Nihon" o arcaico "Nippon"; si pensi all'aggettivo "nipponico"). Oggi il sole si indica col carattere 阳, reperibile anche nel concetto di Yin e Yang (阴阳). Nella versione tradizionale di 阳, ovvero 陽, è visibile il sole con i suoi raggi 彡 mentre si staglia maestosamente da dietro un altare sacrificale a T (oggi 示, con tre gambe e radicale). Nel sinogramma 易 , "facile", è un falso amico perché raffigura un vaso riempito di acqua, che poi ha iniziato a indicare il concetto di "dare, conferire" con un riferimento a un mutamento di proprietario. Questo carattere indica anche il concetto generico di mutamento, presente in parole come 易经 e 贸易, e come prestito fonetico il concetto di "facile". Anche in 曼 è un falso amico perché indica una mano che, insieme ad un'altra mano, apre le palpebre di un occhio. Il significato originale era "aprire", poi ha iniziato a indicare una persona di indole pigra (oggi 慢) e il concetto di lentezza (oggi 漫). Nel carattere 昌, il componente in cima è un sole e indica l'atto di svegliare al mattino con urla o canti: la bocca invece si trova in basso ed è più larga e schiacciata a differenza del sole. Nel carattere 是 (< 昰), il componente in cima è falso amico del sole perché probabilmente era la stilizzazione di un cucchiaio usato come componente fonetico. In 早 (< 皁 < 皂) il sole è falso amico nonostante significhi "mattino, presto": infatti è una stilizzazione del pittogramma di una ghianda, usato come prestito fonetico per indicare più avanti il concetto di mattino. - - - 日、昨、时、明、晚、晴 、晒、旷、晒、晋、晤、晾、暇、暧、昧、暗、晓、旺 (in 卢旺达)、昭 (in 班昭)、暄、晰、映、晶、早 (falso amico: è una ghianda)、星、景、是、晨、易 (falso amico: rappresenta la testa di un camaleonte)、暑、旦、旱、晕、晃、暮、旨、旬 (indica un periodo di tempo)、昏、暂 (falso amico: rappresenta il sole nonostante la forma schiacciata)、旧 (se si pensa come falso amico: in origine il sinogramma rappresentava un gufo) |
| 曰            | 73      | Yuē        | 冒字头     | Dire, parlare, chiamare. Era una bocca sorridente 口 con un trattino orizzontale disegnato sopra per indicare uno sbuffo d'aria (ci sono molti altri caratteri simili in cinese) e/o le parole e suoni che escono dalla bocca. Poi il trattino si è spostato all'interno e a lato della bocca e le forme si sono squadrate. Si può usare da solo per imitare il cinese antico ma risulta troppo formale. Una tipica espressione presa dagli antichi trattati filosofici cinesi in cui compare è 子曰, "il Maestro disse". Nel nome proprio in cinese 冒字头, il carattere 冒 mao4 è completamente fuorviante perché scambia la bocca con il tratto in alto per quello che in realtà è un elmo. - - - 曰、替、智、曹 (in 曹雪芹)、曾、最、昌、曼 (se si pensa come falso amico: in origine rappresentava un'altra mano destra) |
| 月            | 74      | Yuè        | 月字旁     | La luna. È una luna crescente. Nella filosofia cinese, la luna ha i connotati opposti allo Yang, principio maschile, positivo e attivo. Si può usare da solo e significa anche "mese". In origine 夕 e 月, due falci di luna, erano interscambiabili. A sinistra del carattere e in basso, è falso amico siccome ogni volta rappresenta la carne, a sua volta radicale Kangxi. Nelle versioni originali di 多 duo1 si vedono due pezzi di carne l'uno sull'altro, per cui le lune sono due falsi amici. In altri caratteri è un falso amico che stilizza una barca/canoa inquadrata dall'alto 舟, ex. 前, 俞. Anche in 朋 è un falso amico perché nella versione originale indicava due fili appesi a cui erano legate delle conchiglie. In 𣎆 e 龍 è falso amico siccome raffigura il muso lungo di un drago (il primo in particolare è un drago acquatico detto Panlong), mentre in 青 (< 靑 < 𤯞) è falso amico siccome è la stilizzazione di un ingresso di miniera con dentro un pezzo di cinabro (丹). In 有, raffigura un pezzo di carne tenuto in mano da una mano sinistra. - - - 月 (luna)、肉 、肏、有、胃、膏、育、肯、肖、脑、肌、脖、肠、肛、肥、朋 peng (se si pensa come falso amico)、脚 、胖、肚、肿、脉、脸、股、膨、脏、肺、服、胺、胳、膊、服、胞、胎、胜、肤、胚、胎、胶、朗、脆、腊、肠、膜、腿、胁、胆、胴、胸、膛、脸、脾、腕、腰、膘、朦、胧、腹、脆、肴、膜、肢、腥、胸、膛、脂、肪、胀、朝 (luna)、期 (luna)、胡、赢 (se si pensa come falso amico: rappresenta le parti di una barca)、朦、胧、膝 |
| 木            | 75      | Mù         | 木字旁     | L'albero, il legno. È un albero che spunta dal terreno, con il tronco, tre rami (oggi appiattiti) e tre radici. I due rami in alto si sono aperti in un tratto verticale. Il tronco, già molto corto, oggi non si vede più. Si può usare da solo, anche se è formale. In alcuni caratteri indica le piante, mentre in altri indica in modo indiretto il legno con cui qualcosa è costruito. Un carattere simile ma scorrelato è 才, che indica un palo appuntito che tuttavia non è radicale Kangxi. Un altro carattere estremamente simile è 本 , che in origine indicava la radice. In esso si riconosce la forma di un albero con un tratto orizzontale (un'origine un punto spesso) che indica e rimarca una delle tre radici stilizzate. Un celebre carattere contenente questo radicale è 樱, che indica il ciliegio. In giapponese, la versione kanji è 桜 e si pronuncia "sakura" (さくら in hiragana, サクラ in katakana). Questo è anche il titolo di una celebre canzone popolare giapponese del periodo Edo, "Sakura Sakura". - - - 木、未、末、术、森、概、树、栋、机、林、杯、本、根、梯、梅、橄、榄、橡、植、权、棵、极、柏、柳、格、校、杨、桶 、相、棚、栖、标、榜、杜 (in 杜甫)、杠、杆、杖、橙、椎、枯、朴、梢、枉、榨、桂、槛、棉、樱、杀、李、架、梁、柔、桑、染、梵 (in 梵蒂冈)、枣 (indica l’albero di giuggiole) |
| 欠            | 76      | Qiàn       | 欠字旁     | L'Uomo che sbuffa. È un uomo inginocchiato (oggi stiizzato in piedi, 人) con la bocca aperta per emettere uno sbuffo d'aria (non disegnato). Lo sbuffo avviene per vari motivi in base al carattere o vocabolo: parlare, cantare, sbadigliare, sputare, dire bugie, esprimere stanchezza, esprimere fame, esprimere sopraffazione da parte di un desiderio... Xu Shen si limita a descrivere uno sbuffo d'aria senza particolari connotati contestuali: 張口气悟也。象气从人上出之形. Per un errore degli scribi o forse come prestito fonetico, gli è stato aggiunto il significato di "debito", qualcosa che grava su una persona. - - - 欠、歌、歉、欲、欺 |
| 止            | 77      | Zhǐ        | 止字旁     | L'impronta di piede orientata verso l'alto. Rappresenta l'impronta di un piede sul terreno. In cima si vedono le tre dita stilizzate del disegno originale, mentre in basso tutta la forma ampia della pianta si è assottigliata e ribaltata in un tratto orizzontale. Questo pittogramma si distingue da altri due pittogrammi e radicali quasi identici nella forma originale siccome le dita del piede (e dunque dell'impronta) sono orientate verso il basso (夊, 夂). Oggi 止 significa "fermarsi", con un riferimento dunque allo stazionamento di un Uomo (ma non solo) sul terreno. - - - 止、此 (indica pure la pronuncia)、正、步、歧、歪 |
| 歹            | 78      | È (Dǎi)    | 歹字旁     | I resti umani. Sono i frammenti di uno scheletro umano e la sua versione originale è 𣦵. Molto raramente si trova modificato nella parte inferiore, diventata ricurva verso sinistra: 歺; questa modifica è la versione intermedia del carattere. Un carattere identico si trova nel sinogramma 餐 can1 (𣦼) e indicherebbe le ossa di alcuni animali spolpati messe da parte da una mano destra oppure il concetto di "perforare" e "penetrare" in riferimento al cibo masticato dai denti e/o ingoiato. Oggi il tratto orizzontale in alto di 歺 si è spostato completamente in cima al carattere, tale per cui si ottiene la forma moderna 歹. Delle due pronunce in cinese, "È" indica il concetto originario di "resti allo stato di ossa di essere umano", mentre "Dǎi" indica il concetto (tuttavia astratto) malvagità e depravazione conservando il disegno dei resti umani. - - - 死、歼、残、殃、殉、殓、殖、殊 |
| 殳            | 79      | Shū        | -          | Il martello, il battente da tamburo. Nelle versioni originali sulle ossa oracolari si nota un martello con la punta rotonda tenuto in una mano destra in basso. La stessa identica forma si nota nelle versioni originali del radicale Kangxi 鼓, che indica un tamburo battuto. Il nome tradizionale "l'alabarda di bambù" deriva da un prestito successivo, per cui è fuorviante. - - - 段、殴、殷 (in 殷墟 e 殷商)、殿、毁、毅 |
| 毋            | 80      | Wú         | -          | I capezzoli stilizzati; il divieto. È una donna inginocchiata 女 disegnata nelle ossa oracolari come 母 (due seni con i capezzoli stilizzati e messi in verticale) e poi scritta come 毋 a partire dalle versioni nei bronzi (i due punti che indicano i capezzoli sono dunque stati modificati in un tratto orizzontale). Siccome il pittogramma dei capezzoli era stato adattato come prestito fonetico per dire di no all'imperativo (e quindi per fare divieti), è stato modificato con una stilizzazione per differenziarlo dal carattere originale con il significato originale. Xu Shen indica che il carattere indicava proprio il concetto di fermarsi (per divieti o simili). - - - 毋、母、每、毒 |
| 比            | 81      | Bĭ         | -          | Il confronto. Raffigura due uomini l'uno di fianco all'altro ritratti di lato che si misurano e confrontano. Si può trovare e usare da solo. - - - 比、毙、毖 |
| 毛            | 82      | Máo        | -          | Il pelo. È la rappresentazione di un ciuffetto di peli di una bestia selvatica. Xu Shen spiega che 毛 indica anche il pelo umano. Non rappresenta le piume, siccome si indicano con 羽, cioè un raddoppio di 习. - - - 毛、毯、毫 |
| 氏            | 83      | Shì        | -          | L'effigie del clan; il clan. È un bastone con in cima un ghirigoro, effigie forse di un drago, e significava "titolo di un clan aristocratico". Il carattere, l'effigie di un clan, è molto rielaborato rispetto all'originale ma è riconoscibile il palo, trasformatosi in un tratto sinuoso in basso a sinistra. Oltre a questa interpretazione base, ne esistono altre (e.g., quella di un uomo piegato che ara un campo), ma questa di fatto quella che sia l'effigie di un clan è quella che si avvicina di più ai significati arcaici e a un onorifico ancora usato in coreano per indicare un "Signore". Il carattere è probabilmente scorrelato da 氐 (che compare in 底 e 低) siccome indica una persona ritratta di lato mentre si china a raccogliere qualcosa (è una forma ovale simile a un cumulo di terra. Prima era un ovale vuoto, poi è mutato in un punto nero). Una terza interpretazione vuole che questo pittogramma sia quello della radice di un albero, tuttavia le forme dell'albero sono irriconoscibili diversamente da caratteri come 本. - - - 氏、民 |
| 气 (氣)       | 84      | Qì         | -          | L'aria. In principio erano tre tratti simili a 三 per indicare le correnti d'aria. Poi il tratto in alto e in basso sono diventati sinuosi e spiegazzati. Da questo carattere, 气, deriva 氣 xì, che è stato preso come versione tradizionale del carattere che indica l'aria e ha dunque acquistato la pronuncia qì. Questo carattere è la corrente d'aria con sotto la piantina di riso per indicare in origine il riso dato come regalo. Secondo una glossa dello Shuowen Jiezi indicava molti cibi regalati e il radicale del riso serve solo a simbolizzarli (餼有牛羊豕黍粱稻稷禾薪芻等。不言牛羊豕者、以其字从米也). Il significato originale resta nel carattere 餼 > 饩. L'apparenza di questo carattere ha portato all'etimologia folk diffusa tale per cui il carattere indica il vapore (è uno dei suoi significati) come ciò che esce dalla pentola durante la bollitura del riso. Si ribadisce che questo carattere è un prestito. Oggi in Cina si usa 气, siccome 氣 è caduto in disuso. A livello di significati, indica anche il vapore e il concetto di "Qì", cioè di "soffio vitale di un oggetto", il manifestarsi e sprigionarsi della sua esistenza. Esaurito il Qi, l'oggetto finisce di esistere e torna nel ciclo continuo della natura/realtà, che è un susseguirsi di cicli di creazione e distruzione, un alternarsi di due polarità (Yin-Yang). Questi concetti, appartenenti alla "Scuola Yin-Yang", sono citati anche nel Dàodéjīng di Lǎozi, il testo fondante del Daoismo. Il concetto di squilibrio tra Yin e Yang è stato anche utilizzato per descrivere le malattie nella medicina tradizionale cinese. Il sinogramma si usa pure col significato di "stile, comportamento, arrabbiarsi". Una versione con meno tratti di 气 compare nel carattere 吃, che oggi significa mangiare. 吃 in origine significava "balbettare". 乞 compare anche nella parola 乞丐 qi3gai4, che significa "mendicante". - - - 气、氛、氨、氧、氢、氟 |
| 水            | 85      | Shuǐ       | 三点水     | L'acqua; il liquido; la distesa idrica/specchio d'acqua. È un rivolo d'acqua che scorre e inquadrato in visione a filo di piombo. In alcuni caratteri appare come 氺 o con il gancio modificato in alto, come nel sinogramma 永 . A lato si stilizza in 氵e si chiama "le tre gocce d'acqua" (dal nome cinese 三点水; in realtà, in base al disegno originale, non sono tre gocce ma dei grandi flutti). Si può usare da solo e in generale può indicare fiumi, laghi e mari. - - - 水、泥、渴、江、河、沪、汁、汉、淋、液、泄、漏、没、泪、油、渐、酒、汤、洗、澡、法、涨、浪、漫、波、汇、汗、池、海、洋、游、激、波、测、活、泽、汪、漂、清、满、洞、洪、沸、泛 (氾)、潮、汐、溃、污、涵、沉、泡、沫、湾、淹、泣、浅、洛、津、沙、滩、洲、漂、涉、浮、添、漠、滴、演、沾、泻、浩 (in 呼和浩特 e nel nome 孟浩然)、洁、治、沧、涕、濒、涛、澄、滥、泌、沮、淋、溜、渺、沐、洪、浴、浑、洽、瀑、浊、渗、涮、淘、汰、汹、涌、沼、液、渣、港、鸿、滚、渡、济、温、沮、沦、润、溺、洱 (in 普洱茶)、混、派、潇、溪、湘 (in 湘江)、淫、漆、溢、淀、澄 (in 黄澄澄) |
| 火            | 86      | Huǒ        | 四点底     | Il fuoco. È un'unica fiammata che guizza in alto con tre lingue di fuoco. La versione attuale sembra mostrarne soltanto una assottigliata e allungata, con due piccole fiammelle ai lati. La versione a lato si comprime, ex. 炸, mentre la versione in basso alla chiave di lettura si comprime e stilizza, mutando il nome in "le quattro gocce in basso" 灬 (dal nome tradizionale in cinese 四点底, che rischia di fuorviare l'interpretazione siccome non ci sono riferimenti espliciti al fuoco). Una versione non stilizzata in basso appare nel carattere 灸, che indica la moxibustione (tecnica inventata in Cina); altre versioni in cui il fuoco appare per esteso esistono ma sono varianti obsolete. Si può usare da solo e, nella medicina tradizionale cinese, indica anche '"la febbre, la calura interna". Infine, può indicare anche in modo metaforico "le munizioni" e "la rabbia". - - - 火、灭、炼、燃、烤、炉、灯、炕、烂、烟、炒、烧、烦、灿、烂、炮、煤、烤、炉、炸、燥、炬、烘 (nell'enfasi 热烘烘)、煌、熄、爆、灶、炊、炫、焰、杰、烹、熟、熬、熏、熊 (falso amico, siccome indica le zampe di un orso)、点、热、烈、然、煮、照、羔、熙、焦、煎、煞、熨、炎、灸、炭 (il carattere in alto indica la pronuncia)、煲 |
| 爪            | 87      | Zhuǎ       | 爪字头     | La mano stilizzata ad artiglio; l'artiglio. È una mano ritratta frontalmente con le dita rivolte verso il basso perché in procinto di afferrare qualcosa. In alto alla chiave di lettura, appare stilizzato in 爫. Oggi si usa per indicare l'artiglio (a volte si indica che significa "unghia", ma "unghia" si dice 指甲, letteralmente "il carapace del dito, lo scudo del dito"), quindi un nome che concilia l'origine filologica, il significato attuale e che evita ogni confusione con 又 (la mano destra) e 手 (la mano) è "la mano stilizzata ad artiglio". - - - 爪、爬、爱、爵、受 |
| 父            | 88      | Fù         | 父字头     | La lama dell'ascia; il padre. È una mano che regge quello che era stilizzato con un trattino verticale e che indicava la lama sottile in pietra di un'ascia, che rimanda alla sfera lavorativa pesante (che all'epoca era perlopiù maschile; si pensi al carattere nan2 男, che indica i maschi: ha un campo coltivato inquadrato dall'alto con sotto il radicale della potenza o aratro in legno). Poi a iniziato a indicare il maschio per eccellenza della famiglia e colui che svolge i lavori pesanti, cioè il padre. Rimanda anche al concetto di sostentamento economico, nei secoli passati dato dal maschio a partire dal padre finché poteva lavorare. Questo pittogramma si può anche da solo per indicare il padre, ma è semi-formale (il vocabolo "papà, babbo" infatti è informale). Il carattere 交 è scorrelato siccome raffigura un Uomo in visione frontale con le braccia spalancate e le gambe incrociate. - - - 父、爸、爷、爹 |
| 爻            | 89      | Yáo        | -          | L'achilleomanzia, i rami di achillea. Descrive dei rametti di achillea millefoglie incrociati usati per la divinazione durante le achilleomanzie e, nella versione tradizionale del carattere 学 (學 < 斆), indica in alternativa i listelli di bambù su un abaco in riferimento all'atto di imparare a contare. L'achilleomanzia e la composizione di trigrammi e di esagrammi è descritta dell'Yijing 易经, il Classico dei Mutamenti. A volte il radicale viene descritto con il nome "le linee dei trigrammi, incrociare" ma è un nome impreciso e laconico. - - - 爻、爽 (presente a sinistra e destra) |
| 爿            | 90      | Qiáng, Pán | -          | Il letto. Indica un letto stilizzato e messo in verticale, che forma il carattere tradizionale che indica il letto, 牀. Si ritrova con una stilizzazione nei caratteri che indicano la malattia, come lo stesso 病, e con una stilizzazione molto simile nel carattere semplificato che indica il letto, 床. Il radicale ha due pronunce e oggi indica in generale un pezzo di legno o di bambù tagliato, con un qualche riferimento all'atto di costruire qualcosa. A volte si indica come "la scheggia", ma questa traduzione si allontana dal disegno originale. A lato del carattere, pan2/il letto messo in piedi è stato stilizzato come 丬. Nel carattere 将, non indica un letto ma una tavola sacrificale o un tagliere sacrificale su cui un pezzo di carne (stilizzato come il radicale della sera) viene messo da una mano. Nel carattere 妆, il radicale è quello della donna siccome indica l'atto di truccarsi (anche se, a livello di impatto visivo, sembra di vedere una donna che si trucca su un letto): il componente del letto indicherebbe solo la pronuncia. - - - 状 (il radicale rende pure la pronuncia)、壮 (nel nome 壮族)、(将 invece è un falso amico) |
| 片            | 91      | Piàn       | -          | Il letto ribaltato. Già nelle prime versioni si nota il radicale del letto 爿 ribaltato rispetto a un asse di simmetria verticale. Oggi in cinese indica pure la scaglia di medicinale o la fetta di carne ecc. (e.g. 药片, 肉片, 木片, 竹片...), per cui si può usare da solo. - - - 片、牌 |
| 牙            | 92      | Yá         | -          | Le zanne d'avorio; i denti incisivi. Sono due zanne d'elefante in avorio incastrata l'una con l'altra graficamente. Si può usare da solo. Indica pure i denti umani in generale e i denti incisivi (non i molari, indicati dal radicale 齒) e l'avorio. Sebbene il carattere si trovi come chiave di lettura per esempio in 鸦片 (oppio), tuttavia oggi in cinese non si usano caratteri aventi questo radicale. |
| 牛            | 93      | Niú        | 牛字旁     | Il bue. È la testa di un bue inquadrata di fronte, con due corna (oggi uno riconoscibile nel tratto obliquo in alto), due orecchie orizzontali e il muso lungo. A fianco di una chiave di lettura appare come 牜e in alto si comprime, ex. 告. È anche uno degli animali dello zodiaco cinese. Si può usare da solo. Si ritrova anche nel carattere 半 per indicare una testa di bue che viene divisa a metà. I caratteri 物 e 特 hanno questo radicale siccome in origine indicavano il bue. - - - 牛、特、牧、牡、物、牦、牲、牺、牲、犄、犊 |
| 犬            | 94      | Quăn       | 反犬旁     | Il cane. È un cane inizialmente ritratto di profilo e messo in verticale (come molti altri animali nei pittogrammi e radicali Kangxi). Poi il disegno originale è parecchio mutato per la stilizzazione. Oggi si vedono un orecchio in cima (disegnato con un trattino che le etimologie folk scambiano per la coda), il muso, due zampe e un lungo tratto verso destra che indica la coda. È anche uno degli animali dello zodiaco cinese. Ogni anno in Cina ha un suo animale simbolico e si crede che chi nasca sotto quel particolare segno zodiacale abbia certe caratteristiche positive e negative di comportamento. Se il radicale appare di fianco alla chiave di lettura, si comprime in 犭. Il radicale è presente anche nella versione semplificata del carattere che indica il gatto, 猫. - - - 犬、狗、猫、独、猜、狂、犯、猴、状、犹、狐、狸、狼、狠、狱 (la parola in mezzo è un falso amico: in origine era un uomo)、猪、猛、犸 (in 猛犸)、狼、狈、狄 (nel nome 狄仁杰)、狙、狒、狭、狡、猾、猜、狈、狭、献 |

### Radicali di 5 tratti (五画)
| Radicale    | Unicode | Pinyin           | Altri nomi | Nome del radicale, descrizione e varianti, utilizzo se slegato |
| ----------- | ------- | ---------------- | ---------- | --- |
| 玄          | 95      | Xuán             | -          | Il nero-rossiccio. È il disegno di due bozzoli di baco da seta l'uno sopra l'altro o di due fili intrecciati a spirale e in verticale, con due tratti in cima che differenziano questo carattere da un radicale altrimenti identico. Due varianti arcaicizzanti sono 𢆯 e 𤣥. Una corda si ritrova pure in 率 e 弦 xian2, quest'ultimo in riferimento alla corda di un arco. Le loro forme assomigliano molto a quelle dei bozzoli di baco da seta, al punto tale da avere fatto nascere questa seconda interpretazione. Siccome questi oggetti venivano tinteggiati con coloranti ottenuti dalla natura (si pensi alla terra rossa e petali di fiore pestati con pestello e mortaio e alla fuliggine per ottenere il nero), questo carattere ha iniziato a significare "nero" (poi è stato sostituito da 黒 > 黑 hei1, che è anche un radicale Kangxi) e, per contiguità di senso, "oscuro, misterioso, profondo". Xu Shen indica "nero-rossiccio" (黑而有赤色者爲玄), che permette di non confondere 玄 con 黑. - - - 玄、率、兹 (una coppia di 玄 fusi insieme [ma falsi amici: sono due file di bozzoli di baco da seta], usati in 乌兹别克斯坦 e 乌兹冲锋枪, facilmente confondibile con 艾滋病 e 慈禧) |
| 玉 (王, 玊) | 96      | Yù (Wáng)        | 王字旁     | La giada. Sono tre pezzi di giada rotondi legati ad una cordicella. Le forme rotonde nella versione finale si sono ridotte a tratti orizzontali. Indica anche l'ambra, ma in origine era "giada" e i due significati a livello di radicale rischiano di essere confusi. La giada era simbolo di potere politico e imperiale, ricchezza ed era anche portafortuna alla stregua del colore rosso 红, che si ritrova pure sulla bandiera cinese. È molto dura da scalfire, quindi durevole. Era molto usata per fabbricare gioielli, oggetti rituali come lo Cong 琮, il Gui 珪 e lo Huang 璜 e delle sculture. I tasselli di giada venivano pure cuciti insieme per realizzare i vestiti funerari dei nobili deceduti. Questi ultimi venivano seppelliti insieme a questo vestito, simile ad un involucro. Nel cinese, esiste un lessico vastissimo sulla giada, sulle sue tipologie (ex. giada dura o "giadeite" vs giada tenera o "nefrite"...), sui suoi artefatti e sui suoi difetti e pregi. La giada, a livello simbolico, ha iniziato a indicare il sovrano (veniva immaginata quindi come simbolo di nobiltà o come giada imperiale). Per distinguere "la giada" e "il sovrano", al carattere 王 è stato aggiunto un punto dentro per indicare la giada (玉 yù) rispetto al sovrano. Si usava anche per scrivere il sinogramma che indica una nazione, 囯 (ma si tratta di un carattere attestato in un'iscrizione in Khitan del 1081), poi diventato 国 nel cinese contemporaneo a partire da una semplificazione di 國. Un carattere obsoleto talvolta reperito insieme al radicale è 玊 (숙, 옥), che in realtà indica un pezzo di giada con un difetto e può creare confusioni. - - - 王、玉、球、玩、现、班、珉、理、玛、玫、瑰、珍、玲、珑、珠、琛 (in 亚琛)、皇 |
| 瓜          | 97      | Guā              | -          | La cucurbitacea. È una cucurbitacea non meglio identificata (forse un melone; altrimenti, un cetriolo, zucca o anguria) che pende da un ramo che la circonda. Il tratto in mezzo stilizza l'anguria. Si può usare da solo. - - - 瓜、瓣 |
| 瓦          | 98      | Wǎ               | -          | La tegola di terracotta; la terracotta. È una tegola semi-cilindrica di terracotta, con delle striature in mezzo (oggi se ne vede una stilizzata come un punto). Una glossa allo Shuowen Jiezi disambigua che è già stata cotta, sennò sarebbe stata indicata con 坯 pei1 (pronuncia più conservativa) e pi1 perché ancora da cuocere: 凡土器未燒之素皆謂之坏。已燒皆謂之瓦. Le tegole, per uso decorativo o meno, hanno una forma semicilindrica, tondeggiante. Forse la loro forma nella scrittura arcaica deriva da un pezzo di canna di bambù sezionata (si pensi agli stampini per le mattonelle di inchiostro e i mattoni di argilla o cemento: gli danno la forma). In taluni contesti il radicale della tegola rimanda in generale alla terracotta, il materiale delle prime tegole predinastiche. In ultima analisi, sta ad indicare in generale i materiali di costruzione. Se usato da solo, in più è la trascrizione in cinese di "watt" come unità di misura. - - - 瓦、甑 [oggetto in ceramica o bronzo, che forse conserva il senso originale di 曾; sinonimo di 甗, arcaico]、瓶、瓿、瓷 [indica le ceramiche, ma i vasi in origine erano in terracotta; variante 𦈱] |
| 甘          | 99      | Gān              | -          | La dolcezza, la gradevolezza. È una bocca sorridente (oggi squadrata) con un trattino orizzontale dentro per indicare un oggetto dolce infilato dentro oppure il fatto che il concetto di dolcezza è legato al senso del gusto e quindi alla lingua. Questo radicale si trova a sua volta in basso a due ulteriori radicali, 香 e 音. - - - 甘、甜、甚 (la parte inferiore rappresenta un cucchiaio pieno di cibo; variante 𤯅) |
| 生          | 100     | Shēng            | -          | Il virgulto. Raffigura una pianta che emerge dalla terra, visibile in basso. La versione originale è 𤯓, in cui sotto si vede bene il radicale della terra 土. Si può trovare da solo e ha una vasta gamma di significati, come "nascere, crescere, vivere, produrre, accendere (un fuoco), crudo, grezzo, accadere...". Oggi non si usano caratteri aventi questo radicale. |
| 用          | 101     | Yòng             | -          | Il secchio come misurino; l'utilizzo. In origine rappresentava forse un contenitore simile a un secchio usato come misurino. Nelle prime versioni non aveva il tratto orizzontale in cima. Alcune varianti arcaicizzanti sono 𤰃, 𤰆 e 𠂦. Il carattere è simile ma scorrelato da 甬 yong3, che è una campana di bronzo usata come strumento musicale con impugnatura o attaccatura in cima (non è radicale Kangxi), e da 角 jue2, che è il pittogramma di un corno. Come utilizzo, assomiglia a 斗 e 匚 siccome sono tutti e tre misurini. Oggi, se usato da solo, significa "usare, utilizzare". - - - 用、甩 |
| 田          | 102     | Tián             | 田字旁     | La risaia, il campo coltivato. È la visione a filo di piombo di una risaia, con degli argini di terra per camminare e arginare l'acqua lungo i confini. Gli argini dividono il campo in 4 sezioni. In alternativa, il carattere indica un generico campo coltivato. In alcuni caratteri, compare come falso amico siccome in 異 e 鬼 rappresenta una maschera sul viso e in 思 rappresenta una fontanella su un cranio. - - - 田、画、町、略、留、番、畜、畏、畔、毗、畅、疆 |
| 疋          | 103     | Pǐ, Shū          | -          | La gamba stilizzata. È un carattere derivato da una stilizzazione di 足 zu2, un piede con sopra una forma rotonda che indica tutta la gamba o il ginocchio. La versione a lato, rarissima, è ⺪. Il carattere veniva usato in passato come variante di 匹 pi3, il classificatore per i cavalli, anche se erano due caratteri diversi (questo secondo carattere ha un'origine incerta: è un dirupo con sotto una forma spiegazza, forse un panno spiegazzato, oppure è un dirupo con sotto la chiave di lettura indicante la sola pronuncia 乙, 乀 e 匕 in base alla versione e che oggi muta nel tratto orizzontale in basso). A volte 疋 veniva usato pure come variante di 正. Il significato di "rotolo di stoffa" deriva dalla stoffa usata per fabbricare le calzature o annodata sulle gambe e piedi in caso una persona era talmente povera da non potersi permettere gli stivali. La pronuncia "Shū" si riferisce al radicale, mentre "Pǐ" si riferisce al carattere in questione come omografo di 匹, avente la stessa pronuncia e usato come classificatore per cavalli. Nei caratteri 是 e 定, è un falso amico perché in realtà era presente proprio il carattere 正, mentre nel carattere 楚 era presente 足. - - - 疏、疑 |
| 疒          | 104     | Chuáng, (Né, Nì) | 病字旁     | Il letto del malato, la malattia. È un letto con due gambe messo in verticale (disegnato come 爿) con accanto una persona in piedi per indicare un malato costretto a stare a letto. Una variante arcaicizzante che richiama la presenza di un secondo membro è 𤴳. Poi l'uomo è stato tolto, è stato aggiunto un tratto orizzontale (poi mutato in 亠) e le due gambe del letto si sono stilizzate in due punti. È sempre legato. Delle tre pronunce, "nì" è la più recente. Il letto assomiglia a quello stilizzato in cima al carattere 床 chuang2, che indica proprio il letto (广 è falso amico). - - - 病、癌、症、疤、痕、痰、痒、癖、疲、疗、疟、疾、疙、瘩、瘦、疯、疮、痂、瘫、痪、瘸、痴 |
| 癶          | 105     | Bō               | -          | I piedi in direzione opposta. Raffigura due piedi in direzione opposta (variante arcaicizzante 𣥠). A volte viene chiamato "le gambe divaricate, schiena contro schiena" ma non è quello che indica il pittogramma (il secondo significato è infatti indicato da 北, che non è radicale Kangxi). Il radicale 舛 chuan3 mostra invece i due piedi in direzione convergente ("toe to toe", come si dice in inglese, ovvero "alluce contro alluce"). - - - 登 |
| 白          | 106     | Bái              | 白字旁     | Il colore bianco. Secondo la prima interpretazione più diffusa, è il pittogramma di una fiammella appuntita, poi modificata in una forma squadrata con un punto oggi scollato in alto. In alternativa, secondo Schuessler (2007), è il pittogramma di una ghianda reperibile in 皁 > 皂 zào, che oggi indica il sapone e in origine la ghianda. La ghianda è collegabile al colore bianco in base al colore con cui appare. Il pittogramma si ritrova pure in 櫟 lì, che indica la quercia, che produce le ghiande. Il carattere più problematico è 樂, che oggi indica la musica: mentre il legno e i fili indicano probabilmente un cordofono, il componente in mezzo stilizza una parte del cordofono o un pollice intento a suonarlo (l'interpretazione di Xu Shen, ovvero di alcuni tamburi appesi su una struttura, è scorretta siccome non si basa sulle ossa oracolari e i bronzi). Il colore bianco è simbolo di purezza e chiarore ma anche di pallore dato dalla malattia, di morte, di lutto, di ipocrisia e doppiogiochismo. In Cina ci veste di bianco durante i funerali e tuttora nei momenti di lutto si regalano fiori bianchi. Nell'Opera di Pechino (京剧) i personaggi meschini hanno il volto dipinto di bianco. Nei matrimoni in stile occidentale ci si veste di bianco, altrimenti si usano costumi tradizionali rossi. Si può usare da solo e sta anche a significare "invano, inutilmente" o "gratis, a sbafo". Il radicale appare in 的 come falso amico siccome in origine il radicale corretto era quello del sole, per cui il carattere appariva come 旳 e indicava la brillantezza e in seguito il bersaglio per le frecce. - - - 白、百、的、魄、皂 |
| 皮          | 107     | Pí               | -          | La pelle; la buccia. In origine appariva come 叚 e raffigura il corpo di un animale appeso con la pelle che viene tirata da una mano destra in basso, intenta dunque a scuoiarlo. Il carattere ha poi iniziato a mutare, per cui da 𡰻 e 𠰎 è diventato 皮. In particolare, il pezzo di pelle scuoiato si è assottigliato in un tratto verticale. Si può usare da solo e significa anche "buccia, pelle di un frutto". - - - 皮、皱 |
| 皿          | 108     | Mǐn, Mǐng        | 皿字底     | Il vaso sacrificale, l'anfora sacrificale, la coppa sacrificale; il recipiente. È il disegno frontale di un vaso con sostegno o di una sorta di coppa enorme con sostegno in basso e due sostegni ai lati, poi spariti. Di base, veniva utilizzato per raccogliere il sangue fresco degli animali durante le cerimonie sacrificali. Nella stilizzazione, pure il sostegno sparisce siccome si nota semplicemente la base. Xu Shen lo descrive come un utensile per mangiare (飯食之用器也) e non lo collega ai sacrifici o all'ostetrica. Una glossa lo corregge con un controesempio: 飯汲古閣作飮。誤。孟子。牲殺器皿. In più, un'altra prova a sostegno di questa glossa è il radicale del sangue 血 xue2. I primi vasi cinesi, risalenti all'8000 a.C., erano in terracotta. Tuttavia, dei cocci in ceramica (terracotta cotta a altissime temperature finché diventa incandescente) risalgono a millenni prima. Ma i vasi più famosi al mondo sono quelli in porcellana con decorazioni commerciati all'estero e risalenti alla dinastia Ming. Sono riconoscibili dalla loro tipica colorazione bianca e blu. In 盘, che oggi indica in cinese indica il piatto o un oggetto piatto, rende parte del significato originale siccome anticamente indicava un recipiente rotondo (una conca/catino/bacinella) e con sostegno per lavarsi (forse serviva anche per le abluzioni, cioè i bagni rituali). In 血 indica una goccia di sangue fresco che esce da un vaso o grossa coppa sacrificale. Nella spiegazione di quest'altro radicale, una glossa parla proprio del vaso sacrificale: 皿者、周禮珠槃、玉敦之類 (槃, variante 磐 e 鎜, è variante di 盤 > 盘, una bacinella usata per le abluzioni). Stando a quanto sostenuto, risale al periodo Zhou e poteva essere realizzato con la giada 玉. Quanto a 盘, nel Libro dei Riti si nota una menzione a un 瓦盘. Pertanto, se in base a tutte queste informazioni si dovesse cercare di capire delle informazioni extra sul vaso sacrificale, esso poteva essere realizzato con una varietà di materiali indicati dai radicali. Se ci si ferma alla prima glossa e alle varianti del carattere, si vedono il legno, la pietra e la giada, molto più preziosa. Nel Libro dei Riti si indica che questo contenitore era in terracotta. In 鎜 si vede un generico riferimento al metallo, collegabile alla definizione 一種銅製的盛水器。圓形，淺腹，盛行於商周時期。小盤可用以盥洗，大盤可用以沐浴。如春秋時代的魚龍紋盤, in cui si sostiene che è in bronzo, ragion per cui fa parte proprio dei celeberrimi bronzi Shang e Zhou. i resti archeologici possono gettare più luce e/o confermare su queste informazioni. - - - 皿、盖、盈、益、盛、盆、盘、盗、盐、监、盒、盖、盟 |
| 目          | 109     | Mù               | 目字旁     | L'occhio. È un occhio visto frontalmente. Inizialmente era a mandorla e messo in orizzontale, poi è stato girato in verticale e le forme esterne e della pupilla si sono semplificate squadrandosi. Inoltre, se fosse rimasto in verticale, si sarebbe potuto confondere con il numero "quattro" 四 . - - - 目、真、眉、省、督、眼、睛、盯、瞧、睁、瞬、盼、睫、瞳、眨、眯、瞻、睹、眇、瞄、睬、瞩、瞪、瞰 |
| 矛          | 110     | Máo              | -          | La lancia. È una lunga lancia (secondo Xu Shen, era lunga due zhang 丈) con un cerchiolino/anellino incastonato all'asta usato per legare la lancia con un pezzo di corda al proprio corpo. Il tratto verticale indica l'asta, i due tratti in cima indicano la punta stilizzata e il tratto orizzontale deriva dall'anellino. Xu Shen scrive 酋矛也。建於兵車，長二丈。象形. - - - 矛、柔 |
| 矢          | 111     | Shǐ              | -          | La freccia. È una punta di freccia con l'asta in cima (appiattita e stilizzata con due tratti) e, in basso, la coda piumata divisa in due. Il tratto orizzontale al centro raffigura forse un corpo trafitto e deriva da un punto spesso poi assottigliatosi. Una variante è 𠂕. - - - 矢、族、矣、短、矮、矩、矫 |
| 石          | 112     | Shí              | 石字旁     | La pietra. Rappresenta un dirupo (i due tratti oggi sono dislocati) da cui cade una forma che ricordava in origine una bocca sorridente ma che rappresenta una pietra. In base a una seconda interpretazione, è una caverna situata ai piedi di un dirupo, ma andrebbe spiegata la differenza con il radicale 穴 xue2. Se il carattere si pronuncia "dàn", si ottiene un significato oggi obsoleto che è "dieci dòu", ovvero dieci decalitri di grano, ossia un peso pari a cento litri. - - - 石、码、矿、硬、砚、研、碗、砖、碑、础、硕、碰、破、碎、砍、磋、碳、碌、碍、磁、砸、磕、岩、碧 (in 雪碧)、磨 |
| 示          | 113     | Shì              | 示字旁     | L'altare sacrificale. Rappresenta un altare sacrificale in pietra a tre gambe (in origine ne aveva una ed era a forma di T, piccolo, snello e slanciato). La versione a componenti affiancati è 礻quindi la prima riga in alto diventa un punto e due tratti più in basso si fondono. L'altare, insieme alle lapidi con delle scritte che commemoravano gli antenati, si collega alle cerimonie sacrificali fatte per venerare e ingraziarsi gli spiriti degli antenati. Tra di esse si contano le libagioni con il vino di miglio nero sacrificale (è un radicale Kangxi), le uccisioni di animali di cui si raccoglieva il sangue fresco in un vaso sacrificale (血 xué) e il sacrificio di legna, carne (anche cotta) e sporadicamente di prigionieri di guerra. Altre volte, le cerimonie si svolgevano presso dei tempietti ancestrali. Questo radicale è spesso citato come "la manifestazione, la venerazione" ma il secondo nome non spiega cosa sia effettivamente, mentre il primo deriva dal significato moderno del carattere (e.g. 表示, esprimere). Questo carattere si ritrova anche in 帝 dì, che secondo una teoria rappresenta un altare sacrificale ed era formato da tre pali incrociati a X e rilegati. - - - 示、禁、票、视、礼、神、福、祖、祝、禧 (nel nome 慈禧)、祈、祷、祥、祺、袱、祸、禅 |
| 禸          | 114     | Róu              | -          | L'impronta di animale. Raffigura l'impronta di un animale selvatico sul terreno inquadrata con visione a filo di piombo. Il significato resta nel carattere 蹂 rou2. Una variante è 厹, in cui 九 jiu3 è la chiave di lettura. In tutti i caratteri in cui compare graficamente è un falso amico. - - - 离、禹、禺、禽 (tutti falsi amici) |
| 禾          | 115     | Hé               | 禾木旁     | Il cerale. È una spiga con la punta piegata per il carico dei chicchi rappresentata con il tratto ricurvo e dislocato in alto, due foglie poi evolute in un tratto orizzontale, il gambo/fusto e tre radici. Il nome cinese 禾木旁, che coinvolge 木 mù (albero), è parzialmente confusionario. - - - 禾、利、租、私、秋、程、称、税、和、种、科、秒、积、移、稀、稳、秘、秤、稼、稠、稻、稀、穆、季、秃、秀、秦 |
| 穴          | 116     | Xué              | 穴宝盖     | La caverna, l'antro, la grotta, la spelonca. Nelle ossa oracolari, è la visione frontale di una caverna dalle pareti oblique, in cui alcune persone potevano accamparsi. Il punto in alto è un'aggiunta successiva risalente ai bronzi Shang e Zhou, tale per cui l'ingresso assomiglia al tetto di una casa stilizzata in altri caratteri. Due varianti arcaicizzanti sono 𠕉 e 𥤢. Già nell'epoca della cultura neolitica Yangshao (5000-3000 a.C.), i cinesi vivevano nelle caverne scavate nell'argilla. Oggi il carattere si riferisce anche all'agopuntura cinese, forse in riferimento ai buchi creati dagli aghi su parti molto precise del corpo. Il nome cinese 穴宝盖, che coinvolge 宝 bao3 (prezioso), è parzialmente confusionario. - - - 穴、究、穿、突、窗、穷、空、窄、窝、窜、窒、窥、窃 |
| 立          | 117     | Lì               | 立字旁     | L'uomo in piedi. Raffigura la visione frontale di un uomo con le braccia aperte e le gambe divaricate. Era molto simile a 大 (e 太, siccome in passato erano intercambiabili). Si può usare da solo anche con altri significati, come "fondare, immediatamente". In alcuni caratteri, come 妾, 童, 竟 e 竞, è un falso amico perché indica la stilizzazione del coltello per marchiare i prigionieri sospeso sopra la testa (questo coltello è 辛 xin1: l'impugnatura è stilizzata allo stesso modo ed è radicale Kangxi). Per la precisione, ai prigionieri di guerra usati come schiavi si tagliava l'orecchio sinistro o si accecavano (in svariati caratteri cinesi si mostra come questo coltello accechi un giovane schiavo). Questo coltello rimanda al concetto di schiavitù e, alla lontana, ricorda la storia greca della spada di Damocle. - - - 立、竣、端、竭、靖 (in 靖国神社)、亲、竞、竟、章 (falso amico: è un coltello)、妾 (falso amico: è un coltello)、童 (falso amico: è un coltello)、竖 |

### Radicali di 6 tratti (六画)
| Radicale | Unicode | Pinyin                  | Altri nomi | Nome del radicale, descrizione e varianti, utilizzo se slegato |
| -------- | ------- | ----------------------- | ---------- | --- |
| 竹       | 118     | Zhú                     | 竹字头     | Il bambù, le foglie di bambù. Nella prima versione sulle ossa oracolari si nota un paio di foglie di bambù rivolte verso il basso. Le foglie in questione poi si sono separate graficamente e stilizzate e la base di quella a destra ha sviluppato una forma uncinata. A causa della loro stilizzazione, l'etimologia folk interpreta il radicale come due canne di bambù invece che due foglie di bambù. Il bambù si usava per costruire armi, pennelli, dadi, bacchette per mangiare, strumenti musicali, utensili per cucinare, ceste, telai per le reti, canne da pesca, abachi, mulini ad acqua, impianti di irrigazione (le canne di bambù sono vuote all'interno), edifici, il cilindro dei petardi (da cui sporgeva la miccia), il treppiede su cui poggiare i petardi quando si dava fuoco alla miccia, listelli su cui scrivere, i tipici cappelli a punta (Lì, 笠) decorabili con calligrafie, oggetti d'arredamento come sedie e tavolini, preparati medicinali... In cima al carattere, le righe verticali si comprimono, così diventa ⺮. Si può usare da solo. - - - 竹、第、笠、简、笛、笨、笙、筷、笔、笋、筐、笼、箩、等、符、管、箱、篇、篮、筏、竽、竿、笑、笠、筒、答、策、签、算、箭、籍、筛、筑、簸、箕、筲、筋、籥、筹 |
| 米       | 119     | Mĭ                      | 米字旁     | Il riso. In principio erano tre chicchi di riso crudo allineati in alto, un tratto orizzontale in mezzo e altri tre chicchi in basso per indicare dei chicchi sgranati messi in una qualche struttura/frame. Una variante anch'essa esistente nelle ossa oracolari è una struttura a croca "+" con un chicco in ogni quadrante (eventuali altre ipotesi devono spiegare questa variante). Una variante arcaicizzante che riprende il frame e i chicchi distribuiti è 𡭝. Poi il radicale è mutato per una stilizzazione fuorviante, per cui quasi tutte le etimologie folk interpretano il carattere come una piantina con due radici e due chicchi. Si può usare da solo e traslittera anche la parola "metro". - - - 米、糖、粉、料、糕、糟、糕、粗、粽、粮、粒、粹、糊、粉、粪、娄 (in 克娄巴特拉)、类、粥、粤、糜 |
| 糸       | 120     | Mì (Sī)                 | 绞丝旁     | La seta. È il disegno di due bozzoli (in altre versioni tre) l'uno sull'altro, con dei fili che pendono in basso. Inizialmente i bozzoli erano ovali, poi sono diventati degli spuntoni aperti nella stilizzazione. Secondo un'altra interpretazione, gli ovali non rappresentano dei bozzoli, ma sono formati da due forme a spirale che si intrecciano, ragion per cui indicano due gruppi di fili di seta intrecciati a spirale con una parte pendente in basso. A fianco ai caratteri appare come 糹, mentre la versione cinese semplificata o calligrafica è 纟. Il radicale rimanda all'attività cinese della coltivazione dei bachi da seta per ottenere il pregiato tessuto, commerciato attraverso la celeberrima "Via della Seta". È un riferimento anche alla scrittura perché, prima dell'invenzione della carta durante la dinastia Han, si scriveva su listelli di bambù e sulla seta o incidendo dei caratteri sui vasi di bronzo o sulla pietra. "Mì" è la pronuncia del radicale, ma se si pensa come 丝, che non è radicale ma indica lo stesso concetto, si trova talvolta indicato come "Sī". - - - 纪、给、组、织、络、缝、绝、绩、纱、练、系、纹、绞、绑、继、续、红、级、索、紧、纷、纳、纸、纽、约、线、细、终、经、绕、绘、统、绳、综、绿、缩、纺、纬、缔、缚、纤、维、绎、纵、纯、绪、纺、绅 |
| 缶       | 121     | Fǒu                     | 缶字旁     | La giara di terracotta. È la visione frontale di una giara in terracotta col coperchio. Secondo Xu Shen, serviva a contenere vino, un po' come l'anfora 酉 you3. Aggiunge poi che nello Stato di Qin si usava come strumento a percussione (秦人鼓之以節謌 ovvero 秦地一带的人们习惯用敲打缶来为唱歌打拍子). Riporta poi la variante popolare 缻, che indica in modo plateale che era in terracotta, alla pari del radicale della tegola. Nella prima versione, sempre il simbolo di una freccia che punta verso l'alto con sotto 口. Oggi, i due tratti in alto stilizzano il coperchio, mentre tutta la parte in basso è la pancia della giara. Inizialmente si usava per conservare cibo o vino di cereali fermentati; poi i buddisti, entrati in Cina tra la dinastia Han e il Medioevo cinese ("Periodo dei 3 Regni e 6 Dinastie"), ne fecero un oggetto di culto, usandolo come urna funeraria. Oggi indica una classe di percussioni fatte in terracotta. - - - 罐、缸、缺 |
| 网       | 122     | Wǎng                    | 皿字头     | La rete. È un telaio con quattro fili intrecciati all'interno. Se in alto alla chiave di lettura, il radicale si comprime e semplifica in 罓 (in disuso), ⺳ (ex. 罕) e 罒, che è scorrelato dal radicale dell'occhio in svariati casi. I due caratteri semplificati più usati con l'ultima grafia sono 罗, che indica una rete per catturare gli uccelli, e 罚, che indica il crimine (insultare e usare un coltello in modo improprio). In basso alla rete si è aggiunto il carattere 亡 (< 兦, che iniziava in *mj- in primo cinese medio) come chiave di lettura indicante la pronuncia arcaica. Questa grafia è attestata a partire dalle versioni nei listelli di bambù del periodo Qin e si vede nelle varianti 𦊀 e 𦉮. Poi il carattere ha circondato questo componente (variante 𠕈 e 𦉸) e tutto l'interno si è stilizzato, dando origine a 罔. Questo carattere è la chiave di lettura del carattere tradizionale che indica la rete, 網 (radicale della seta per indicare il filo intrecciato in un frame). Il nome cinese 皿字头 suggerisce che sia 皿 (vaso, contenitore, coppa) compresso in alto e si ricollega al nome cinese di 皿, ovvero 皿字底, che quindi lascia intendere che questo componente appaia in alto o in basso ai caratteri. Il nome cinese è dunque totalmente fuorviante. Si può usare da solo e in più ha assunto in cinese il significato di "web, Internet, la Rete". - - - 网、罕、罗、罢、置、罚、罪、署、罩 |
| 羊       | 123     | Yáng                    | -          | La capra, la pecora, il montone, l'ariete. È un ariete ritratto frontalmente: ha due corna ricurve (nella forma finale sono collassate in due punti copra un tratto appiattito), orecchie ritte (tratto orizzontale in mezzo) e il muso lungo (tratto verticale). In cima al carattere, la linea verticale si sposta per ospitare la chiave di lettura: ⺶ . In altri sinogrammi, si limita a comprimersi: ⺷ . Si può usare da solo. Due varianti sono 𦍋 e 𦍌. Nel carattere 美 è un falso amico perché indica un sontuoso copricapo decorato con corna o piume. - - - 羊、羞、着、羚、羡、群、美 (falso amico di un cappello adornato di piume o corna sopra la testa di una persona 大) |
| 羽       | 124     | Yǔ                      | -          | Le piume. Sono due piume messe in verticale affiancate, che nella forma finale hanno assunto la forma squadrata. Il tratto esterno tratteggia il loro corpo, mentre la coppia di puntini, in origine due trattini orizzontali, stilizzano i pelucchi. Una versione arcaicizzante è 𦏲. Un carattere che ne contiene una sola è 习, reperibile nel vocabolo 学习 ("studiare"). Sarebbe qui un riferimento all'atto di imparare a volare. - - - 羽、翅、翻、翁、翠 |
| 老       | 125     | Lǎo                     | -          | L'anziano. È un uomo con una lunga ciocca di capelli arruffati (十) e dalla schiena ricurva che con una mano stesa in avanti (il lungo tratto obliquo) si regge su un bastone da passeggio in basso, in origine un tratto verticale oggi 匕; le gambe, talvolta visibili nelle ossa oracolari, sono sparite. Una variante obsoleta è 𦒳, mentre un'altra variante ancora in uso ma con una pronuncia e significato diversi è 考 (il componente in basso, tra i vari significati, indica quello del bastone da passeggio ed è 丂 kao3). Se è sopra una chiave di lettura, il bastone sparisce e il radicale si contrae in 耂. Si può usare da solo e, come vezzeggiativo rivolto agli uomini, in cinese significa "vecchio (mio)!". - - - 老、考、孝、者 (falso amico, siccome rappresenta una pianta sopra una bocca) |
| 而       | 126     | Ér                      | -          | La barba. Secondo Xu Shen, rappresenta una barba e, nel disegno originale contenuto nelle ossa oracolari, mostra quattro lunghi peli di barba attaccata al mento, rappresentato dalla linea tondeggiante. In origine, il carattere alla lontana era simile a 𦉫. Il significato originale resta nel carattere 耏 er2 (secondo una glossa resta pure in 髵 er2, ma un'altra glossa spiega che è errato siccome questo carattere si riferisce ai baffi degli animali). In cinese 而 come prestito fonetico significava "e, ma" in base al contesto. - - - 而、斋、耍 |
| 耒       | 127     | Lěi                     | -          | L'erpice. È un pezzo di legno con la parte in basso biforcuta per dissodare e smuovere la terra (somiglia a 木) con in origine tre tratti sinuosi simili a 彡, poi diventati due, per indicare la terra smossa. L'erpice non è uguale all'aratro e può essere trainato da uomini o animali, legati con una briglia collegata a un giogo. Oggi indica pure il rastrello, in cui compare come radicale: 耙. - - - 耒、耙、耗、耕 |
| 耳       | 128     | Ěr                      | 耳字旁     | L'orecchio. È un padiglione auricolare inquadrato frontalmente. Poi il profilo originale a mezzaluna o a forma di "C" arcuata si è squadrato, chiuso e compattato in una forma rettangolare. - - - 耳、耻、耽、聊、聪、耶、联、聘、聋、耸 |
| 聿       | 129     | Yù                      | -          | Il pennello. È una mano stilizzata a grugno che regge verticalmente un pennello con dei peli/setole in basso, che si sono poi aperte e appiattite in dei tratti orizzontali. Il carattere in cima ad una chiave di lettura diventa ⺻ mentre all'interno talvolta è 肀 . Inizialmente, in Cina si scriveva con un semplice pennello di bambù affilato intinto nell'inchiostro, che consisteva in una miscela densa di resina fusa, qualche goccia di profumo e fuliggine pestata nel mortaio (ottenuta per esempio bruciando la legna di abete da inchiostro) colata in uno stampino decorato finché non si solidificava in un mattoncino. Successivamente, al pennello fu aggiunto un cappuccio in cuoio per migliorare la resa grafica dei caratteri. Infine, si aggiunsero i peli. Il pennello è uno degli elementi fondamentali della calligrafia, un'antica arte praticata anche in Cina, insieme al cubetto di inchiostro, alla pietra per levigarlo, alla scodella per raccogliere l'inchiostro liquido e alla carta di riso. In base a come viene pressato il pennello, i tratti possono uscire più o meno spessi e svolazzanti. In base a quanta acqua si aggiunge all'inchiostro, la grafia esce con tutte le lettere collegate ("grafia a filo d'erba"). La calligrafia veniva applicata anche alle poesie, disegnate sullo sfondo di illustrazioni di paesaggi; lo stile calligrafico rendeva lo stato d'animo del poeta. La stessa calligrafia riguarda l'evoluzione dei sinogrammi, divisa in base alle semplificazioni e stili di scrittura (ex. Caratteri sui gusci di tartaruga Shāng, Iscrizioni sui vasi di bronzo Zhōu, Stile del Sigillo, Stile Regolare...). Il carattere si può trovare da solo nel cinese classico, in cui serve da introduttore ad un intero discorso. - - - 聿、肃、肆 (nel modo di dire 如入鲍鱼之肆，久而不闻其臭) |
| 肉       | 130     | Ròu                     | 月字旁     | La carne. È un pezzo di carne tagliata con delle striature in alto, forse per indicare i tendini. Una variante arcaicizzante è 𠕎. Oggi, se usato come radicale, si comprime in una forma che è stata stilizzata come 月, che è falso amico della luna. In alcuni contesti il carattere, se usato da solo, indica "la polpa". - - - 肉、肏 (gli altri sono nel radicale 月) |
| 臣       | 131     | Chén                    | -          | L'occhio chino. Indica un occhio messo in piedi/in verticale già dalle prime versioni che guarda verso il basso. Si è stilizzato in modo diverso da 目 perché l'occhio in versione 臣 ha la parte centrale rigonfia, forse per indicare una persona col volto chino in segno di ubbidienza e/o sottomissione. Quest'occhio chino ritorna nella versione tradizionale del carattere 监, un uomo che si specchia in una bacinella d'acqua. Si può usare da solo e, come forma di saluto formale, significa "servitore!" (Lett. "sono Vostro servo"). In alternativa, indica "il ministro", colui che serve un superiore (a volte il radicale viene indicato proprio con questo nome o simili, ma a livello grafico non spiega esattamente cos'è). - - - 臣、卧 (in origine 臥) |
| 自       | 132     | Zì                      | -          | Il naso in forma arcaica. Indica un naso stilizzato e inquadrato frontalmente. Una variante arcaicizzante è 𦣹. La parte in basso era in origine aperta e le due linee verticali terminavano con due forme simmetriche arricciate per indicare le due narici sotto il corpo e la gobbetta del naso. Si distingue dalla forma moderna 鼻 bi2 (radicale Kangxi), spiegata più avanti, siccome il naso ha iniziato a significare "se stessi, sé" (a volte il radicale viene chiamato "se stessi", ma non spiega cosa sia graficamente). Nella medicina tradizionale cinese si credeva che i feti iniziassero a svilupparsi a partire dal naso. Inoltre i cinesi e i giapponesi, per indicare sé stessi, puntano il dito sul naso. Il naso poi ha iniziato a indicare l'origine (e.g. 自从, 来自), il che ha reso ancora più necessaria la coniazione di un carattere che si riferisce al naso. - - - 自、臭 |
| 至       | 133     | Zhì                     | -          | Raggiungere. Rappresenta una freccia messa la punta verso il basso che colpisce la superficie di un obiettivo o il terreno 一 (la punta si e stilizzata in 十, mentre in alto è ancora visibile la decorazione). Secondo Xu Shen, rappresenta un uccello che vola in picchiata verso il suolo 一 per afferrare col becco una preda; Xu Shen sostiene 鳥飛从高下至地也。从一，一猶地也。象形, ma l'interpretazione è quasi sicuramente errata. In cinese si può trovare anche da solo con il significato di "fino a..." ma è formale. - - - 至、致 (il carattere a fianco indica la pronuncia) |
| 臼       | 134     | Jiù                     | -          | Il mortaio. Raffigura la cavità tondeggiante di un mortaio, oggi squadrata in 凵. Secondo Xu Shen, in origine si otteneva scavando un buco per terra (si può postulare un qualche collegamento con il radicale della buca, 凵 kan3): Xu Shen scrive 舂也。古者掘地爲臼，其後穿木石。象形。中，米也. Successivamente, si otteneva scavando un tronco o una pietra tramite pietre o lame (prima della metallurgia, gli utensili e le punte di alcune armi erano in pietra affilata e levigata attraverso lo strofinamento su un'altra pietra già levigata in natura. Si pensi al radicale 父, la lama in pietra di un'ascia, e all'arma da guerra o da caccia 單 > 单, un bastone a Y con due pietre fissate sopra). Infine il mortaio si ottenne con la lavorazione dei metalli. Nelle prime versioni del pittogramma, c'erano quattro puntini poi evoluti in trattini che si sono fusi con il mortaio, ovvero quattro chicchi di riso pestati per ottenere la farina di riso o un preparato trasformato poi in pasta morbida per fare dolci. Xu Shen nella sua definizione mette il carattere 舂 chong1 (da non confondere con 春 chun1), in cui nelle prime versioni si vedono due mani che tengono un pestello verticale (oggi ricurvo) sopra un mortaio in cui poi si sono aggiunti dei trattini per indicare i chicchi. Questo carattere indica l'atto di pestare i chicchi di riso per togliergli la buccia che li avvolge e che diventa un sottoprodotto agricolo, la crusca, utilizzabile per esempio come alimento o come mangime per animali da allevamento (anche la paglia è un sottoprodotto agricolo avente più utilizzi). Pertanto, questa definizione si collega alla produzione di farina di riso (nel mortaio si potevano comunque pestare più oggetti: si pensi alla terra rossa, alla fuliggine di legno d'abete da inchiostro e ai petali colorati pestati e mescolati con acqua per creare i colori in natura e i mattoncini di inchiostro. Oppure si pensi ai preparati di medicina tradizionale cinese, inclusi i sigari di moxa prodotti a partire dall'artemisia). Nel carattere 瘦 e 搜 è un falso amico siccome l'interno del carattere, 叟 sou3, indica una mano destra con in mano una torcia accesa sotto un tetto (il fuoco è meglio visibile nelle varianti arcaicheggianti 叜 e 𡨎). Anche in 學 xue2, carattere tradizionale, indica un paio di mani che manipolano i listelli in bambù di un abaco siccome si sta imparando a contare. Le mani in questione sono simili a 𦥑 jiù. In 插 indica il pestello 干 dentro il mortaio. - - - 臼、舀、舂、舅 (sebbene 臼 indichi solo la pronuncia, 男 non esiste come radicale) |
| 舌       | 135     | Shé                     | 舌字旁     | La lingua. Rappresenta una bocca spalancata dalla quale esce verso l'alto una lingua biforcuta per indicare la lingua di un rettile (forse un serpente) e non di un essere umano. Ad ogni modo, indica la lingua come organo anatomico e non come "linguaggio, parola" e non come "suono" siccome esistono due radicali a parte per esprimere gli altri due concetti; entrambi i radicali sono una modifica di 舌. Tuttavia, Xu Shen spiega che il carattere indica la lingua di qualunque essere vivente, ragion per cui l'utilizzo della lingua biforcuta sembra essere una rappresentazione convenzionale e/o in qualche modo considerata efficace. La parte biforcuta si è appiattita in un tratto ricurvo. Xu Shen poi aggiunte che la lingua quando si parla esce dalla bocca, quando si mangia resta in bocca, forse con un riferimento alla grafia di alcuni caratteri in cui effettivamente si rispetta questo interessante principio: 言犯口而出，食犯口而入也. In 舍, è un falso amico siccome stilizza il pittogramma di una capanna inquadrata in visione frontale. Si può usare da solo e indica sempre e solo la lingua come organo anatomico. - - - 舌、乱、辞、舔、舒 (予 come radicale non esiste) |
| 舛       | 136     | Chuǎn                   | -          | I piedi in direzione convergente. È il pittogramma di due piedi in direzione convergente ("toe to toe", "alluce contro alluce" o "alluce verso alluce") che si possono trovare per esempio in basso al carattere 舞, che indica la danza a partire da una modifica del pittogramma della danza sciamanica. Il componente a destra rappresenta un piede che si ritrova in altri caratteri come 降 (夅 jiang4 indica due piedi impegnati a percorrere una discesa, due piedi che discendono). Quanto al nome del radicale, si trova indicato spesso come "l'opposizione, l'errore" ma non è il significato originale e non indica nulla di ciò che raffigura. Un altro nome è "schiena contro schiena" e deriva dall'interpretazione errata di Xu Shen; peraltro, il pittogramma che raffigura effettivamente "schiena contro schiena" è 北 e non è radicale Kangxi. - - - 舞、舜 (l'artiglio in alto è un falso amico di 炎, a sua volta frutto di una parziale stilizzazione) |
| 舟       | 137     | Zhōu                    | 舟字旁     | La barca. È una lunga barca in legno scavato (a volte si scavava bruciandolo un po' alla volta) inquadrata in visione a filo di piombo. In origine era una forma rettangolare e incurvata con dentro due coppie di tratti 二 per indicare la poppa e la prua o per indicare due piccoli sedili in corrispondenza della poppa e della prua. Nella stilizzazione attuale, i tratti interni si sono stilizzati, la prua è diventata una curva aperta sinuosa poi richiusa e appiattita in 亠 e la poppa si è aperta in una forma uncinata. Una barca compare come falso amico 月 nel carattere 前. Una glossa allo Shuowen Jiezi spiega la pronuncia e scrittura della parola "barca": 舟、船也。古人言舟。漢人言船. Quindi, i cinesi pre-Han dicevano "zhou1", mentre dalla dinastia Han si pronunciava e scriveva "chuan2". Questo principio, ricavabile anche dalle antiche scritture, è applicabile a moltissimi radicali e anche a degli altri pittogrammi: anticamente si usavano per indicare oggetti che oggi si indicano con caratteri diversi aventi la pronuncia diversa. La versione antica è stata dunque rilegata o al lessico letterario e arcaico o è rimasta solo come radicale. In alternativa, è stata abbandonata. - - - 舟、船、航、般、舢 (in 舢板)、舱、舰、艇、艘 |
| 艮       | 138     | Gèn                     | -          | La disobbedienza; il limite. Raffigura un grosso occhio stilizzato 目 che si volta indietro, nel senso opposto del movimento delle gambe: indicava in origine l'atto di disobbedire, cioè di agire senza guardare in faccia nessuno e in modo molto deciso e sprezzante, se non addirittura con ferocia. Successivamente, il carattere ha iniziato a indicare il limite, cioè un punto oltre il quale non si può vedere o i sensi vengono meno, oppure un qualche limite concreto che porta l'uomo a girarsi perché non c'è altra alternativa. Xu Shen, nel dare la definizione, descrive una variante di questo carattere, 𥃩 (una glossa riprende questa variante e la collega alla ferocia in un confronto, collegando 匕 a 比: 目相匕卽目相比。謂若怒目相視也. Ma il collegamento esiste solo a livello grafico siccome il primo è un cucchiaio/mestolino da vino, mentre il secondo in origine mostra due persone affiancate per fare un confronto, ragion per cui il collegamento è problematico). Negli otto trigrammi (八卦) collegati all'achilleomanzia e al Classico dei Mutamenti, indica il settimo trigramma ☶, la montagna, che è formato da tre linee (come tutti gli otto trigrammi base, come suggerisce il nome stesso): le prime due linee in basso sono linee Yin, cioè spezzate in mezzo, mentre la terza linea (quella in alto al blocchetto) è una linea Yang perché intera. Lo stesso Yijing, citato da Xu Shen, collega il concetto di limite alla montagna (易[經]曰: 艮其限). - - - 艮 (in 儒艮), 艰 |
| 色       | 139     | Sè                      | -          | Il colore; la carnagione. Rappresenta un uomo inginocchiato e inquadrato lateralmente (falso amico di 巴) di fronte a una mano vicina al viso. Indica dunque il concetto di carnagione; poi il significato è evoluto in "colore". Il significato successivamente è evoluto ulteriormente in "la passione, la parvenza, lo scenario" e un ultimo più recente, "pornografia": i romanzi erotici in Cina sono chiamati "romanzi gialli". Alcune etimologie confondono questo radicale con il carattere 絕 (> 絶), che indica il taglio della seta: la versione originale, da cui deriva la stilizzazione, mostra un coltello in mezzo a due file di fili di seta 𢇍. Nelle etimologie folk, questo pittogramma viene scambiato per la versione originale del carattere 绝, che in origine indicava l'atto di tagliare la seta. 色 ha una vasta gamma di significati, come "la passione, la parvenza, lo scenario" e un ultimo più recente, "pornografia": i romanzi erotici in Cina sono chiamati "romanzi gialli". - - - 色、艳 |
| 艸       | 140     | Cǎo                     | -          | L'erba, i ciuffi d'erba. Sono due germogli affiancati; si può pensare come un raddoppio di 屮. Oggi in tutti i caratteri si trova scritto in alto, con una grafia molto stilizzata: 艹 , detto "L'erba in alto". in origine, erano ancora separati siccome grossomodo erano due "+" affiancati (in alcuni font si notano ancora i due ciuffi stilizzati invece che fusi insieme, il che rende la stilizzazione poco chiara a prima vista). Un carattere in cui è presente l'erba in alto è 蓝, che indica il colore blu, ottenuto dalla fermentazione delle foglie di indaco (il significato originale). In passato i colori si ottenevano da cose presenti in natura che venivano raccolte, pestate con pestello e mortaio in legno o pietra e mescolate con acqua e altre sostanze diverse in base alla ricetta seguita (grasso animale, resina, miele...). - - - 草、艾、茶、萨、药、菜、苗、节、花、苏、苹、苦、劳、蕉、芳、菲、蓝、荣、蓄、艺、莉、莱 (usato nel nome 莱恩, Ryan)、芬 (nel nome 达芬奇)、茵 (in 莱茵河)、著、荔、茉、菊、蕴、芒、芹 (nel nome 曹雪芹)、萌、芽、若、英、莓、范、茄、莫、获、芭 (in 芭比)、苍、荫、荐、莲、落、荧、荷、蒂、荤、蕾、茫、芙、蓉、萧、董、芯、葱、葡、萄、薄、萍、萧、葛、茅、芷、菩 (in 菩萨)、茂、蒸 (anticamente indicava una lanterna ottenuta con gambi di canapa intrecciati) |
| 虍       | 141     | Hǔ                      | 虎字头     | La tigre. È una tigre piena di striature, messa in verticale e ritratta di profilo. Nella prima versione nelle ossa oracolari si vede bene la tigre con due zampe, il fianco pieno di striature, la bocca spalancata e la coda in basso. La stilizzazione l'ha reso quasi irriconoscibile: è la testa in cima con una linea curva che disegna il ventre. Le striature sono state stilizzate come 匕, mentre le zampe e la coda sono sparite. Ma nel carattere che oggi indica la tigre, 虎 hu3, si nota in basso 几, una forma che Xu Shen descrive come simile alle gambe umane 儿 e che in altre grafie compaiono come 巾: sono le zampe della tigre, quindi un falso amico del tavolino e del fazzoletto di stoffa. Xu Shen descrive la tigre come il Re delle bestie selvatiche che abitano sulle montagne (山獸之君。从虍，虎足象人足。象形). Rappresenta il coraggio, i soldati e il potere dei magistrati. Era raffigurata sugli scudi, sulle porte delle città, negli ordini per spostare le truppe, in opere d'arte, nei ricami e fa parte dello zodiaco cinese. Il radicale appare sempre in forma legata, per cui non si usa da solo. - - - 虎、彪、虚、虏、虐、虑 |
| 虫       | 142     | Chóng                   | 虫字旁     | Il serpente velenoso; l'insetto, l'animale che striscia. Nella versione originale sulle ossa oracolari si vede una piccola forma a punta Λ con sotto una linea sinuosa per rappresentare un serpente velenoso inquadrato dall'alto (Xu Shen spiega che è lungo tre cùn, cioè circa 10 centimetri, e ha la testa grossa come un pugno chiuso). In alcune versioni sui bronzi la testa si ingrandisce in una forma a mandorla con due puntini dentro (gli occhi) o si ingrandisce in una punta di freccia nera. Il carattere poi è evoluto tramite una triplicazione in 蟲 (anche altri pittogrammi si possono raddoppiare, triplicare e quadruplicare) e ha iniziato a indicare tutti gli esseri viventi sottili non umani che strisciano e gli insetti contemporaneamente, secondo un modo molto peculiare di raggruppare gli esseri viventi in tassonomie: non importa che abbiano il pelo o il guscio (介 può significare "guscio") o che abbiano le squame. In sintesi, Xu Shen scrive 一名蝮，博三寸，首大如擘指。象其臥形。物之微細，或行，或毛，或蠃，或介，或鱗[lin2]，以虫爲象. Il senso originale resta nel carattere 虺 hui3 (torreggiare + serpente, forse con un riferimento alla posizione eretta che un serpente può assumere o, meno probabilmente, alle sue dimensioni, che sono modeste se paragonate per esempio a un boa o a certi serpenti che ingoiano animali interi). Si può usare da solo. - - - 虫、虽、蚊、蚂、蚁、虹、蜂、蛇、蜘、蛛、蝇、蠕、螺、虾、蠢、蛋、蚕、蛮 |
| 血       | 143     | Xué (colloquiale "Xiě") | -          | La goccia di sangue. È una goccia di sangue fresco in un vaso sacrificale fatto da più materiali possibili inquadrato frontalmente e originariamente dotato di un sostegno, oggi sparito perché ridotto in una semplice base (tratto orizzontale). Anche le due maniglie ai lati sono sparite. La goccia di sangue era una forma ovale all'interno, poi è diventata un punto in cima. È un riferimento ai sacrifici di animali per ingraziarsi gli spiriti degli antenati, che si credeva influenzassero la vita terrena. Erano anche fatti per prevedere il futuro (ex. l'esito di matrimoni, viaggi, affari, annate, ecc). Durante i rituali, il sangue si faceva colare nei vasi e si spargeva per terra. Il vaso già a prima vista è proprio 皿, che Xu Shen descrive erroneamente come una scodella per mangiare. Si può usare da solo. - - - 血、衅 |
| 行       | 144     | Háng, Xíng              | -          | L'incrocio stradale. Il pittogramma raffigura un incrocio stradale inquadrato a filo di piombo. Nelle prime versioni, si vede un incrocio formato da due vie che si incrociano a forma di "+", come se due incroci simmetrici a T si unissero. La parte sinistra di questo incrocio, che dunque muta in un incrocio a T, si trova da sola come 彳 chì. Anche la seconda parte si trova da sola come 亍 chù, che però non è un radicale Kangxi. L'unione di questi due sinogrammi forma il vocabolo 彳亍 chìchù che nel lessico letterario significa "camminare lentamente". Questo vocabolo, insieme alla definizione di 彳, portano a chiamare l'incrocio a T (radicale 彳) come "camminare lentamente; il passo col piede sinistro", nomi che rendono fuorviante l'interpretazione. Quanto a 亍 (scorrelato da 于 e 丂), anch'esso si trova da solo e significa "fermarsi; il passo con il piede destro", ma anche qui non si spiega che è ancora un incrocio a T, ovvero la parte a destra dell'incrocio a forma di croce greca. L'interpretazione di Xu Shen è errata: pensa che sia il carattere chì rovesciato (步止也。从反彳). Tutto il carattere hang2 行, l'incrocio, viene definito da Xu Shen come "passi veloci, affrettarsi": 人之步趨也。从彳从亍 (趨 > 趋 qu1). Il fatto che i due rispettivi componenti sono "il passo con il piede sinistro affiancato al passo con il piede destro, camminare lentamente e fermarsi" porta a chiamare tutto questo radicale "viaggiare", ma anche questo nome rischia di essere fuorviante. La pronuncia "háng" è la più arcaica e quindi quella originale. - - - 行、街、衡、衍 |
| 衣       | 145     | Yī                      | 衣字旁     | Il vestito, la tunica tradizionale. È una tunica cinese tradizionale di cui sono ritratte delle parti in visione frontale per rimandare/accennare a essa: è un colletto con una forma spiovente che ricorda la lettera lambda Λ con sotto una forma più sinuosa a y, il tutto per indicare l'apertura del vestito/il colletto a "y" siccome è obliqua. Oggi tutto il carattere è stato stilizzato, tale per cui bisogna consultare le ossa oracolari e i bronzi per vedere la forma originale "ŷ". La parte spiovente in alto, come succede in molti altri caratteri, collassa in una linea orizzontale con un punto oggi scollato, mentre la forma a "y" in basso si è stilizzata a partire da una "Y", per cui la chiusura obliqua è diventata verticale: si veda il tratto uncinato dall'attaccatura dislocata. Se accanto alla chiave di lettura, il radicale si scrive 衤: due tratti in alto si fondono in calligrafia. Questo radicale ha la grande peculiarità di scollarsi e aprirsi in due: con questa dislocazione, può ospitare delle chiavi di lettura al suo interno. I 4 caratteri più diffusi in cui il radicale si scolla e apre sono 裹, 衮, 褱 e 襄. Si può usare da solo. - - - 衣、表、衬、衫、裙、裤、初、补、被、袜、福、袍、裂、裕、裳、衮、裹、袈、裟、 |
| 襾       | 146     | Yà, Xià                 | -          | Il coperchio. Un'edizione commentata dello Shuowen Jiezi di Xu Shen spiega il carattere come "覆也。从冂上下覆之。下字賸": indica cioè che significava "coperchio, coprire" ed è un disegno simile a 冂 incastrato con se stesso scritto sottosopra 凵 più un tratto orizzontale in cima. La parte in basso indicava 賸 > 剩 sheng4, cioè qualcosa di "extra, superfluo e rimanente" (forse dei resti di cibo coperti con un qualche tipo di coperchio). Per errore, il dizionario Kangxi classifica "ovest" 西 (variante semi-arcaica 㢴) sotto il radicale del coperchio: in realtà deriva probabilmente dal pittogramma di un uccello nel nido. In cima alla chiave di lettura si comprime in 覀, ma in svariati caratteri in cui compare è un falso amico. - - - 西、要、覆 |

### Radicali di 7 tratti (七画)
| Radicale | Unicode | Pinyin    | Altri nomi | Nome del radicale, descrizione e varianti, utilizzo se slegato |
| -------- | ------- | --------- | ---------- | --- |
| 見       | 147     | Jiàn      | -          | La percezione. Rappresenta un enorme occhio spalancato oggi messo in verticale 目 sopra due gambe 儿 in origine inginocchiate e ritratte di profilo. In cinese semplificato appare come 见 e assomiglia a 艮, che tuttavia è il radicale di un occhio che guarda dietro di sé per indicare la disobbedienza e il limite. Si può usare da solo. - - - 见、规 (indica anche la pronuncia)、览、觉 |
| 角       | 148     | Jué, Jiǎo | 角字旁     | Il corno. È un corno di bovino messo in piedi, rigonfio e aperto in basso, appuntito in alto e pieno di striature e parti zigrinate indicate dai tratti 仌 (visibili nella variante arcaicizzante 𧢲), poi mutate in 土. Nel mentre, la forma appuntita del corno si è stilizzata in una forma squadrata, mentre la punta in cima è mutata in due tratti irriconoscibili (nella variante 甪 la punta è più riconoscibile). Il tratto verticale è stato aggiunto nella versione finale. La pronuncia originale ma rara è "jué", che si trova sporadicamente in termini come 角斗 "juédòu", "gladiatore"; "jiǎo", la più diffusa, non è quella originale. Si può usare da solo e sta ad indicare l'angolo (spesso si trova proprio con questo nome, scollegato dalla sua origine) e il centesimo di yuan. - - - 角、解、触 |
| 言       | 149     | Yán       | 言字旁     | La parola. Raffigura la punta della lingua biforcuta che esce dalla bocca spalancata 舌 poi stilizzatasi in tanti trattini. Il movimento della lingua e/o l'idea di parole è richiamato dall'aggiunta di un trattino orizzontale in alto, oggi un punto scollato eccetto nelle grafie arcaicizzanti. La lingua non è umana ma è quella di un rettile (forse quella di un serpente) e la modifica in cima al carattere distingue la lingua come organo anatomico dalla lingua come linguaggio e parola. Il carattere accanto alla chiave di lettura appare come 訁e in cinese semplificato appare come 讠. Può apparire da solo con il significato di "parlare", ma è arcaico e formale tanto quanto 曰. - - - 言、话、讲、说、读、谢、请、读、谊、谁、谅、语、课、让、试、讯、译、讨、论、词、谁、诉、记、访、谓、计、该、议、证、认、诚、订、调、讶、诸、许、评、诊、诈、诬、谣、诽、谤、训、诸、诗、诺、试、诞、详、讽、谈、诅、诡、设、计、谄、谛、谚、谣、谱、询、谦、谋、证、谭 (in 天方夜谭)、誓、誉、警 |
| 谷       | 150     | Gǔ        | -          | La valle. Indica un'apertura tra due monti in cui scorre acqua con sotto il componente, la bocca spalancata in senso metaforico, che indica che questo sentiero scavato dal corso d'acqua tra le montagne sconfina in una valle pianeggiante o che semplicemente indica il concetto di pertugio e dunque un passo in montagna (山口, che intende 山道 o 山坳; la sua definizione è 穿越山脉或山脊的路线 oppure 两山间凹下的地方). La sua versione originale è 𠔌, in cui si vede che i due tratti che indicano il fluire dell'acqua si sono fusi, rendendo il carattere meno chiaro. Nel carattere che indica la valle converge pure la semplificazione di 穀 gu3, che indica il grano, il mais e i cereali ed è composto dal radicale del grano in basso con tutt'intorno la chiave di lettura 𣪊 variante di 㱿 que4, che grossomodo indica il concetto di colpire, qui forse riferito ai cereali pestati per essere sgusciati e separati dalla crusca o all'atto di pestare le spighe raccolte per separare la paglia dai chicchi (come terza ipotesi marginale, può indicare i chicchi sgusciati pestati e macinati per essere polverizzati in farina). Indicava pure una guaina/fodero in cuoio per tenere un'arma. - - - 谷、欲 |
| 豆       | 151     | Dòu       | -          | La coppa sacrificale. In origine era la raffigurazione frontale di una coppa in legno rotonda con un piedistallo in basso. Questo utensile serviva a contenere cibo e si utilizzava anche durante alcune cerimonie sacrificali. Una versione vicinissima all'originale è 𣅋 (il tratto orizzontale in cima non è originale). Oggi a partire da un prestito fonetico sta ad indicare i legumi, per esempio i fagioli e la soia (è per questo motivo che si vede indicato molto spesso come "il fagiolo", ma non spiega cosa sia il disegno originale e in più è fuorviante). Questo vocabolo a partire dal periodo Han ha sostituito il vocabolo 菽 shu1. Per indicare bene il concetto di legumi, è stata pure coniata la variante in disuso 荳. Questo pittogramma compare nel carattere 登 deng1, che indica il concetto di salire/ascendere (ma il contenitore era in terracotta e non in legno) e probabilmente contiene un riferimento a un sacrificio. - - - 豆、豉、豌 |
| 豕       | 152     | Shĭ       | -          | Il maiale. È un maiale messo in verticale e ritratto di profilo, ritto sulle zampe, con la testa (tratto orizzontale) e il grugno ben in evidenza, le zampe e la coda (stilizzata con due tratti a destra). È l'ultimo segno dello zodiaco cinese, ha la pessima fama di essere un animale sporco e ingordo ma era una fonte di sostentamento molto importante per i contadini, infatti compare nel carattere 家 (famiglia). Inoltre è uno dei protagonisti del celeberrimo romanzo "Il Viaggio in Occidente" (西游记) di Wú Chéng'ēn 吴承恩, del periodo Ming. Il carattere 豕 indica comunque un maiale di cui non è specificato niente: di contro, 𢑓 è un maiale maschio siccome nel pittogramma originale i genitali sono ben in evidenza (è il maiale che compare in 家 < 𡩀), mentre 豖 chu4 in origine era il pittogramma di un maiale castrato siccome i genitali sono disegnati staccati dal corpo. L'interpretazione per cui l'ultimo carattere è un maiale con le zampe legate è etimologia folk basata sulla stilizzazione fuorviante del carattere. Un altro pittogramma che raffigura un maiale è 亥, ma non è un radicale Kangxi. - - - 豕、象、豪 (la parte in alto rende la pronuncia)、豫 (予 non esiste come radicale. Sono due mani che si passano un oggetto) |
| 豸       | 153     | Zhì       | -          | Il gatto, il felino. È un gatto messo in verticale e ritratto di profilo. In cima si vedeva la testa rotonda con due tratti che indicavano la bocca spalancata (a volte la testa conteneva soltanto un occhio enorme), un tratto verticale per disegnare il corpo completamente ritto e due zampe (mancava la coda). Oggi, nella stilizzazioni, sono riconoscibili la testa, il corpo reso sinuoso e inarcato e due zampe. Il gatto era usato nelle risaie per acchiappare i topi o allontanarli dalle coltivazioni di bachi da seta. Un utilizzo simile era presente nel Giappone tradizionale (solo in quello moderno si è iniziato a valorizzare come animale da compagnia). Questo carattere, che indica il gatto e in generale i felini (e.g. la iena), si trova anche nel nome di una bestia mitologica, lo 獬豸 xièzhì o 解廌 che assomigliava a un bue o un leone con un corno sulla fronte (la stessa chiave di lettura del primo carattere ha un riferimento a un corno e al concetto letterale di tagliare/sviscerare), ragion per cui a volte viene chiamato per errore "la bestia mitologica, l'animale mitologico" e simili. Lo xiezhi compare stilizzato nella versione tradizionale del carattere 法 (la legge), ovvero 灋. Il suo utilizzo diventa comprensibile se si conosce lo xiezhi: era una bestia che, al tempo dell'Imperatore Shun, veniva utilizzata per capire e distinguere chi era innocente e chi era colpevole in una diatriba. Lo xiezhi sapeva individuare il colpevole e lo infilzava con il corno sulla fronte. Nel carattere antico si vede una distesa idrica (se non tratteggia un ambiente/setting, indica la superficie di una distesa idrica, quindi l'equità e bilanciamento), un uomo che esce da una caverna forse per recarsi dallo xiezhi (o il concetto di "espellere/eliminare") e in cima 廌 zhì, la stilizzazione dello xiezhi con il corno in cima, il corpo, il volto, un occhio nella sua versione originale (cioè messo in orizzontale, come quello del radicale del cerbiatto spiegato più avanti), la coda e due paia di trattini per indicare due zampe. Lo xiezhi indica dunque la giustizia e la legge. - - - 豸、豺、貂、貌、貉 |
| 貝       | 154     | Bèi       | -          | La conchiglia, il guscio di lumaca di mare; la valuta. È un ritratto di un guscio di lumaca di mare striato. I due tratti in basso derivano da una stilizzazione e hanno portato all'interpretazione parzialmente errata che sia un guscio di un mollusco bivalve aperto. Lo storico Sima Qian, vissuto sotto la dinastia Han, disambigua che in Cina prima del periodo delle "Primavere e Autunni" si usavano le conchiglie delle lumache di mare come moneta, insieme a coltelli, gusci di tartaruga e stoffe pregiate come la seta. Il carattere 租 zu1 ("affittare") mostra anche come si usasse il grano, ovvero parte del raccolto, per pagare l'affitto di un terreno al proprietario terriero. Le monete, spesso coniate in bronzo, rame e ferro, apparvero durante i secoli di guerra e avevano una forma allungata per imitare la forma allungata di alcune conchiglie marine. Altre ancora erano rotonde e avevano un foro quadrato in centro per legarle insieme. Durante il Rinascimento cinese (dinastia Tang e Song) si inventò la cartamoneta per sostituire le collane di monete quando il pagamento era eccessivo: in caso contrario, sarebbe stato necessario portarsi dietro troppe monete di metallo o pesanti collane. La cartamoneta era stampata con il metodo ad impressione con lastre di legno, come se fossero timbri: la stampa ad impressione esisteva già nella dinastia Han ma si sviluppò solo durante i Song e raggiunse un primo apice di diffusione sotto i Ming. I tributi venivano pagati anche dagli stati vassalli, cioè sotto la protezione dell'imperatore cinese (ex. penisola coreana, Vietnam). Il carattere semplificato è 贝 e si può usare da solo. - - - 贝、赋、赔、财、购、账、贩、贱、贿、赂、赃、赌、赎、贼、赠、贩、赐、费、赛、贪、贺、赞、负、货、贸、贵、贷、资、赏、赁、贤、责、贫、贡 |
| 赤       | 155     | Chì       |            | Il rosso fuoco, il colore rosso. È un uomo in piedi (大, stilizzato come 土 esattamente come in 去) davanti al fuoco, disegnato in basso e poi stilizzatosi. Nelle varianti 𤆍 e 𡗩 (membri invertiti), i due componenti sono chiaramente identificabili. Una terza variante basata su un compromesso tra quella moderna e originale è 灻, in cui il fuoco in basso è ben riconoscibile. Questo carattere indica pure il concetto di "nudo/svestito" e in 赤字 di deficit (forse con un riferimento al fatto che si resta senza risorse e/o al fatto che i conti in deficit sono detti "conti in rosso"). - - - 赤、赦、赫、赭 |
| 走       | 156     | Zǒu       | 走字旁     | La marcia, la corsa. Il pittogramma originale (𧺆) ha un uomo giovane con un braccio alzato e uno abbassato per indicare il concetto di marcia o corsa con vigore giovanile 夭 yao1 con sotto l'impronta del piede orientata verso l'alto 止. La parte in alto del carattere è l'uomo giovane stilizzato come 土 (come in 去 e 赤). Indicava dunque l'atto di percorrere, marciare e camminare (in cantonese e nei Minnan significa "correre"). Xu Shen indica il significato con la sillaba 趨 (> 趋 qu1), che significa "affrettarsi, andare di fretta, sbrigarsi". Siccome si rimanda a una persona che compie un atto energico e di sforzo, si usa il nome "la marcia, la corsa" (si può trovare con altri nomi; il più diffuso, "camminare", rispecchia solo il significato moderno ma si può confondere con 辵, "il cammino"). Una variante nata forse da una stilizzazione della variante arcaica 㞫 o di un carattere simile è 赱. Si può usare da solo. - - - 走、起、赶、赵、趣、越、赴、趁、趋、趟、越、超、趁 |
| 足       | 157     | Zú        | 足字旁     | Il piede; la gamba. È un piede 止 in origine ritratto non come impronta sul terreno: è un'intera gamba piegata con il piede, poi stilizzata come una semplice forma tondeggiante talvolta confusa con un ginocchio squadrato nell'etimologia folk. Secondo l'interpretazione errata di Xu Shen, è il piede 止 con sopra una zona recintata 囗 (人之足也。在下。从止口). Ma una glossa di Xu Xuan spiega meglio il componente in alto: 徐鍇曰：口象股脛之形, cioè spiega che stilizza l'intera gamba. A lato dei caratteri, compare compresso, come nel carattere 路 . Si può usare da solo, ma è considerato formale. - - - 足、踢、跳、踩、跪、趾、跑、跟、踏、趴、跃、距、路、践、跨、跛、跪、蹬、踪、踊 |
| 身       | 158     | Shēn      | 身字旁     | La donna incinta, il corpo. Originariamente indicava una donna in gravidanza messa di profilo e con un braccio alzato. Oggi sono ancora visibili la testa ridotta a un punto, il pancione e una gamba (un tratto orizzontale, oggi incurvato, è stato aggiunto forse per rimarcare il concetto di corpo intero, altrimenti va spiegato con altre ipotesi). Oggi indica in generale il corpo, la salute e la durata della vita. La versione disegnata al contrario di questo pittogramma è 㐆, ma non è radicale Kangxi. Si può usare da solo. - - - 身、躲、躺、躬 |
| 車       | 159     | Chē       | -          | Il carro. È un carro inquadrato in visione a filo di piombo, con il corpo centrale (a volte si vede solo l'asse portante verticale) incrociato con l'asse orizzontale a cui sono collegate le due ruote ritratte come due cerchi con una croce X dentro. Le versioni più arcaiche erano molto elaborate rispetto a quella tradizionale (una variante arcaicizzante è 𠦴). In 車 si vede una sola ruota squadrata con l'asse in origine orizzontale che la percorre (ma un'altra interpretazione la vede come il corpo del carro percorso dall'asse orizzontale delle ruote, oggi ritratto in verticale, quest'altra ipotesi parte dal presupposto che la versione tradizionale nasce da una versione che aveva disegnato anche il corpo del carro e non prende in considerazione il fatto che le forme rotonde, come per esempio quelle delle ruote, diventano squadrate, ragion per cui quest'ipotesi andrebbe chiarita). Nel cinese moderno si incontra semplificato in 车. Si può usare da solo. - - - 车、辆、转、轮、轨、软、轻、轴、轿、辅、辖、辅、辍、辕、辙、辑、辈、舆 (è incasellato nel carattere 舁 yu2) |
| 辛       | 160     | Xīn       | -          | Il coltello per marchiare i prigionieri; il cesello. È un coltello usato per marchiare i prigionieri messo in verticale, con l'impugnatura in alto e la lama in basso, assottigliata in un tratto verticale; questo coltello, essendo anche un cesello, serviva anche a decorare e intarsiare il legno in carpenteria. La versione originale è 䇂, dopodiché si è aggiunto un trattino extra a partire dalle versioni del periodo degli Stati Combattenti. Una variante tuttora in uso è 亲 e vi converge il carattere 𣓀, cioè un coltello per marchiare i prigionieri con sotto un albero. Quest'altro carattere indica il ramo di nocciolo, abbastanza flessibile per essere usato per fustigare qualcuno. 辛, come prestito fonetico, anche l'ottavo Tronco Celeste. Indica anche il concetto di sofferenza e amarezza e viene indicato infatti con questi tre nomi, ma non indicano di preciso da che pittogramma derivi In molti caratteri che indicano i prigionieri diventati schiavi, si semplifica in 立 in cima, falso amico. Tre esempi sono 接, 竟 e 童. - - - 辛、辣、辟、辨 (il coltello stilizzato come nel carattere 辨 e 班 non esiste come radicale, contrariamente alla versione in caratteri come 到) |
| 辰       | 161     | Chén      | -          | Il coltello di conchiglia; l'uomo che si arrampica, l'arrampicata. Si tratta di un oggetto per tagliare l'erba e le piante nel periodo di maggese messo in piedi, con impugnatura verticale e una conchiglia di ostrica larga e affilata (simile a quella da cui si raccolgono le perle, l'ostrica perlifera, per dare l'idea), cioè 蜃 shen4 (variante 蜄) usata come lama, visibile in cima e dotata di attaccatura. 蜄 indicava anche un dragone marino che aveva il potere di mutare la propria forma e dunque di creare i miraggi. La stilizzazione ha reso l'attaccatura e il manico irriconoscibili (gli ultimi due tratti a destra sono la stilizzazione del manico). Due varianti arcaicizzanti sono 𠨷 e 𨑃. Appare anche nel carattere 耨 nou4, che indica un antico attrezzo agricolo simile a una zappa (radicale dell'erpice; la chiave di lettura 辱 ru4, che oggi significa "vergogna", in origine indicava l'atto di tagliare l'erba o zappare. La vergogna deriverebbe dalla rovina del raccolto se si sbaglia il periodo di raccolta o simili, una situazione per cui si veniva derisi: Xu Shen scrive 失耕時，於封畺上戮之也 ovvero 有人错过农耕时机，人们就在封土上羞辱他). Come prestito fonetico, è anche il quinto Ramo Terrestre, che indica il mattino presto, da cui forse deriva il concetto di "alba", oggi indicato con 晨 chen2. Il quinto Ramo Terrestre nell'oroscopo indica il drago e equivale al terzo mese del calendario lunare, di cui Xu Shen dà una descrizione: 三月，陽气動，靁電振，民農時也, ovvero un mese in cui il soffio vitale Yang (la positività, l'attività e l'energia) si mette in moto e in cui il cielo tuona (ci si metteva a falciare e raccogliere ciò che era cresciuto). Una glossa aggiunge molte altre informazioni: 辰、伸也。物皆伸舒而出也。季春之月。生氣方盛。陽氣發泄。句者畢出。萌者盡達。二月靁發聲。始電至。三月而大振動. Spesso questo radicale viene indicato con il nome "l'alba, il periodo", ma non spiega nulla della sua origine e si basa solo sulla traduzione. Secondo un'altra interpretazione, che è anche quella di cui parla Xu Shen, vuole che sia la versione originale di 振, "scuotere": è un dirupo sul quale si arrampica una persona con un braccio alzato e inquadrata di profilo 人. Per quanto spieghi apparentemente caratteri come quello sopracitato e in parte quello che indica il terremoto 震 zhen4 (ma in origine indicava il tuono e il tuono che colpisce), l'ipotesi è supportata solo dalla somiglianza grafica. In più, secondo Schuessler (2007), l'autore di un celebre dizionario etimologico dei vocaboli cinesi incinese antico, spiega che il significato di scuotere e simili deriva dal concetto della vita che si rimette in moto nel terzo mese lunare e all'alba (non lo lega comunque al concetto di falciare l'erba con un coltello di conchiglia). Il carattere 振, a cui si aggiunge il radicale della mano, indica l'atto fisico di scuotere, mentre in 娠 shen1, che indica la gravidanza, si vede un riferimento al feto (e quindi di nuovo alla vita che si rimette in moto, l'alba di una nuova vita) che si muove nel pancione della madre incinta. 晨 chen2, che ha proprio il radicale del sole compresso in cima, indica come già accennato l'alba, in cui i contadini si alzavano per ricominciare a lavorare i campi. Nel carattere 唇 zhen1, in cui converge la semplificazione di 脣 chun2 (le labbra; ha il radicale della carne), indica il concetto di tremare per la paura (e quindi le labbra che tremano o la voce che trema per l'agitazione). Le labbra invece vengono pensate come il bordo della bocca (si pensi al bordo affilato della conchiglia) e/o a qualcosa che si agita mentre si articolano le consonanti e vocali. 脤 shen4 indica la carne cruda per i rituali sacrificali, rimandando al fatto che è tagliata (si pensi a caratteri come 祭). In 震 indica il tuono e successivamente il terremoto, ma il significato si può collegare tranquillamente al drago siccome i draghi, nella cultura popolare cinese, avevano il potere di controllare la pioggia e i tuoni; quello di scuotere a partire dal concetto di vita che si rimette in moto è invece già molto chiaro. Pertanto, si viene a creare un'interessante rete di significati che aiuta nell'etimologia delle parole, filologia dei caratteri e disambigua cosa significa il radicale. - - - 辰、辱 |
| 辵       | 162     | Chuò      | 走之旁     | Il cammino. Una variante obsoleta meno stilizzata è 𣥆, per cui il carattere raffigura la parte a sinistra di 行, cioè la parte a sinistra di un incrocio inquadrato a filo di piombo 彳 (sembra dunque di notare un incrocio a T) con sotto l'impronta del piede orientata verso l'alto 止 stilizzata per indicare il movimento lungo una strada o tragitto (il tratto orizzontale in alto diventa ricurvo per accomodarsi alla stilizzazione ricurva dell'incrocio a T). Nella fusione, il tratto verticale dell'incrocio a T sparisce; per tutto il resto, i due componenti sono riconoscibili. La versione in cinese semplificato è 辶 e in alcuni font ha due punti invece di uno (la versione con due punti ⻍ si ritrova nel Dizionario Kangxi ed è arcaicizzante). Restano dunque uno o due tratti per indicare l'incrocio a T, mentre il piede perde quasi tutti i suoi tratti e viene solo accennato/tratteggiato. Il nome in cinese non è molto chiaro e rischia di essere fuorviante perché lo descrive come il carattere "camminare" 走, se si prende il significato moderno, ma i due caratteri sono diversi e distinti. In più, zou3 in origine indicava l'andare di fretta e la corsa e non indicava il semplice atto di percorrere un cammino. Il nome in cinese, dal punto di vista filologico, presenta dunque alcuni problemi di fondo. - - - 进、这、這、边、迈、达、运、巡、过、连、远、道、迎、速、退、送、通、还、迁、途、近、迟、逼、迫、选、迹、追、遇、遗、返、违、迪、遥、远、逮、逊、遭、遏、邋、遢、透 |
| 邑       | 163     | Yì        | -          | La città. È un recinto 囗 che rimanda ad un agglomerato di case, con in basso una persona inginocchiata stilizzata come 巴 (falso amico del pittogramma di un serpente) per indicare un posto delimitato in cui vivono in pianta stabile molte persone insieme. La versione semplificata è [-- 阝] ed è identica alla semplificazione del radicale della collina, ma il radicale della città è scritto a destra e non a sinistra. - - - 邑、邓、那、邦、邮、邻、郊、郑、部、郭、邪 |
| 酉       | 164     | Yǒu       | -          | L'anfora di vino. È il disegno in visione frontale di un'anfora panciuta con l'orlo, la bocca stretta e il corpo panciuto che va assottigliandosi verso la base. Si usava per conservare o fare fermentare il vino di miglio, un liquore a base di mucillagine di miglio e lievito prodotto quando maturava il miglio nell'ottavo mese secondo il calendario tradizionale (Xu Shen riporta 就也。八月黍成，可爲酎酒。象古文酉之形). Indicava il vino, oggi scritto come 酒 jiu3. Come prestito fonetico, indica anche il decimo Ramo Terrestre del calendario lunare. Xu Shen riporta una variante arcaica del carattere you3, che è 丣, che dunque indica un'anfora. Questa stessa anfora si nota nel carattere 留 liu2, "lasciare" (variante 畱 e variante corrotta ma simile 𤲢), perlomeno secondo la grafia moderna. - - - 酋、配、酌、酝、酿、酸、酵、酚、醋、酣、酪、酥、酱、酊、酶、酷、酹、醉、醒、醇、酬、酗 |
| 釆       | 165     | Biàn      | -          | L'impronta di animale, la zampa di animale. Il carattere indica l'impronta di un animale selvatico: nelle primissime versioni si nota una croce scritta come "+" con due punti in cima o un punto per ogni quadratino, il tutto per indicare l'impronta sul terreno (non si confondeva con il pittogramma del riso siccome la parte in alto o in basso del tratto verticale della croce finiva con un andamento curvo); il tratto obliquo in cima è un'aggiunta successiva, se non deriva dalla stilizzazione della curva della cima del tratto verticale. In origine significava "zampa di bestia selvatica", richiamata attraverso il disegno della sua impronta. Due varianti del carattere sono 𠂠 e 𤓳. Questo radicale si trova compresso accanto alla chiave di lettura oppure, in 番 fan1, si trova compresso in cima. Questo carattere indicava la zampa di animale, oggi fan2 蹯, e oggi indica il concetto di fare a turno e indicava pure i "Fan", le persone non-Han che vivevano a ovest dell'Impero cinese (si pensi alle parole che indicano il pomodoro, importato in Cina dall'Occidente: si chiama 西红柿 e 番茄; il primo significa "il caco rosso dell'Occidente", come appariva nella mente dei cinesi, mentre il secondo è originario del dialetto cantonese e indica "la melanzana dei Fan", mentre 车厘茄 che1lei4qie2 sempre dal cantonese indica i pomodori-ciliegini; "che1lei4" è un calco dell'inglese "cherry" da "cherry tomato". In Min Dong si chiama 番柿, "il caco dei Fan", mentre nei dialetti mandarini/settentrionali si dice 洋柿子, cioè "il caco d'oltreoceano". Queste informazioni fanno parte della dialettologia cinese, che è molto vasta e si lega pure alla linguistica storica). Questo carattere si usava pure nel nome della capitale del Regno di Nanyue, Panyu 番禺. Il regno fu fondato da un ex-ufficiale del periodo Qin (in cui si parlava il cinese antico) dopo la decadenza e caduta della breve dinastia e fu conquistato dall'Imperatore Han, che dunque inaugurà il primo Bac thuoc (la prima Appartenenza al Nord della storia del Vietnam. Le quattro occupazioni sono legate all'ingresso dei sinogrammi in vietnamita, che compongono il sistema Chu' Nom, che possiede caratteri nazionali e Han tu'. In Corea, quelli che furono chiamati hanja in un contesto di occupazione siccome gli Han nello stesso periodo avevano conquistato pure Goguryeo, dividendolo nelle Nove Comanderie Han poi riconquistate dai coreani, e in Giappone quelli che furono chiamati kanji sono entrati in un contesto pacifico grazie ai coreani del Regno di Baekje e alla figura semi-leggendaria di Wani; dalla stilizzazione di alcuni kanji derivano il katakana e l'hiragana). Dalla pronuncia della capitale "Panyu", si può ricostruire un suono bilabiale in primo cinese medio (da una lenizione di *bj-, *pj- e *phj-, secondo la ricostruzione Baxter 2011, deriva in Primo Mandarino, ovvero il cinese parlato al tempo del khanato mongolo/Dinastia Yuan, il suono labiodentale /f/; il coreano e il vietnamita nelle varietà antiche preservano il suono originale bilabiale). 釆, in origine l'impronta di animale e/o zampa di animale, era usato anche da solo per indicare "distinguere", poi e stato sostituito con 辨 bian4; per questo motivo il radicale si può vedere indicato come "la distinzione, rimarcare, la differenziazione" o simili, anche se non indicano precisamente da cosa deriva. Lo stesso Xu Shen riporta questa informazione nella sua definizione di biàn: 辨別也。象獸指爪分別也. Il carattere bian4, a causa della sua somiglianza estrema con 采 cai3 che portavano a degli errori di scrittura, era intercambiabile con cai3. Lo stesso errore viene riportato a livello di grafia, pronuncia e spiegazione filologica anche in alcune compilazioni. "Cai3" indica una mano in cima stilizzata come un artiglio e intenta o a strappare una piantina e/o a raccogliere dei frutti che si trovano in cima (questa seconda interpretazione è legata alla variante che in basso possiede 果 invece di 木); significa "raccogliere; scegliere; colore; vestito colorato; il talento letterario". Cai3 si trova in 菜、彩、踩 e 睬, mentre bian4 釆 si trova in 释、番、悉、釉 (nel terzo non è radicale). - - - 释、釉 (nel nome 釉里红, un celebre tipo di porcellana cinese)、番                                              |
| 里       | 166     | Lǐ        | -          | Il villaggio; il li, il mezzo chilometro. Rappresentava il posto in cui si vive, rappresentato come un campo coltivato o risaia inquadrata a filo di piombo e, sotto, un cumulo di terra che oggi appare incollato graficamente al campo. Indicava pure il li, cioè un'unità di misura cinese tradizionale che oggi corrisponde grossomodo a mezzo chilometro. Si poteva usare, per esempio, per misurare le terre e i campi, come indica il carattere stesso, o rimanda al bisogno di suddividere i campi per fini organizzativi (e.g. stabilire la proprietà, decidere dove coltivare cosa...; si pensi poi al carattere che indica la ragione/razionalità 理, che ha il radicale della giada e in origine indicava l'atto di tagliare -e dunque di suddividere- la giada). Tuttavia, questo nome non indica bene cosa effettivamente raffigura il radicale. Si può trovare da solo e significa anche "dentro, interno". Il carattere per indicare l'interno, che in origine indicava la fodera del vestito, era ben riconoscibile prima della semplificazione, siccome era scritto 裡 (radicale del vestito compresso a lato; variante 裏 in cui la parte in alto del radicale si scolla per aprirsi in due e ospitare la chiave di lettura): nella semplificazione converge in quello del li/villaggio. - - - 里、野、量、重 |

### Radicali di 8 tratti (八画)
| Radicale | Unicode | Pinyin | Altri nomi | Nome del radicale, descrizione e varianti, utilizzo se slegato |
| -------- | ------- | ------ | ---------- | --- |
| 金       | 167     | Jīn    | 金字旁     | Il metallo; il rame. In origine, prima del V° secolo a.C., indicava il rame; successivamente ha iniziato a indicare il metallo in generale (a volte si trova indicato come "oro", ma è un significato posteriore ed è troppo specializzato). Indica il metallo in generale e, nella primissima versione attestata nei bronzi, si vedono due minerali o due lingotti, ovvero due trattini in colonna (in alcune versioni ce ne sono più di due). A questi due minerali si affiancava il componente che oggi appare come 全 e che appariva come un triangolo con la punta rivolta verso l'alto con sotto attaccato 土. In alcune versioni, il carattere appariva già come appare oggi, con i minerali o lingotti inclinati (se ne potevano trovare anche tre o quattro). Una variante arcaicizzante è 𠉓. Questo carattere che affianca o circonda i due minerali/lingotti, ovvero una forma che ricorda 全, ha numerose interpretazioni; la più probabile, che si basa sulle prime versioni e non appartiene all'etimologia folk, vuole che 全 sia 士 (il pittogramma di un'ascia cerimoniale in giada per rimandare al concetto di minerali preziosi, poi stilizzata come 士) con sopra 亼, ovvero la bocca sorridente spalancata scritta sottosopra, qui intesa come la proto-forma di 今 jin1 per rendere la pronuncia del carattere. Xu Shen illustra il componente 全 come degli strati di terra, ma il disegno originale non contiene alcun riferimento alla terra. Tuttavia, indica correttamente il componente in cima come 亼 (生於土，从土；左右注，象金在土中形；今聲). L'interpretazione per cui questo componente è una fornace per metalli con un tettuccio in cima è quasi sicuramente etimologia folk. La versione a lato si comprime in 釒e in Cina è oggi semplificata, ex. 钱 (spariscono i due metalli/lingotti). In Cina si usa molto come radicale per classificare i composti chimici nella tavola periodica. - - - 金、银、铂、锻、钢、铁、镐、钟、铜、钉、针、铅、锁、铐、锣、错、钱、钚、镜、钓、钥、铜、钏、铝、锋、锦、销、铺、锯、镇、锋、镝、镖、铃、钙、钦、锐、铺、锈、铭、钦、镶、鉴、鏖、鉴、釜 |
| 長       | 168     | Zhǎng  | -          | I capelli lunghi. Sono i capelli lunghi di una persona, di cui si vedono le gambe in basso. Poiché la crescita dei capelli è segno del trascorre del tempo e quindi dell'età, indica anche il concetto di "crescere". La versione semplificata in Cina è 长 e in altri caratteri si trova come 镸, variante che forma a sua volta un altro radicale, ⾽. Oggi non si usano caratteri aventi questo radicale. Si può però trovare da solo e come chiave di lettura, per esempio in 张 . - - - 套、肆 |
| 門       | 169     | Mén    | -          | La porta a due battenti. Rappresenta la visione frontale di una tipica porta contadina, con due battenti in alto, due stipiti verticali (in delle versioni si vede anche una linea orizzontale più in alto rispetto ai battenti per indicare lo stipite orizzontale in cima) e uno spazio vuoto in basso per fare circolare l'aria e gli animali. Assomiglia vagamente alla porta di ingresso dei saloon. Una variante del carattere è 𨳇 e la versione semplificata in Cina è 门. La porta a un battente 戶, da cui deriva 戸 > 户, non solo visivamente ha un solo battente se paragonata al radicale mén in versione tradizionale e alla sua variante, ma si può immaginare come la parte a sinistra del radicale mén (ovvero 𠁣). - - - 门、问、间、闽、阐、闯、闭、闲、闷、闹、闻、阅、闩、闪、闫、闾、阀、阁、阉、阑、阔、阂 |
| 阜       | 170     | Fù     | -          | La collina. È un pendio che, nella grafia del piccolo sigillo, era disegnato come il radicale del dirupo 厂 con, attaccati alla linea leggermente curva discendente, tre forme simili a spuntoni orientati verso il basso. Sarebbero i gradini di una scalinata in salita. In cima sono poi stati aggiunti tre pallini in fila, forse sassi o alberi. Oggi i tre pallini si semplificano in un punto, per cui la variante più conservativa è 𨸏. Successivamente, i gradini si sono ridotti a due, ottenendo dunque una forma quasi identica a 𠂤; il terzo gradino in basso si è conservato presumibilmente stilizzato come una croce. Questo carattere si trova nel nome della città natale di Confucio, Qufu 曲阜, nell'antico stato di Lu (鲁国), di cui esistono degli annali che spiegano la sua storia anno per anno. Il carattere è stato ulteriormente semplificato in [阝--]. Il carattere semplificata è usato sempre a sinistra; la sua stessa forma nel lato opposto di ogni carattere indica la città. - - - 阜 (in 曲阜)、队、阴、阳、防、阶、阻、附、际、陈、降、限、陕、院、除、险、隋、隧、阵、陌、陪、陡、隆 (in 吉隆坡)、陵、阵、陶、阪 (in 大阪)、陀 |
| 隶       | 171     | Dài    | -          | La sottomissione, la cattura, afferrare. "Dài" è una stilizzazione di un carattere molto simile a 聿 ma scorrelato da esso in primis perché la parte in basso non è appiattita). Il carattere è la mano stilizzata a grugno che regge in verticale una coda di animale con dei peli, per cui un animale viene catturato, sottomesso e non può più sfuggire. Successivamente dài è diventato radicale di un nuovo carattere scorrelato, 隸 Lì, che si semplifica togliendo la chiave di lettura. "Lì" indicava lo schiavo e il nome di uno stile calligrafico, lo "Stile degli scrivani" 隶书 Li4shu1. Dal nome si ricava l'informazione che questi schiavi avevano (anche) la funzione di scrivani/scribi. Il radicale, pur avendo una sfumatura di significato di sottomissione, non si riferisce agli schiavi e non si pronuncia "Lì". La confusione deriva forse dal carattere "Lì". Oggi non si usano caratteri aventi questo radicale. Però si trova come componente in 康, ma è un falso amico perché rappresenta una rete su cui si raccoglie il grano separato dalla spiga con un bastone simile al correggiato. In basso sono visibili dei tratti che indicano la paglia che cade per terra, oltre la rete. Inoltre è scorrelato anche dal carattere 录: è l'argano di un pozzo con sotto l'acqua del pozzo che viene attinta. |
| 隹       | 172     | Zhuī   | 隹字旁     | L'uccello con la coda corta. È un uccello simile a un passero in piedi ritratto di profilo, con il becco e parte della testa in alto ridotti in un tratto ricurvo, un punto che indica il resto della testa, il corpo ridotto a un tratto verticale e un'ala di lato. La coda corta e le zampe sembrano essere sparite. In cinese pre-classico si poteva usare e livello di prestito fonetico come particella per introdurre un discorso, esattamente come 聿, o come antichissima copula. Poi, tramite una specializzazione, è stato creato il carattere che in origine indicava la copula, ovvero 惟, la sua variante 唯 e infine 维 come prestito fonetico. Quest'antichissima copula è stata poi sostituita in cinese classico (e dunque a partire dal periodo Han) da 是, in origine un deittico prossimale ("questo/a"). - - - 难、雄、雌、耀、雇、集、雕、雁 (il componente esterno rende in parte la pronuncia) |
| 雨       | 173     | Yǔ     | 雨字头     | La pioggia. Sono delle gocce di acqua in colonna che scendono da un'enorme nuvola in cielo a forma di 山 scritto sottosopra (oggi sembra una forma 㞢 messa sottosopra: la linea orizzontale in alto al radicale, poi fusa con il tratto verticale in mezzo, in origine era assente). Oggi le gocce d'acqua sono inserite dentro la nuvola. Una variante riportata da Xu Shen è 𠕲. Si può usare da solo. Sopra la chiave di lettura, si comprime, ex. 雪 . La spiegazione per cui il radicale rappresenta delle gocce d'acqua su una finestra è etimologia folk siccome le ossa oracolari non mostrano alcuna finestra. - - - 雨、雪、雹、雷、零、需、霉、霸、霜、震、霖、雾、霞、霍 |
| 靑       | 174     | Qīng   | -          | Il verde germoglio, l'azzurro celeste, il colore dell'Oriente. La versione originale è 𤯞 ed è composta in cima dal germoglio che spunta dalla terra e cresce 生 (< 𤯓) con sotto il minerale di cinabro in una cava/buco 丹 dan1, che oggi indica il rosso cinabro (< 𠂁, variante 𠁿); il cinabro in questo carattere indica il concetto di colore e di tintura della stoffa (era usato come colorante per ricavare nel suo caso il rosso cinabro). Il germoglio in alto si è stilizzato, come anche il cinabro in basso: la versione semi-arcaica è 靑 (tuttora in uso in Giappone), mentre la versione contemporanea ha il cinabro stilizzato come un pezzo di carne o una luna in basso. In origine il carattere indicava il colore dei germogli che spuntano, quindi il colore verde molto concentrato, il verde germoglio. Poi, secondo quanto riporta Xu Shen, ha iniziato a indicare l'Oriente e il colore dell'oriente, ovvero il colore celeste: 東方色也。木生火，从生丹。丹青之信言象然. Riguardo al cinabro usato in questo carattere, una glossa riporta 丹、赤石也。赤、南方之色也. [...] 丹靑之信言必然。俗言信若丹靑。謂其相生之理有必然也。援此以說从生丹之意. Quindi il cinabro è una pietra di un colore rosso caratteristico, il rosso cinabro, un rosso acceso, molto diverso dal verde germoglio e dall'azzurro celeste e, secondo il glossatore, indica il sud. In base a questa glossa, se il cinabro aveva già un riferimento a una direzione nella rosa dei venti, nel carattere rimanda non solo al concetto di colore, ma anche al concetto di direzione, per cui il verde germoglio e l'azzurro celeste vengono collegati all'Oriente in modo più forte. Più avanti a iniziato a indicare pure il colore nero, in passato indicato pure da 玄 e oggi indicato in modo inequivocabile da 黑; il blu-azzurro si indica con il colore dei petali di indaco 蓝 e il verde si indica con 绿, che contiene un riferimento alla tintura della seta con i colori reperiti in natura. Siccome aveva un riferimento ai germogli che crescono e sono verdi perché appena spuntati, ha iniziato a indicare la giovinezza/l'età in fiore, la primavera e il concetto di "lussureggiante". Si può usare da solo. Se si aggiunge il radicale dell'acqua a questo carattere, indica il nome dell'ultima dinastia imperiale cinese, la Dinastia Qing (清朝), di origini mancesi. - - - 青 ( 靑 )、静、靛 |
| 非       | 175     | Fēi    | -          | Le ali spiegate, non essere. È il pittogramma di due ali d'uccello spiegate mentre vola, messe in piedi e inquadrate frontalmente o di schiena. Si può usare slegato e, nel linguaggio formale o in alcune parole, significa "non essere". Xu Shen indica come significato antico "violare", che a volte si potrebbe trovare come nome del radicale, ma non spiega nulla della sua composizione. Forse questo significato deriva da quello di "allontanarsi" da una regola collegato da "allontanarsi" in volo, altrimenti la sua etimologia va ricercata altrove. Il vocabolo in cinese antico deriva a livello etimologico da una fusione della pronuncia di 不 e di 惟, un'antica copula. - - - 非、靠、靡 |

### Radicali di 9 tratti (九画)
| Radicale | Unicode | Pinyin   | Altri nomi | Nome del radicale, descrizione e varianti, utilizzo se slegato |
| -------- | ------- | -------- | ---------- | --- |
| 面       | 176     | Miàn     | -          | La faccia, il volto. È un volto frontale stilizzato e incorniciato, in cui spicca un occhio enorme incorniciato, stilizzato in modo simile a 自 (l'aggiunta della linea orizzontale in cima è successiva, tale per cui diventa 𦣻). Se quindi si incornicia questa forma per indicare in modo stilizzato il viso, si ottiene proprio 面. Si può anche usare da solo e in più indica il concetto di "rispetto": in Cina e in Giappone, "perdere la faccia" è un modo colloquiale per dire come la persona colpita abbia perso la sua reputazione, la sua "faccia" (cinese "Mián", giapponese "Menboku"). In più, se una persona perde la faccia, anche le altre entità che rappresenta o di cui fa parte (ex. azienda, familiari) perdono la faccia perché il singolo, nella filosofia confuciana, è un microcosmo che fa parte di un macrocosmo e il suo operato ha ripercussioni su di esso. Indica pure il concetto di superficie. Il carattere oggi indica anche la farina ma nella versione tradizionale si scriveva insieme al radicale del frumento, 麵 . Siccome la parte in basso 囬 è una variante di 回 hui2, che indicava una forma a spirale (forse un mulinello d'acqua), tutto il carattere si può stilizzare nei chu Nom vietnamiti come 靣. Oggi non si usano caratteri aventi questo radicale. |
| 革       | 177     | Gé       | 革字旁     | Il cuoio grezzo. È la pelle di un animale morto inquadrata frontalmente: in cima si vede la testa dell'animale (la stilizzazione presenta due spuntoni in alto; questa stilizzazione si trova anche in cima al carattere 堇 e 黄 nonostante la testa sia umana), sotto si vede una forma vuota per disegnare la pelle aperta e distesa, in basso si vedono due tratti che accennano agli arti inferiori (a meno che sia un tratto per differenziare il carattere dal radicale della pelle) e in basso una linea verticale per accennare alla coda. la pelle animale, dopo che viene trattata, lavorata e raffinata per diventare cuoio conciato, si usava per fabbricare selle, bersagli per allenarsi, il cappuccio degli antichi pennelli prima dell'invenzione del pennello con i peli, briglie, fruste... e si usa anche nella parola 革命, che oggi indica la "rivoluzione", un cambio di pelle/situazione e anticamente indicava lo stesso fenomeno ma riferito in particolare alla deposizione di un imperatore se si credeva che quest'ultimo avesse perso il Mandato Celeste (天命) in concomitanza di disastri naturali. - - - 革、鞋、靶、靴、鞍、鞭、鞠、鞘、鞑、鞑、靼 |
| 韋       | 178     | Wéi      | -          | La zona sorvegliata, la sorveglianza, la guardia, la zona circondata. Indicava il concetto di fare la guardia, sorvegliare e circondare ed è una zona recintata in mezzo 囗 schiacciata in grafia con, ai quattro lati, da due a quattro piedi per indicare il concetto di circondare e sorvegliare; nella versione odierna resta solo un piede in alto e un piede in basso, inoltre il piede in alto appare stilizzato come 𫝀. La versione semplificata è 韦 e si usava come chiave di lettura nel carattere semplificato 围 (< 圍), "circondare". Compare pure in 卫 wei4, che oggi indica proprio la guarda, che in versione semplificata era 衛: si vede una zona sorvegliata in mezzo a un incrocio stradale (la semplificazione in 卫 deriva da una stilizzazione della variante 𠀄 o da una variante di 𫝀 e può essere stata influenzata dalla sillaba del katakana ヱ "we", oggi in disuso ma usato per ricostruire degli antichi dittonghi nella pronuncia sino-giapponese). Oggi 韦 indica "il cuoio conciato" come prestito fonetico e lo stesso radicale viene spesso indicato con questo nome, ma dal punto di vista filologico lo rende totalmente fuorviante. Xu Shen ha fornito un'interpretazione errata siccome ha indicato il recinto in mezzo come mera chiave di lettura indicante la pronuncia e non ha parlato delle versioni più arcaiche: i due piedi in due parti opposte del carattere secondo lui indicava il concetto di "schiena contro schiena", che è un altro nome fuorviante del radicale; peraltro, il pittogramma che indica effettivamente questo significato in origine è 北, che non è radicale Kangxi. - - - 韦、韧、韩 |
| 音       | 179     | Yīn      | 音字旁     | Il suono. È identico a 言, ma in più si aggiunge un punto all'interno della bocca spalancata, per cui è scritta come 甘 (poi stilizzata in 曰); in altre parole, si basa su 舌 ma in più vi si aggiunge un tratto in alto e un tratto in basso. Questo carattere e 言 in passano erano intercambiabili. Poi si è specializzato per indicare il suono con la modifica della bocca spalancata. Il radicale della dolcezza forse vuole indicare un suono armonioso e musicale o ribadisce che il suono esce dalla bocca o semplicemente differenzia i caratteri. Nella stilizzazione, il dorso della lingua è sparito e la forma in basso è una stilizzazione del radicale del sapore dolce, che si scrive come 曰 (la stessa stilizzazione che compare in 香 xiang1 spiegato più avanti, 旨 zhi3 e 者 zhe3. Simili confusioni avvengono pure tra 日 e 曰 in basso). Si può usare da solo. Una variante che indica molto bene il concetto di suono è 𪛏, avente il radicale del flauto di Pan. - - - 音、韵、韶 (nel nome 仰韶文化) |
| 韭       | 180     | Jiǔ      | -          | L'aglio cinese, l'erba cipollina cinese. Sono due piantine di aglio cinese che spuntano dal terreno e le foglie rivolte verso l'alto ("lanceolate"). In nomenclatura scientifica è Allium tuberosum, mentre in inglese è noto come "Chinese leek"; questa pianta fa parte del genere Allium (vi appartiene l'aglio comune, l'Allium sativum), è una pianta infestante originaria della Cina e India ed è usata come pianta ornamentale, condimento o come erbetta medica nella medicina tradizionale cinese forse per le sue proprietà depurative (siccome si usa nei preparati medicinali, secondo gli erbari e le farmacopee è dunque una pianta officinale). 韭 si può usare da solo, ma è estremamente formale. A volte si trova indicato con il nome "porro, aglio, scalogno", ma non è il significato originale. Oggi non si usano caratteri aventi questo radicale. |
| 頁       | 181     | Xié (Yè) | -          | La testa/pagina. È la testa enorme di una persona inginocchiata (forse un bambino) e inquadrata di lato. Si vedono in alto un naso con sopra una linea orizzontale (il ciuffo di capelli che si vedeva nelle prime versioni è sparito), il corpo è sparito e in basso si vedono le gambe, ridotte a due trattini (sono più riconoscibili nella variante 𩑋). La testa stilizzata assomiglia a 首, che a sua volta si chiama "testa" ma che non ha doppi significati (se invece in 頁 si fa perno sul doppio significato, è difficile da confondere). Il carattere 頁, come appena accennato, è stato poi riciclato a livello popolare per indicare la foglia (葉 > 叶) e la pagina, che sono entrambi oggetti sottili. Duan Yucai, in merito a questa questione, nel suo commentario annota 小兒所書寫，每一頁謂之一葉，今書一紙謂之一頁。或作葉，其實當作枼. Per la precisione, fa un parallelismo critico "ogni testa viene chiamata foglia; <ogni> foglio viene chiamato testa". Se si isola il carattere tradizionale che indica la foglia e si vede la chiave di lettura 枼 yè, si nota che in origine indicava le tavole di legno piatte ottenute segando gli alberi e lavorando il legno; da questo significato originale ha iniziato a indicare il tavolo e la foglia, quindi si aggiungono altre informazioni e ulteriore enfasi sul concetto di piatto. Se si punta il focus sul concetto di piattezza, presumibilmente si riferisce alla morfologia del naso: se viene visto di fronte non sporge, se si vede di lato sporge a causa del punto di vista. Altrimenti l'utilizzo si basa sulla mera convenzione o su altre cause, magari richiamate dalla glossa di Duan Yucai. Nel cinese semplificato 頁 si trova come 页 . Si può usare da solo e significa "foglia, pagina", mentre "Xié" è la pronuncia arcaica da cui si ricava l'etimologia "testa". - - - 页、顶、顷、顺、须、项、顿、顾、预、颂、领、颈、颜、题、颠、颈、颂 |
| 風       | 182     | Fēng     | -          | Il vento. Nelle ossa oracolari, il concetto di vento era raffigurato con il pittogramma di un maschio di Fenghuang 鳳 per un prestito fonetico; il Fenghuang viene indicato come una "fenice", in realtà è un uccello mitologico cinese che assomiglia a una chimera. Nelle versioni sui bronzi si è aggiunto a destra il pittogramma di un piatto o vassoio inquadrato a filo di piombo 凡 per indicare la pronuncia e/o differenziare i due caratteri. Successivamente, a partire dal periodo degli Stati Combattenti, tutto il carattere è mutato in 風, ovvero il vassoio per indicare la pronuncia con sotto il radicale dell'insetto 虫 (tuttavia, secondo un'altra interpretazione, sarebbe il rimasuglio di alcuni tratti appartenenti alla coda del maschio di fenice). Tutto il composto indicava che il sole sparisce quando il vento muove le nuvole. Nel pensiero antico cinese, come riporta lo stesso Xu Shen, i venti con il loro flusso creavano gli insetti: 風動蟲生。故蟲八日而化. Xu Shen nella spiegazione del carattere inserisce anche un excursus sulle caratteristiche degli 8 venti nella Cina antica: 八風也。東方曰明庶風，東南曰清明風，南方曰景風，西南曰涼風，西方曰閶闔風，西北曰不周風，北方曰廣莫風，東北曰融風. L'interpretazione secondo la quale il carattere è una vela ricucita gonfiata dal vento appartiene all'etimologia folk. Si può usare da solo. - - - 风、飒 (in origine indicava il vento leggero)、飓、飕、飘、飙 |
| 飛       | 183     | Fēi      | -          | Il volo. In origine si vedevano due ali aperte l'una sopra l'altra (la variante 𠃧 sembra ricalcare la primissima versione), poi il carattere si è evoluto nel corpo di un uccello mentre plana verso l'alto, ritratto in visione forse in visione laterale. Dopodiché, il disegno si è stilizzato ed è diventata una forma 𠃧 intrecciato con 升 sheng1, "ascendere" (il pittogramma di un mestolo messo in piedi simile a 斗). 升 in origine indicava un'unità di misura tradizionale, cioè un decimo di dòu, un decimo di decalitro (solitamente per misurare il grano), ovvero all'incirca un litro moderno di grano. La versione cinese semplificata di 飛 è 飞 (resta solo un'ala) e si può usare da sola. Oggi non si usano caratteri aventi questo radicale. |
| 食       | 184     | Shí      | 食字旁     | ll cibo. Rappresenta in cima una bocca spalancata intenta a mangiare e scritta sottosopra, per cui ha una forma vagamente triangolare; il carattere cinese che più si avvicina a questo disegno è 亼 ji2. In basso è disegnato un contenitore tondeggiante e chiuso di cibo con un sostegno in basso, ovvero 皀. Una variante molto conservativa del carattere è 𠊊. La parte in basso viene scambiata nelle etimologie folk per un cucchiaio o mestolo, tuttavia le versioni sulle ossa oracolari mostrano come esso sia il sostegno della coppa di cibo. Allo stesso modo, la bocca in cima viene scambiata talvolta per il coperchio di una coppa aperta, che invece è chiusa. Il cibo a lato si disegna 飠e in Cina è semplificato come 饣. A sua volta, 皀 è simile a 旨 (versione originale 𠤔), cioè un cucchiaio con sotto la dolcezza per indicare il concetto di "provare, assaggiare" qualcosa (il significato originale si preserva in 嘗 > 尝 chang2). - - - 食、餐、饭、饥、饿、馆、饮、饺、馒、蚀、饼、饱、饪、饰、饲、饴、饵、饶、馈、馅 |
| 首       | 185     | Shǒu     | -          | La testa. Raffigurava in origine una testa stilizzata solitamente messa di profilo, con un occhio grosso 目 e quelli che secondo Xu Shen sono un ciuffo di capelli in cima. Dalle fattezze sulle ossa oracolari, la testa ha una forma allungata e che, in tutti i casi, non sembra umana. Nei bronzi Shang e Zhou si trova o un enorme occhio con sopra un ciuffo di peli (siccome in delle versioni appaiono squadrati, talvolta vengono interpretati come delle corna) o un naso 自 con sopra i peli. Il carattere arcaico è dunque 𩠐, a cui si aggiunge la variante riportata da Xu Shen 𦣻 senza più il ciuffetto di capelli in cima (gli stessi su una variante del radicale del bambino). Oggi, a partire dalla versione nello stile del Piccolo Sigillo, si vede un ciuffo di capelli molto stilizzato sopra un naso. Il carattere 首 sta a significare anche "capo" nel senso di "leader" e anche "primo, in posizione di testa" (e.g. 首先). Si può usare da solo. Il carattere 𩠐, se scritto capovolto verso il basso, indica una testa decapitata e appesa a testa in giù, una punizione nella Cina antica (peraltro le Cinque Punizioni includevano la pena di morte, eseguita in più modi, decapitazione inclusa). Oggi non si usano caratteri aventi questo radicale. Si trova però nel carattere 道 dào per indicare il concetto di "via/strada" anche nel senso metaforico del termine, come per esempio lo usa Laozi nel Daodejing, testo che ha fondato il daoismo. |
| 香       | 186     | Xiāng    | -          | Il profumo, la fragranza. È il miglio, rappresentato dal radicale del miglio (la piantina piegata dal peso) con sotto delle gocce di liquido e il radicale della bocca 口 in basso (poi mutato in quello di "dire" e della "dolcezza"), per cui le versioni semi-arcaiche sono dunque 𪏽 e 𪏰. Il composto indicava forse la mucillagine di miglio fatto fermentare attraverso il lievito che produce un liquore dolce e fragrante. Il componente dell'acqua è poi sparito, per cui si ottiene la versione moderna più la variante parzialmente conservativa 𥞌. Si può usare da solo. Oggi non si usano caratteri aventi questo radicale. - - - 香、馨 |

### Radicali di 10 tratti (十画)
| Radicale | Unicode | Pinyin | Altri nomi | Nome del radicale, descrizione e varianti, utilizzo se slegato |
| -------- | ------- | ------ | ---------- | --- |
| 馬       | 187     | Mă     | 马字旁     | Il cavallo. È un cavallo ritratto di profilo, messo in piedi e con un enorme occhio. Nella forma tradizionale, conserva dei tratti del muso e occhio, del ventre (la schiena e la coda sono spariti) e le 4 zampe, diventate quattro punti che sono stati allineati in orizzontale invece che in verticale. Una variante che conserva parte del dorso e la coda è 𩡬. Il cavallo fa parte dello zodiaco cinese. La versione semplificata in Cina è 马 . - - - 马、驾、骑、骏、骆、驼、驴、驱、驶、骄、驯、驿、驳 |
| 骨       | 188     | Gǔ     | 骨字旁     | Le ossa, lo scheletro. Il pittogramma in origine raffigurava alcuni tratti di uno scheletro, non è specificato di chi o cosa. In alto si vede una forma che ricorda vagamente un teschio, 冎 gua3; più avanti è stata aggiunta in basso la carne stilizzata 月 . La versione originale aveva il componente in alto girato dall'altra parte. Le ossa si usavano sia per fabbricare tessere di domino che per effettuare le piromanzie se erano piastre di tartaruga e scapole di bue. - - - 骨、骼、骰、骷、髅、骶、骸、髋 |
| 高       | 189     | Gāo    | -          | La torre. È il pittogramma in visione frontale di una torre: in basso si nota la base con un ingresso, il corpo della torre e il tetto in origine spiovente e oggi appiattito (il punto in alto, che rappresenta la punta del tetto, poi si è scollato). La torre rende il concetto di "altezza". La variante arcaicizzante del radicale è 髙, in cui il corpo della torre è più facilmente osservabile. - - - 高、亮、亭 |
| 髟       | 190     | Biāo   | -          | I capelli lunghi. Xu Shen lo suddivide correttamente come 長, una persona in piedi ritratta di lato con i capelli lunghi visibili in alto e le gambe stilizzate con accanto 彡, una lunga ciocca di capelli (come radicale, si può riferire a un ornamento di qualche tipo). Per la precisione, Xu Shen riporta 長髮猋猋也。从長从彡. Questo radicale era presente anche nella versione tradizionale di 发 ( 髮 < 𩠙) col significato di "capelli". - - - 鬓、髦、鬃 |
| 鬥       | 10      | Dòu    | -          | Il combattimento, il litigio. Il carattere rappresenta due uomini di profilo che combattono a mani nude (si vede un braccio alzato e incrociato con l'altro). Poi il carattere è mutato in due linee verticali, cioè le due persone senza più la testa e le braccia, con due mani 手 l'una accanto all'altra sempre per indicare la lotta. Una variante del carattere usata come kanji tradizionale è 鬭 (chiave di lettura 斲 variante di 斫 zhuo2, "tagliare", con un riferimento a una base in pietra e a un'ascia; 𠁁 dòu, intercambiabile in passato con 𨪐, è un'antica caraffa o fiasco/bottiglione per contenere vino inquadrato frontalmente, 酒器也: si vede la base, la pancia più spessa al centro e l'orlo in cima. Secondo una definizione nel Dizionario Kangxi, si usava durante i rituali: 禮器也). Il kanji è stato semplificato come 闘. La versione attuale (斗) presenta una convergenza nel carattere dòu, il mestolo per misurare il grano/il decalitro di grano, a partire dalla seconda variante 鬦. Per rimanere in tema, i famosi stili di lotta Taijiquan e Shaolinquan (太极拳, 少林拳) sono cinesi. Nei caratteri semplificati, è caduto in disuso. |
| 鬯       | 192     | Chàng  | -          | Il vino di miglio sacrificale. È un vaso con del vino ottenuto dalla fermentazione della mucillagine di chicchi di miglio nero (秬黍 ju4shu3 oppure 黑黍 hei1shu3), simbolizzati con dei puntini, e mescolato con il tulipano usato come aromatizzante. In alternativa, l'aromatizzante in questo vino era la 郁金草 yu4jin1cao3, cioè la radice della curcuma zedoaria, una pianta officinale usata anche nella medicina tradizionale cinese. Successivamente, sotto al vaso di vino aromatizzato, è stato aggiunto il pittogramma del mestolino da vino, usato per versarlo nelle coppe o per versarlo per terra durante le libagioni. Durante le libagioni, il vino sparso veniva assorbito dal terreno e veniva dunque sacrificato agli antenati. Oggi non si usano caratteri aventi questo radicale. |
| 鬲       | 193     | Lì     | -          | Il calderone, la marmitta. È un grosso calderone di terracotta prima (questa informazione è preservata nella variante 䰛) e di bronzo successivamente (vedi variante 鎘), quando iniziò l'Età del Bronzo in Cina. Il calderone è inquadrato frontalmente e ha tre gambe come sostegno, oggi stilizzate con una forma simile a Y, un collo stilizzato con 口 e l'orlo 一. Si usava pure in cerimonie ed era esposto nei templi e nelle tombe. Le tre gambe, per facilitare la dissipazione del calore e quindi la cottura, erano vuote all'interno. Le varianti 䰜 e 𩰲 ritraggono il calderone con due forme che ricordano un arco per indicare degli sbuffi di vapore durante la bollitura del cibo. La pronuncia "Lì" si riferisce propriamente al calderone, mentre "Gé" in realtà è un cognome e indica in origine il concetto di "separare", oggi scritto 隔, ed era una variante per scrivere caratteri omofoni (come anche 膈, il diaframma). Uno dei rarissimi caratteri in cui il radicale del calderone si usa è 融 , che oggi sta a indicare la finanza e in passato indicava il concetto di fusione; il componente 虫 indica la pronuncia. A causa del suo secondo significato non originale, a volte questo radicale viene indicato con la pronuncia "Gé", che non è quella originale e non rispecchia il significato originale. - - - 融、鬻 |
| 鬼       | 194     | Guǐ    | -          | Il fantasma, il demone, lo spirito, lo spettro. È una forma umana in origine inginocchiata e con una testa mostruosa 甶, forse una maschera, per cui il pittogramma indicherebbe in realtà l'uomo mascherato da demone. Accanto ad essa c'è una coda inserita successivamente. La testa mostruosa 田, che in delle versioni era circondata da alcuni puntini, è collegabile alla maschera tenuta sul viso, visibile in 異 e 戴. Nel pittogramma 禺 si vede una testa simile che ritraeva molto probabilmente la testa di una scimmia. Il radicale del fantasma si può usare da solo. Nel pensiero cinese arcaico, si credeva che gli spiriti degli antenati influenzassero le faccende terrene. In particolare, i cinesi facevano offerte sacrificali per ingraziarsi gli spiriti degli antenati in delle cerimonie che si tenevano presso gli altari sacrificali o in tempietti ancestrali (e.g., 享). - - - 鬼、魏、魂、魂、魅、魁、魆 (per enfatizzare in 黑魆魆)、魑、魅、魍、魉 (l'espressione fissa che li raccoglie tutti è 魑魅魍魉)、魔 |

### Radicali di 11 tratti (十一画)
| Radicale | Unicode | Pinyin      | Altri nomi | Nome del radicale, descrizione e varianti, utilizzo se slegato |
| -------- | ------- | ----------- | ---------- | --- |
| 魚       | 195     | Yú          | 鱼字旁     | Il pesce. È un pesce ritratto in piedi e di profilo, con le pinne sul dorso e ventre (poi perse), la testa in alto, il corpo snello (oggi squadrato) con le squame e la coda biforcuta stilizzata con 火, oggi modificato dei puntini. La varainte arcaicheggiante 𤋳 lo rende più chiaro. In Cina oggi è semplificato come 鱼 . - - - 鱼、鲁、鲨、鱿、鲅、鲍、鲇、鲛、鲜、鲔、鲑、鳗、鲡、鲭、鲱、鲸、鳃、鳕、鳞、稣 |
| 鳥       | 196     | Niǎo (Diǎo) | 鸟字旁     | L'uccello dalla coda lunga. È un uccello ritratto di lato, con un becco (poi diventato un punto in cima), la testa stilizzata, un'ala ricurva oggi appiattita in un tratto orizzontale, una coda sinuosa e le zampe stilizzati con due coppie di punti in basso. La versione semplificata in Cina è 鸟. Il carattere in più è stato ribaltato rispetto ad un ipotetico asse verticale. La pronuncia "diǎo" è colloquiale ed è un'interiezione, "cavolo!". - - - 鸟、鸠 (nel nome 孟德斯鸠)、鸡、鸦、鸦、鸹、鸥、鸨、鸭、鸮、鸬、鹚、鸽、鹅、鸿、鹊、鹌、鹑、鹏、鹦、鹉、鹤 (in 黄鹤楼)、鸢 (in 鸢尾)、鸳、鸯 |
| 鹵       | 197     | Lǔ          | -          | Il sale grezzo. È un sacco simile a 東 con dei granelli di sale all'interno rappresentati con quattro puntini. Una glossa di Duan Yucai allo Shuowen Jiezi (vocabolo 盐) disambigua che è sale grezzo e/o come si trova in natura, sale marino non (ancora) lavorato e raffinato dall'uomo: 天生曰鹵。人生曰鹽. In un'altra glossa di un altro autore, si riporta una citazione: 大史公曰：山東食海鹽，山西食海鹽鹵 (lo Shandong è affacciato a un golfo, dunque al mare, da cui si estrae il sale). Durante l'occupazione tartara (dinastia Yuan/khanato mongolo) il sale veniva usato anche come moneta, come già avveniva tra gli antichi romani come indica la stessa parola "salario" in latino classico. L'interpretazione secondo cui questo carattere rappresenta una saliera appartiene all'etimologia folk. La versione cinese semplificata è 卤 e si può usare da sola, anche se è formale. Il sale infatti viene oggi indicato come 盐 . Oggi non si usano caratteri aventi questo radicale. |
| 鹿       | 198     | Lù          | -          | Il cervo. È un cervo di profilo con due corna (oggi ne resta uno stilizzato come un punto scollato), la testa, un occhio stilizzato 目 ribaltato in orizzontale, il corpo con la coda e due zampe stilizzate come 比 (esiste una variante 𢉖). - - - 鹿、麂、麋、麝 |
| 麥       | 199     | Mài         | -          | Il frumento. Nelle ossa oracolari, affigura una spiga di grano sotto a un componente avente più interpretazioni. In alto si vede una spiga con i chicchi (si riconosce bene il carattere 來 > 来, che in origine aveva la punta leggermente piegata per il carico dei chicchi), in basso si vede una forma simile a 夊/ヰ, cioè un piede. Quindi o indica la crescita della pianta o si è aggiunto per differenziare il carattere da 來, che era passato a indicare "venire" come prestito fonetico (altre differenziazioni sono 麳 e 𧼛 negli Stati Combattenti per preservare il significato originale di "grano". 莱 oggi usato come nome, indicava il farinello/Chenopodium, un tipo di pianta con le foglie a forma di piede d'oca, come riportato anche nel nome in greco, e usata come pietanza o medicinale contro lo scorbuto). Come terza teoria indica e specifica che il grano non è nativo della Cina, ipotesi supportata dalle scoperte archeologiche e da un passo criptico dello Shuowen Jiezi in 來: 天所來也，故爲行來之來 ("il grano viene dal Cielo"). A questo passo si aggiunge una lunga glossa, riportata in versione integrale e senza tagli: 自天而降之麥。謂之來麰。亦單謂之來。因而凡物之至者皆謂之來。許意如是。猶之相背韋之爲皮韋、朋鳥之爲朋攩、鳥西之爲東西之西、子月之爲人偁、烏之爲烏呼之烏。皆引伸之義行而本義廢矣。如許說、是至周初始有來字。未詳其恉. Quindi 來, che viene spesso indicatocome prestito fonetico, in realtà non sarebbe interamente tale, siccome indica una pianta "venuta", secondo l'archeologia, dalla Mezzaluna Fertile in Medioriente, proprio dove si trovano l'Eufrate, il Tigri, la costa del Libano in cui si trovava la Fenicia e il delta del Nilo, ovvero dove si trova il Basso Egitto. La versione semplificata di 麥 è 麦 . Oggi non si usano caratteri aventi questo radicale. Era di un'importanza fondamentale in 麵 per distinguere la farina da 面, la faccia. Da dopo la semplificazione, i due caratteri convergono, - - - 麦、麸 |
| 麻       | 200     | Má          | -          | La canapa. Sono due fasci di steli di canapa scortecciati 𣏟 (simili ma scorrelati da 林) messi ad essiccare sotto un riparo, inizialmente un dirupo con una cavità in basso che si poteva anche usare come caverna abitabile, poi mutato in un edificio presumibilmente con una tettoia, cioè senza alcuni muri 广). Le fibre di canapa erano state usate e coltivate per millenni fabbricare corde e tessuti, inclusi i sudari funerari. Era anche usata nella medicina tradizionale cinese come sostanza euforica o anestetico, e i suoi semi venivano mangiati dai contadini. Le fibre dei gambi di canapa messi a mollo nell'acqua venivano separate, pestate con pietre e pestelli e usate per creare la carta di canapa con acqua e telai simili a setacci. La loro produzione non era molto diversa da quella della carta fatta con la buccia triturata delle canne di bambù bollite nei calderoni. Le foglie della canapa al tatto sono ruvide, ragion per cui indicano anche il concetto di "ruvido". A volte il radicale si trova con il significato fuorviante di "oppio, lino", ma lo Shuowen Jiezi in 𣏟 scrive che si tratta di canapa: 萉之總名也 (una glossa spiega che il carattere usato da Xu Shen, 葩, è un errore siccome in realtà è 萉 e indica proprio la canapa: 各本萉作葩，字之誤也). Sebbene compaia compresso in alto come chiave di lettura di alcuni caratteri e nella particella 嘛, oggi non si usano caratteri aventi questo radicale. |

### Radicali di 12 tratti (十二画)
| Radicale | Unicode | Pinyin | Altri nomi | Nome del radicale, descrizione e varianti, utilizzo se slegato |
| -------- | ------- | ------ | ---------- | --- |
| 黄       | 201     | Huáng  | -          | Il medaglione rituale; il colore giallo. Raffigura un uomo in piedi con un grosso medaglione rituale di giada semicircolare e decorato sulla pancia. Quest'ultimo significato resta nel carattere huang2 璜, che Xu Shen descrive come 半璧也, ovvero come la metà di un bì 璧, a sua volta un cerchio sottile di giada con un piccolo foro al centro usato come ornamento cerimoniale già usato nella Dinastia Shang. Quanto allo huang2, stando allo 山海经 (Classico dei mari e dei monti), si poteva indossare durante le danze rituali (無, 舞): 左手操翳 [yì, un oggetto fatto con le piume]，右手操环 [un anello forse di giada]，佩玉璜. Questo componente forma il carattere tradizionale 廣 in cui, se non indica la sola pronuncia, può riferirsi a un rituale sotto a un tempietto, un edificio senza le mura/sorretto da colonne (oggi tornato a essere 广). In alternativa, sarebbe la versione originale di 尪 < 𡯭 wang1 (radicale dello zoppo) e indicava un portatore di handicap ritratto frontalmente e con la pancia enorme e sporgente per la colonna vertebrale deformata. La chiave di lettura è 㞷 huang2 (versione antica 𡴍), ovvero una pianta con sotto la terra 土 e anticamente ren4 壬, e significa "lussureggiante" (assomiglia a sheng1 生 < 𤯓). Secondo un racconto dello Zuo Zhuan, queste persone venivano bruciate vive come sacrificio per invocare la pioggia, per cui sarebbe il disabile sacrificato. L'interpretazione di Xu Shen di 黄, cioè quella di un uomo con una torcia in mano, è errata perché basata su una suddivisione del carattere scritto nello stile del Piccolo Sigillo e dunque con uno stile fuorviante. Il giallo era anche colore imperiale, era molto usato nelle decorazioni sontuose ed è usato nei vestiti di alcuni monaci buddisti ma, in altri contesti, rimanda ai concetti di "pornografico", "inquinamento spirituale" e "depravazione". L'idea di giallo rimanda anche al löss, un fango giallo e fertile depositato a terra dal Fiume Giallo, intorno al quale si sviluppò la civiltà cinese agli albori. Il carattere è simile ma scorrelato da 寅, che raffigura un tetto sotto al quale c'è una freccia con punta (appiattitasi in un tratto orizzontale) decorazione che ha colpito un bersaglio e due mani (stilizzate nella linea orizzontale nel bersaglio 口) che la afferrano. Oggi non si usano caratteri aventi questo radicale. |
| 黍       | 12      | Shǔ    | -          | Il miglio. È un cereale (lo huang2mi3 黄米) con lo stelo piegato per il peso dei chicchi con accanto (oggi sotto) il disegno di alcuni flutti d'acqua. Il fatto che goccioli mostra come le foglie siano appiccicose e impermeabili. In alternativa, l'acqua indica come il miglio si usi per produrre il vino di miglio fermentato usato come bevanda e, se vino di miglio nero aromatizzato con il tulipano, anche per offrirlo agli antenati durante le cerimonie sacrificali. Le gocce di acqua si sono poi mutate nel radicale dell'acqua. Il miglio è stato l'alimento base dei cinesi fino alla dinastia Han, poco dopo l'inizio del periodo imperiale, quando fu sostituito con il riso (tranne nella cucina cinese del nord). Il riso si usa tuttora non solo nei piatti ma anche nella produzione di vino di riso fermentato. - - - 黎 (in 巴黎)、黏 |
| 黑       | 203     | Hēi    | 黑字旁     | Il colore nero, il tatuaggio punitivo. In origine 黒, secondo l'interpretazione errata di Xu Shen è una canna fumaria con sotto un focolare, rimasto in basso come quattro gocce. In realtà nelle ossa oracolari si nota una persona (oggi 土) con la faccia tatuata di nero secondo una delle Cinque Punizioni durante la Dinastia Han. La faccia è squadrata e aveva le sembianze di 田. Dopodiché, la faccia tatuata è stata stilizzata come 𡆧. Il colore nero viene spesso usato in parole che si riferiscono ad atti di "illegalità" e simili (ex. 黑钱 soldi in nero, soldi sporchi) o a cose "oscure, segrete, sinistre". Nell'Opera di Pechino, i personaggi con la faccia nera sono di alto rango. - - - 黑、黛、默、黢 (per enfatizzare in 黑黢黢)、黯、黔 (in 黔南州, in cui vivono i Miao e i Buyei/Tujia; nome anche di un fiume, 黔江) |
| 黹       | 204     | Zhǐ    | -          | Il ricamo. Si nota una forma come 山 con sotto la stessa forma ma ribaltata, simile a 巾; in mezzo, si notano dei tratti sinuosi simili a 川, forse dei fili o una decorazione su tessuto simile a una nuvola. La parte in basso è straordinariamente simile a un altro carattere, 㡀, che raffigura un vestito o pezzo di tessuto sporco (in 敝, questo vestito sporco viene ripulito a bastonate). Stando alla descrizione di Xu Shen, che però non si basa sulle ossa oracolari, indica l'erba che cresce in grossi ciuffi e cluster con, nella parte inferiore del carattere, una stoffa traforata per ricamare, forse con riferimento a un groviglio sia di erba che di ricami. La spiegazione viene precisata con la glossa 丵者、叢生艸也。鍼縷之多象之 e 臣鉉等曰：丵，眾多也，言箴縷之工不一也: la contrazione del carattere che indica l'erba che cresce a cluster si riferisce al groviglio di ricami e/o alla loro gran quantità o al loro accumulo, siccome 眾 indica l'assembramento di persone/la massa (> 众). Oggi non si usano caratteri aventi questo radicale. |

### Radicali di 13 tratti (十三画)
| Radicale | Unicode | Pinyin    | Altri nomi | Nome del radicale, descrizione e varianti, utilizzo se slegato |
| -------- | ------- | --------- | ---------- | --- |
| 黽       | 205     | Měng, Mǐn | -          | La rana, il rospo. È una rana vista dall'alto, con la testa in cima, 4 zampe oggi visibili stilizzati ai lati e una coda aggiunta più avanti. In delle iscrizioni nei bronzi del periodo Zhou (https://en.wiktionary.org/wiki/%E9%BB%BD#/media/File:%E9%BB%BD-bronze.svg) sembra indicare un girino, con le branchie e la coda, ma il disegno è ben diverso (a volte si trova indicato con il nome "il girino"). È presente in alcune leggende cinesi, si usava come ingrediente nella medicina tradizionale cinese (esattamente come la polvere dei gusci di tartaruga, tale per cui un numero sconosciuto di ossa oracolari durante il periodo Qing è andato distrutto) e popolava le risaie. I contadini le catturavano per poi mangiarle in quanto non potevano permettersi spesso la carne. Veniva chiamata "il pollo della risaia". In Cina oggi si usa la versione semplificata 黾 . La pronuncia che in origine si riferiva alla rana è "měng ", mentre "mǐn" indica il concetto di "perseverare", che in passato era scritto con lo stesso carattere. Oggi non si usano caratteri aventi questo radicale. |
| 鼎       | 206     | Dǐng      | -          | Il tripode. È un recipiente inquadrato in visione frontale e di bronzo (gli appartenenti alla cultura neolitica Yangshao lo producevano in terracotta siccome l'Età del Bronzo è successiva). Aveva anche due manici in cima oggi spariti, il corpo e tre gambe stilizzate intorno e in basso al radicale. Tre varianti arcaicizzanti sono 𣇓, 𥅀 e 鼑 (in quest'ultima si nota il radicale della divinazione, siccome i tripodi non erano usati solo per cucinare ma anche durante le cerimonie sacrificali). Oggi non si usano caratteri aventi questo radicale. |
| 鼓       | 207     | Gǔ        | -          | Il tamburo battuto. È un tamburo 壴 (versione arcaicheggiante 𧯛 e 豈) con la pelle messa in verticale, con un sostegno sotto e una decorazione (forse una piuma decorativa) in cima; accanto, è presente una mano destra che impugna una bacchetta o battente (forse realizzato in bambù) per battere il tamburo. I primi tamburi cinesi erano in terracotta e pelle ed erano usati in battaglia o per segnare l'ora, insieme alle torri campanarie. Potevano essere impiegati anche come strumento musicale. Alcuni tamburi erano poi realizzati in pietra, cioè consistevano in delle scaglie di pietra calcarea talvolta incisa con dei sinogrammi che venivano suonate con due bacchettine per esempio durante i rituali sacrificali accompagnati da musica. Oggi non si usano caratteri aventi questo radicale. |
| 鼠       | 208     | Shǔ       | -          | Il topo. È un topo messo in verticale e ritratto di profilo con la bocca spalancata (parte alta del carattere), il corpo (oggi sparito), le zampe e la schiena collegata a una lunga coda (il tratto ricurvo a destra più esterno). È il primo animale dello zodiaco cinese. Si può usare da solo. Oggi non si usano caratteri aventi questo radicale. - - - 鼠、鼯 |

### Radicali di 14 tratti (十四画)
| Radicale | Unicode | Pinyin | Altri nomi | Nome del radicale, descrizione e varianti, utilizzo se slegato |
| -------- | ------- | ------ | ---------- | --- |
| 鼻       | 209     | Bí     | -          | Il naso. È un naso visto frontalmente e arricchito di una chiave di lettura in basso per distinguerlo da 自 quando quest'ultimo fu usato per indicare il concetto di se stessi e di origine (自从, "da") e non di "naso". L'aggiunta in questione è la chiave di lettura bi4 畀, il pittogramma in visione frontale di una freccia dalla grossa punta piatta in alto. Secondo l'etimologia folk, sono due polmoni, ma il disegno sulle ossa oracolari non rappresenta due polmoni. Inoltre, Xu Shen interpreta erroneamente 丌 come un piedistallo. 鼻 si può usare da solo. - - - 鼻、鼾、齁 |
| 齊       | 210     | Qí     | -          | L'uguaglianza, le tre spighe di grano. Sono tre spighe di grano affiancate e perfettamente uguali; le tre spighe potrebbero anche simbolizzare un intero campo di grano perfettamente livellato (nella stessa misura in cui tre alberi rappresentano un'intera foresta 森). In principio erano solo tre linee verticali (gli steli, a volte assenti) con tre ovali disegnati sopra, poi gli ovali sono diventati dei rombi e la linea verticale della piantina in mezzo è aumentata di altezza. Il rombo al centro poi ha subito un allungamento dei lati (sembra una forma spiovente) che oggi si stilizza in 亠. Poi le punte della prima e terza spiga si sono separate graficamente dal gambo e in basso al carattere si è aggiunto 二, forse per indicare il concetto di due tratti uguali. Nella versione tradizionale 齊, 儿 in basso deriva dalla stilizzazione dei gambi della prima e terza spiga scollegati dalle rispettive punte, stilizzate in modo irriconoscibile. In alto e in mezzo, si nota ancora quello che resta della prima spiga, una forma a Y. La versione semplificata in Cina è 齐, mentre la versione kanji in Giappone è intermedia: 斉. Oggi non si usano caratteri aventi questo radicale. |

### Radicali di 15 tratti (十五画)
| Radicale | Unicode | Pinyin | Altri nomi | Nome del radicale, descrizione e varianti, utilizzo se slegato |
| -------- | ------- | ------ | ---------- | --- |
| 齒       | 211     | Chǐ    | -          | Il dente molare. Raffigurava una bocca sorridente spalancata, con due denti visibili in alto e due in basso. Due varianti arcaiche sono 𠚒 e 𦥒, mentre una terza variante simile alla versione tradizionale è 𠚕. A questa variante/stilizzazione è stato aggiunto 止 in alto come chiave di lettura per indicare la pronuncia. Si è dunque ottenuto 齒, di cui esiste una variante intermedia e arcaicizzante 𣥫. Nel cinese semplificato tutto il carattere appare come 齿, mentre la versione kanji in Giappone è 歯. Si può usare da solo e anticamente indicava nello specifico i denti molari (e non gli incisivi), tuttavia per indicare i denti si preferisce 牙, che in origine è il pittogramma di due zanne, una in alto e una in basso. - - - 齿、龄、龈、龅、龃、龉 |

### Radicali di 16 tratti (十六画)
| Radicale | Unicode | Pinyin         | Altri nomi | Nome del radicale, descrizione e varianti, utilizzo se slegato |
| -------- | ------- | -------------- | ---------- | --- |
| 龍       | 212     | Lóng           | -          | Il drago. È un drago con un corno sulla testa 立, il muso lungo con i denti aguzzi 月 e il corpo sinuoso con le scaglie a fianco. Il drago per tradizione è sordo. In Cina si usa la versione semplificata 龙. In molti caratteri vietnamiti (i chu nom, sostituiti nel Novecento dall'alfabeto latino importato dai missionari) si scrive 竜 ed è presente come chiave di lettura. Si può immaginare come una stilizzazione del componente a sinistra di 龍, cioè il corno sopra il muso. |
| 龜       | 213     | Guī (Qiū, Jūn) | -          | La tartaruga. Nelle ossa oracolari si vede una tartaruga inquadrata di profilo e messa in verticale o talvolta inquadrata dall'alto, poi nei bronzi si è passati a un'inquadratura a prescindere dall'alto, con una croce "+" per indicare il carapace striato (in altre versioni non c'è nulla), la testa, 4 zampe e la coda. La versione tradizionale che si è imposta è una versione in cui è stata rimessa in verticale. In 龜 si notano bene la coda, il carapace striato, due zampe e la testa. Oggi, in versione semplificata, si scrive 龟 . Il guscio della tartaruga era inciso con i caratteri e bruciato per effettuare le piromanzie, che sono il contesto in cui nacquero i primi pittogrammi. La versione semplificata in Cina è 龟: perde il corpo e le zampe. In alto è presente un coltello come falso amico, presente anche in un altro animale: 鱼, il pesce. Le due pronunce alternative sono "Qiū" (in 龟兹 Qiu1ci2, per indicare l'antico stato di Kucha, oggi Aksu, nello Xinjiang) e "Jūn" ("seccarsi, screpolarsi", riferito alla pelle). Oggi non si usano caratteri aventi questo radicale. |

### Radicali di 17 tratti (十七画)
| Radicale | Unicode | Pinyin | Altri nomi | Nome del radicale, descrizione e varianti, utilizzo se slegato |
| -------- | ------- | ------ | ---------- | --- |
| 龠       | 214     | Yuè    | -          | Il flauto di Pan. Rappresenta un flauto di bambù con le canne allineate e rilegate da una fascia orizzontale. Le tre bocche in alto stanno ad indicare i fori (nelle ossa oracolari e nei bronzi sono due, da cui deriva la variante arcaicizzante 𠎤). La parte in alto indica una bocca spalancata e ribaltata intenta a soffiare, la stessa presente in 今, 合 e simili; la bocca ribaltata e la terza piccola bocca sono due aggiunte posteriori rispetto alle versioni sulle ossa oracolari. Si può usare da solo, ma è estremamente formale. Oggi non si usano caratteri aventi questo radicale. |

## Tabella riassuntiva
Nella versione riassuntiva è stato tolto il numero Unicode e ogni spiegazione riguardante i radicali: rimangono perlopiù i soli sinogrammi.
| Tratti | Radicale    | Pinyin                  | Altri nomi           | Hanzi |
| ------ | ----------- | ----------------------- | -------------------- | --- |
| 1      | 一          | Yī                      | -                    | 丁、丂、上、下、与、万、丈、三、才、不、廿、卅、丛、丝、且、世 ( 丗 )、丙、平、百、丽、两、事、丧、丐、奉、严 |
| 1      | 丨          | Gǔn                     | -                    | 个、丫、中 、丰、书、旧、甲、申、师、串、临 (i due tratti a sinistra sono la semplificazione di 臣) |
| 1      | 丶          | Diǎn, Zhǔ               | -                    | 凡 、丹、良、丸、义、为 |
| 1      | 丿          | Piě                     | -                    | 九、久、乃 (variante di radicale)、么、及、乏、币、丢、升、重、乖、乘 |
| 1      | 乙          | Yǐ                      | -                    | 乞、也 |
| 1      | 亅          | Jué                     | -                    | 了、予、争 |
| 2      | 二          | Èr                      | -                    | 二、于、亏、互、五、无、亚、些 |
| 2      | 亠          | Tǒu                     | 文字头               | 亩、哀、衰、衮、六、市、交、京、亨、夜、率、亥、亡、夜 |
| 2      | 人          | Rén                     | 人字头 单人旁 单立人 | 人、从、众 (che ha la variante 衆, in disuso ma riciclata parzialmente nel carattere 聚)、介、企、会、全、余、今、命、什、仁、仍、化、便、他、你、们、伯、侈、位、体、休、像、传、借、保、做、作、住、低、俄、倒、停、但、使、信、偶、仅、件、俭、例、佳、侣、伙、代、任、伏、健、倍、伊、亿、价 、以、似、侠、伤、优、估、佃、促、俞 ( 兪 )、俗、修、俩、值、倡、傲、伞、催、僵、佐、仪、儒、倦、传、俱、俊、仔、佩、侨、偿、假、傍、像、僧、仲、侦、倦、俘、伦、侵、伐、储、伺、候、侍、仗、供、佣、伍、伶、俐、倘、伸、仰、侥、偏、侮、俯、侄、仿、仇、傲、仙、侈、倾、傅、伽 (in 伽利略)、俯、倪、僚 |
| 2      | 儿          | Rén, Ér                 | -                    | 儿、兄 (in origine significava "parlare", come anche 兑)、元、克、允、兆、先、光、党、尧、兜 |
| 2      | 入          | Rù                      | -                    | - - - |
| 2      | 八          | Bā                      | 八字旁               | 八、业、分、并、兼、关、兴、单、兮、兰、公、共、其、具、只 (tra i vari utilizzi, questo classificatore indica il singolo oggetto di una coppia; in origine era 隻)、典、兹、兑 |
| 2      | 冂          | Jiōng                   | 同字框               | 内、冄 (presente in 那 e derivati)、冉、同、周、冈 (in 梵蒂冈) |
| 2      | 冖          | Mí                      | 秃宝盖               | 写、军、农、冠、冤 |
| 2      | 冫          | Bīng                    | 两点水               | 冰、冬、寒、冻、准、决、次、净、冷、凉、况、减、凑、凝、冲、减、冶、凌、冯、习 (se si considerano i tratti interni come falso amico di "ghiaccio") |
| 2      | 几          | Jī                      | -                    | 几、凤、凭、凯 |
| 2      | 凵          | Kǎn, Qiǎn               | -                    | 凶、凸、凹、击、函 |
| 2      | 刀          | Dāo                     | 力字旁 立刀旁        | 刀、刃、切、前、刚、划、列、别、判、利、刮、刻、刷、刘、到、副、则、刺、制、剂、剪、剑、剧、剖、剩、删、刑、割、刹、券 |
| 2      | 力          | Lì                      | -                    | 力、办、加、努、男、势、勇、劣、助、劲、功、动、励、勒、勘、勤、勃、劫 |
| 2      | 勹          | Bāo                     | 包字头               | 包、句、勺、勿、匆、匈、甸 (in 沉甸甸) |
| 2      | 匕          | Bǐ                      |                      | 匕、匙、北、比 (se immaginato come falso amico) |
| 2      | 匚          | Fāng                    | 三框儿               | 巨、匠、匪 |
| 2      | 匸          | Xǐ                      | -                    | 区、匹、医 |
| 2      | 十          | Shí                     | 十字儿               | 十、千、博、协、毕、华、卓、古、克、直、卖、南 |
| 2      | 卜          | Bǔ                      | 卜字头               | 卜、卢、卡、占、处、贞、卦 (nel carattere 卧 è un falso amico, siccome in origine era 臥) |
| 2      | 卩          | Jié                     | 单耳刀               | 卫、印、卯、卵、卬、危、即、却、卷、卸 |
| 2      | 厂          | Hàn                     | 厂字旁               | 厂、厅、厉、历、厌、压、厕、原、厨、厄、厢、厚、厘 |
| 2      | 厶          | Sī                      | 私字儿               | 去、参、县 (se pensati tutti e tre come falsi amici) |
| 2      | 又          | Yòu                     | 又字旁               | 又、叉、双、欢、取、艰、难、观 (la pronuncia è "fan4", simile a "han4" 厂)、及、受、变、反、友、发 (vi converge il sinogramma che indica i capelli, che in versione tradizionale è 髮)、叔、叙 |
| 3      | 口          | Kǒu                     | 口字旁               | 口、吃、喝、吹、吐、哈、嗨、嘿、哦、哟、啊、吧、呀、咖、啡 、啤、叫、叮、咩、叽、可、嗯、呕、呗、呢、吗、吓、吸、听、吵、唉、唱、哉、哪、哎、嘴、咬、呛、喇、叭、咱、咳、嗽、喷、嚏、哥、叶、吐、呜、哎、和、响、哪、啥、哦、哲、唢、呐、哼、啦、啰、嗦、吠、哭、嗝、嗓、嘎、噢、咚、哞、嗷、哺、嘈、嘲、嘱、哆、嗦、吩、咐、味、鸣、咀、嚼、唠、叨、啃、哄、吼、嗅、哇、呻、哨、啥、吟、喧、哗、咋、噪、咏、唤、唇、喜、否、哲、咨、告、吾、合、君、售、名、召、右、台、各 (in cui la bocca rappresenta una caverna, stilizzata diversamente dal carattere 去)、吕 ( 呂 )、品、号、另、吴、哭、骂       |
| 3      | 囗          | Wéi                     | 方框儿               | 围、囚、四 (se pensato come falso amico)、囟 (se pensato come falso amico: è una fontanella sul cranio di un neonato, da cui deriva 思)、团、囧、国 ( 囯 )、困、固、图、圆、园、圈、囡、因、回 (se pensato come falso amico) |
| 3      | 土          | Tŭ                      | 提土旁               | 土、地、场、堤、坝、城、塔、址、垃、圾、均、坏、域、填、堆、堵、圳、坊、坎 (usato in trascrizioni come 坎特伯雷)、坟、坑、坪、坡 (anche usato per traslitterare 新加坡)、埃、埋、塌、填、墙、增、堪、培、块、塌、塘、墟 (殷墟)、塔、坦、坛、坠、垄、幸、墅、塑、壁、基、垫、坚、坐、堂、圣、墨、在、墓、圭 (usato in trascrizioni come 圭亚那, 乌拉圭 e 巴拉圭)、塞 (anche nome proprio nel chengyu 塞翁失马)、 |
| 3      | 士          | Shì                     | -                    | 士、声、壮 (si pronuncia "zhuang4" e non è da confondere con 状)、壳、壴 (se pensato come falso amico)、壶 (se pensato come falso amico) |
| 3      | 夂          | Zhì                     | 反文旁               | 处、条、务、备 |
| 3      | 夊          | Suī                     | -                    | 复、夏、夌 |
| 3      | 夕          | Xī                      | 夕字旁               | 夕、多、梦、够、外 |
| 3      | 大          | Dà, Dài                 | 大字头               | 大、太、夫、天、央、奋、奔、奥、牵、奢、奎 (in 奎宁水)、契 |
| 3      | 女          | Nǚ                      | 女字旁               | 女、娜、奶、她、妈、姑、娘、妇、如、始、娼、婊、姬、娱、嫉、妒、好、嫁、姥、姜、媒、婚、姐、妹、姨、奸、奴、婢、妃 (nel nome proprio 杨贵妃)、姓、婚、姻、嫦、娥、嫂、妳 (variante femminile rarissima di 你)、妙、妆 (si pronuncia "zhuang1")、嫖、妓、妮 (in 妮可, "Nicole")、姆、婿、妨、娃、媳、姊、妩、媚、婆、妾、娶、妻、威 (in 威尼斯)、婴、妄 (in 妄想狂, "paranoia", "megalomania" e 妄想) |
| 3      | 子          | Zǐ                      | 子字旁               | 子、孩、孙、孝、孔、孤、孕、存、孟 (il componente in basso, min3, rende la pronuncia) |
| 3      | 宀          | Miàn                    | 宝盖头               | 字、家、室、宁、它 (se si immagina come falso amico)、安、客、完、守、官、宿、实 ( 実 )、灾、宋、宏、定、宝、宗、审、宣、宪、宫、害、宜、容、宾、宴、富、牢、察、宠、宽、寝、寓、宇、宙、窍、宵、寂、寞、宰 (in 屠宰场, mattatoio)、宴 |
| 3      | 寸          | Cùn                     | 寸字旁               | 寸、对、封、耐、射、将、尊‘、寺、导、寿 |
| 3      | 小          | Xiǎo                    | 小字头               | 小、少、尔、当、尝、常、光、尚、尖、尘 |
| 3      | 尢          | Wāng                    | 尤字旁               | 优、就、兀、尴、尬、尧 |
| 3      | 尸          | Shī                     | 尸字头               | 尸、尿、尾、尼、屄、屎 (indica anche la pronuncia)、局、屁、屋 (falso amico)、层 (falso amico)、届 ( 屆 )、屌、屏、屄、居 (falso amico)、展、屈、屠 (in 屠杀, macellare)、屡、尺、尽、履 (falso amico, siccome in origine era una barca)、屑 |
| 3      | 屮          | Chè                     | -                    | 出、屯 |
| 3      | 山          | Shān                    | 山字旁               | 山、屿、峰、峻、岭、峡、岱、岛、密、岔、岂、崇、崩、岗、岸、岁、嵌、崖 |
| 3      | 巛          | Chuān                   | 三拐儿               | 川、州、巢 (fornisce pure la pronuncia) |
| 3      | 工          | Gōng                    | -                    | 工、巨、巧、巩、巫、左、差 (falso amico, siccome rappresentava una spiga di grano retta da una mano in basso) |
| 3      | 己          | Jǐ                      | -                    | 己、巴 (se pensato come falso amico)、巳 (se pensato come falso amico)、已 |
| 3      | 巾          | Jīn                     | 巾字旁               | 巾、币、帆、帮、师、布、希、幕、幡、幅、市、帅、帝、常、帐、帕 (in 帕台农神庙)、帖、幔、帽、帜、幢 |
| 3      | 干          | Gān                     | -                    | 年、并 |
| 3      | 幺          | Yāo                     | 幺字旁               | 幺、幻、幼、乡、幽 |
| 3      | 广          | Guǎng, Yǎn, Ān          | 广字旁               | 广、库、庆、应、度、座、底、府、床、店、席、康、庄、序、庭、唐、庆、庙、庸、庐、庞、廊、废、庇、廉 |
| 3      | 廴          | Yín                     | 建字旁               | 建、延、廷 (in 廷巴克图) |
| 3      | 廾          | Gǒng                    | 弄字底               | 开、弃、弄、异、弈 (in 博弈论)、弊 |
| 3      | 弋          | Yì                      | -                    | 弋、式、武 |
| 3      | 弓          | Gōng                    | 弓字旁               | 弓、弗、引、张、弛、弥、弦、弧、弱、强、弹、弩、弯 |
| 3      | 彐          | Jì                      | -                    | 归、寻、刍、灵、录、彗、彝 (nel nome dell'etnia 彝族) |
| 3      | 彡          | Shān                    | 三撇儿               | 衫、彩、形、影、彭 (nel nome 彭德怀)、彦 (nel nome 李彦宏)、彰、彬 |
| 3      | 彳          | Chì                     | 双人旁 双立人        | 彳(nel verbo formale 彳亍)、很、律、征、彼、往、德、得、微、役、徘、徊、御、徒、循、彻、徐 |
| 4      | 心          | Xīn                     | 竖心旁               | 心、感、想、念、恭、志、忘、态、怎、意、思、总、怕、恐、忠、忌、忽、息、恳、恶、愈、怨、悠、患、悲、宓、意、惑、惩、悲、念、慈 (nel nome 慈禧)、慰、憋、怠、怒、悠、惫、惠、憾、愚、忍、憎、恨、慢、性、恰、惊、忆、忙、慎、快、怀、怪、怖、恼、忧、怅、惺、忪、怦、恢、恪、恫、恒、悦、悚、悟、悄、悔、情、惯、愉、快、愧、憔、悴、悼、惕、惨、惦、懂、懒、惭、愤、恍、惕、惧、慨、愣、惶 |
| 4      | 戈          | Gē                      | -                    | 戈、戏、战、成、或、我、戉、戌、戍、戒、咸、戚、戛 (in 戛纳)、裁、截、戴、载、栽 |
| 4      | 戸          | Hù                      | 户字旁               | 户、所、房、扇、扉 |
| 4      | 手          | Shǒu                    | 提手旁               | 手、擦、打、扰、扔、扬、招、护、把、抓、握、报、抱、拉、推、掉、接、按、提、拆、折、搬、扫、排、托、拔、搞、择、扎、扮、扣、扩、执、批、抖、抗、抬、抽、抵、挡、插、搜、担、操、挂、挣、挖、掘、挨、损、换、掉、提、揽、摘、播、擦、撤、撕、撒、撑、承、挺、捉、扎、搀、扶、摸、扭、捕、挫、捣、挎、抒、拘、捍、扛、拓、拣、捆、掠、抹、拟、拧、挪、扑、掐、抢、挖、掘、揉、捎、拾、探、掷、掀、掩、撼、援、揍、拄、挠、抛、拥、擅、抿、拂、捏、拜、拿、掌、拳、摹 (il carattere, di difficile visualizzazione, è 莫 con sotto il radicale 手)、摩                                                       |
| 4      | 支          | Zhī                     | 支字旁               | 支、鼓 |
| 4      | 攴          | Pū                      | -                    | 放、收、改、败、政、敲、故、敌、效、教、敢、散、数、整、攻、攸、敏、敦 |
| 4      | 文          | Wén                     | -                    | 文、齐、斋、斐 (in 斐济群岛)、斑 |
| 4      | 斗          | Dǒu                     | -                    | 斗、斜、斟 |
| 4      | 斤          | Jīn                     | 斤字头               | 斤、斩、断、欣、斥、斯 (in 威尼斯)、新、斧 |
| 4      | 方          | Fāng                    | 方字旁               | 方、施、族、旅、旋 (in 旋律, "melodia")、旁 |
| 4      | 无          | Wú                      | -                    | 无、既 |
| 4      | 日          | Rì                      | 日字旁               | 日、昨、时、明、晚、晴 、晒、旷、晒、晋、晤、晾、暇、暧、昧、暗、旺 (in 卢旺达)、昭 (in 班昭)、暄、晰、映、晓、晶、早、星、景、是、晨、暑、旦、旱、晕、晃、易 (falso amico: rappresenta la testa di un camaleonte)、暮、旨、昏、暂 (falso amico: rappresenta il sole nonostante la forma schiacciata)、旧 (se si pensa come falso amico: in origine il sinogramma rappresentava un gufo)、旬 (indica un periodo di tempo) |
| 4      | 曰          | Yuē                     | 冒字头               | 曰、替、智、曹 (in 曹雪芹)、曾、最、昌、曼 (se si pensa come falso amico: in origine rappresentava un'altra mano destra) |
| 4      | 月          | Yuè                     | 月字旁               | 月 (luna)、肉 、肏、有、胃、膏、育、肯、肖、脑、肌、脖、肠、肛、肥、朋 peng (se si pensa come falso amico)、脚 、胖、肚、肿、脉、脸、股、膨、脏、肺、服、胺、胳、膊、服、胞、胎、胜、肤、胚、胎、胶、朗、脆、腊、肠、眼、膜、腿、胁、胆、胴、胸、膛、脸、脾、腕、腰、膘、朦、胧、腹、脆、朦、胧、膝、肴、膜、肢、腥、胸、膛、脂、肪、朝 (luna)、期 (luna)、胡、赢 (se si pensa come falso amico: rappresenta le parti di una barca) |
| 4      | 木          | Mù                      | 木字旁               | 木、未、末、术、森、概、树、栋、机、林、杯、本、根、梯、梅、橄、榄、橡、植、权、棵、极、柏、柳、格、校、杨、桶、相、棚、栖、标、榜、杜 (in 杜甫)、杠、杆、杖、橙、椎、枯、朴、枣 (indica l’albero di giuggiole)、梢、枉、榨、桂、槛、棉、樱、杀、李、柔、架、梁、梵 (in 梵蒂冈)、桑、染 |
| 4      | 欠          | Qiàn                    | 欠字旁               | 欠、歌、歉、欲、欺 |
| 4      | 止          | Zhǐ                     | 止字旁               | 止、此 (indica pure la pronuncia)、正、步、歧、歪 |
| 4      | 歹          | Dǎi, È                  | 歹字旁               | 死、歼、残、殃、殉、殓、殖、殊 |
| 4      | 殳          | Shū                     | -                    | 段、殴、殷 (in 殷商 e 殷墟)、殿、毁、毅 |
| 4      | 毋          | Wú                      | -                    | 毋、母、每、毒 |
| 4      | 比          | Bĭ                      | -                    | 比、毙、毖 |
| 4      | 毛          | Máo                     | -                    | 毛、毯、毫 |
| 4      | 氏          | Shì                     | -                    | 氏、民 |
| 4      | 氣          | Qì                      | -                    | 气、氛、氨、氧、氢、氟 |
| 4      | 水          | Shuǐ                    | 三点水               | 水、泥、渴、江、河、沪、汁、汉、淋、液、泄、漏、没、泪、油、渐、酒、汤、洗、澡、法、涨、浪、漫、波、汇、汗、池、海、洋、游、激、波、测、活、泽、汪、漂、清、满、洞、洪、沸、泛 (氾)、潮、汐、溃、污、涵、沉、泡、沫、湾、淹、泣、浅、洛、津、沙、滩、洲、漂、涉、浮、添、漠、滴、演、沾、泻、浩 (in 呼和浩特 e nel nome 孟浩然)、洁、治、沧、涕、濒、涛、澄、滥、泌、沮、淋、溜、渺、沐、洪、浴、浑、洽、瀑、浊、渗、涮、淘、汰、汹、涌、沼、液、渣、港、鸿、滚、渡、济、温、沮、沦、润、溺、洱 (in 普洱茶)、混、派、潇、溪、湘 (in 湘江)、淫、漆、溢、淀、澄 (in 黄澄澄)                                |
| 4      | 火          | Huǒ                     | 四点底               | 火、灭、炼、燃、烤、炉、灯、炕、烂、烟、炒、烧、烦、灿、烂、炮、煤、烤、炉、炸、燥、炬、烘 (nell'enfasi 热烘烘)、煌、熄、爆、灶、炊、炫、焰、杰、烹、熟、熬、熏、熊 (falso amico, siccome indica le zampe di un orso)、点、热、烈、然、煮、照、羔、熙、焦、煎、煞、熨、炎、灸、炭 (il carattere in alto indica la pronuncia)、煲 |
| 4      | 爪          | Zhuǎ                    | 爪字头               | 爪、爬、爱、爵、受 |
| 4      | 父          | Fù                      | 父字头               | 父、爸、爷、爹 |
| 4      | 爻          | Yáo                     | -                    | 爻、爽 (presente a sinistra e destra) |
| 4      | 爿          | Qiáng, Pán              | -                    | 状 (il radicale rende pure la pronuncia)、壮 (nel nome 壮族)、妆 (将 è un falso amico siccome la chiave di lettura in versione originale è quella di caratteri come 奖 e 酱) |
| 4      | 片          | Piàn                    | -                    | 片、牌 |
| 4      | 牙          | Yá                      | -                    | - - - |
| 4      | 牛          | Niú                     | 牛字旁               | 牛、特、牧、牡、物、牦、牲、牺、牲、犄、犊 |
| 4      | 犬          | Quăn                    | 反犬旁               | 犬、狗、猫、独、猜、狂、犯、猴、状、犹、狐、狸、狼、狠、狱 (la parola in mezzo è un falso amico: in origine era un uomo)、猪、猛、犸 (in 猛犸)、狼、狈、狄 (nel nome 狄仁杰)、狙、狒、狭、狡、猾、猜、狈、狭、献 |
| 5      | 玄          | Xuán                    | -                    | 玄、率、兹 (una coppia di 玄 fusi insieme, usati in 乌兹别克斯坦 e 乌兹冲锋枪, facilmente confondibile con 艾滋病 e 慈禧) |
| 5      | 玉 (王, 玊) | Yù (Wáng, Sù)           | 王字旁               | 王、玉、球、玩、现、班、珉、理、皇、玛、玫、瑰、珍、玲、珑、珠、琛 (in 亚琛) |
| 5      | 瓜          | Guā                     | -                    | 瓜、瓣 |
| 5      | 瓦          | Wǎ                      | -                    | 瓦、甑、瓶、瓿、瓷 |
| 5      | 甘          | Gān                     | -                    | 甘、甜、甚 (la parte inferiore rappresenta un cucchiaio pieno di cibo) |
| 5      | 生          | Shēng                   | -                    | - - - |
| 5      | 用          | Yòng                    | -                    | 用、甩 |
| 5      | 田          | Tián                    | 田字旁               | 田、画、町、略、留、番、畜、畏、畔、毗、畅、疆 |
| 5      | 疋          | Pǐ, Shū                 | -                    | 疏、疑 |
| 5      | 疒          | Chuáng, Né, Nì          | 病字旁               | 病、癌、症、疤、痕、痰、痒、癖、疲、疗、疟、疾、疙、瘩、瘦、疯、疮、痂、瘫、痪、瘸、痴 |
| 5      | 癶          | Bō                      | -                    | 登 |
| 5      | 白          | Bái                     | 白字旁               | 白、百、的、魄、皂 |
| 5      | 皮          | Pí                      | -                    | 皮、皱 |
| 5      | 皿          | Mǐn, Mǐng               | 皿字底               | 皿、盖、盈、益、盛、盆、盘、盗、盐、监、盒、盖、盟 |
| 5      | 目          | Mù                      | 目字旁               | 目、真、眉、省、督、眼、睛、盯、瞧、睁、瞬、盼、睫、瞳、眨、眯、瞻、睹、眇、瞄、睬、瞩、瞪、瞰 |
| 5      | 矛          | Máo                     | -                    | 矛、柔 |
| 5      | 矢          | Shǐ                     | -                    | 矢、族、矣、短、矮、矩、矫 |
| 5      | 石          | Shí                     | 石字旁               | 石、码、矿、硬、砚、研、碗、砖、碑、础、硕、碰、破、碎、砍、磋、碳、碌、碍、磁、砸、磕、岩、碧 (in 雪碧)、磨 |
| 5      | 示          | Shì                     | 示字旁               | 示、禁、票、视、礼、神、福、祖、祝、禧 (nel nome 慈禧)、祈、祷、祥、祺、袱、祸、禅 |
| 5      | 禸          | Róu                     | -                    | 离、禹 (se si pensa come falso amico)、禺 (se si pensa come falso amico)、禽 |
| 5      | 禾          | Hé                      | 禾木旁               | 禾、利、租、私、秋、程、称、税、和、种、科、秒、积、移、稀、稳、秘、秤、稼、稠、稻、稀、穆、季、秃、秀、秦 |
| 5      | 穴          | Xué                     | 穴宝盖               | 穴、究、穿、突、窗、穷、空、窄、窝、窜、窒、窥、窃 |
| 5      | 立          | Lì                      | 立字旁               | 立、竣、端、竭、靖 (in 靖国神社)、亲、竞、竟、章 (falso amico: è un coltello)、妾 (falso amico: è un coltello)、童 (falso amico: è un coltello)、竖 |
| 6      | 竹          | Zhú                     | 竹字头               | 竹、第、笠、简、笛、笨、笙、筷、笔、笋、筐、笼、箩、等、符、管、箱、篇、篮、筏、竽、竿、笑、笠、筒、答、策、签、算、箭、籍、筛、筑、簸、箕、筲、筋、籥、筹 |
| 6      | 米          | Mĭ                      | 米字旁               | 米、糖、粉、料、糕、糟、糕、粗、粽、粮、粒、粹、糊、粉、粪、娄 (in 克娄巴特拉)、类、粥、粤、糜 |
| 6      | 糸          | Sī, Mì                  | 绞丝旁               | 纪、给、组、织、络、缝、绝、绩、纱、练、系、纹、绞、绑、继、续、红、级、索、紧、纷、纳、纸、纽、约、线、细、终、经、绕、绘、统、绳、综、绿、缩、纺、纬、缔、缚、纤、维、绎、纵、纯、绪、纺、绅 |
| 6      | 缶          | Fǒu                     | 缶字旁               | 罐、缸、缺 |
| 6      | 网          | Wǎng                    | 皿字头               | 网、罕、罗、罢、置、罚、罪、署、罩 |
| 6      | 羊          | Yáng                    | -                    | 羊、羞、着、羚、羡、群、美 (falso amico di un cappello adornato di piume o corna sopra la testa di una persona 大) |
| 6      | 羽          | Yǔ                      | -                    | 羽、翅、翻、翁、翠 |
| 6      | 老          | Lǎo                     | -                    | 老、考、孝、者 (falso amico, siccome rappresenta una pianta sopra una bocca) |
| 6      | 而          | Ér                      | -                    | 而、斋、耍 |
| 6      | 耒          | Lěi                     | -                    | 耒、耙、耗、耕 |
| 6      | 耳          | Ěr                      | 耳字旁               | 耳、耻、耽、聊、聪、耶、联、聘、聋、耸 |
| 6      | 聿          | Yù                      | -                    | 聿、肃、肆 (nel modo di dire 如入鲍鱼之肆，久而不闻其臭) |
| 6      | 肉          | Ròu                     | 月字旁               | 肉、肏 (gli altri sono nel radicale 月) |
| 6      | 臣          | Chén                    | -                    | 臣、卧 (in origine 臥) |
| 6      | 自          | Zì                      | -                    | 自、臭 |
| 6      | 至          | Zhì                     | -                    | 至、致 (il carattere a fianco indica la pronuncia) |
| 6      | 臼          | Jiù                     | -                    | 臼、舀、舂、舅 (sebbene 臼 indichi solo la pronuncia, 男 non esiste come radicale) |
| 6      | 舌          | Shé                     | 舌字旁               | 舌、乱、辞、舔、舒 (予 come radicale non esiste) |
| 6      | 舛          | Chuǎn                   | -                    | 舞、舜 (l'artiglio in alto è un falso amico di 炎) |
| 6      | 舟          | Zhōu                    | 舟字旁               | 舟、船、航、般、舢 (in 舢板)、舱、舰、艇、艘 |
| 6      | 艮          | Gèn                     | -                    | 艮 (in 儒艮), 艰 |
| 6      | 色          | Sè                      | -                    | 色、艳 |
| 6      | 艸          | Cǎo                     | -                    | 草、艾、茶、萨、药、菜、苗、节、花、苏、苹、苦、劳、蕉、芳、菲、蓝、荣、蓄、艺、莉、莱 (usato nel nome 莱恩, Ryan)、芬 (nel nome 达芬奇)、茵 (in 莱茵河)、著、荔、茉、菊、蕴、芒、芹 (nel nome 曹雪芹)、萌、芽、若、英、莓、范、茄、莫、获、芭 (in 芭比)、苍、荫、荐、莲、落、荧、荷、蒂、荤、蕾、茫、芙、蓉、萧、董、芯、葱、薄、萍、萧、葛、茅、芷、菩 (in 菩萨)、茂、蒸 (anticamente indicava una lanterna ottenuta con gambi di canapa intrecciati) |
| 6      | 虍          | Hǔ                      | 虎字头               | 虎、彪、虚、虏、虐、虑 |
| 6      | 虫          | Chóng                   | 虫字旁               | 虫、虽、蚊、蚂、蚁、虹、蜂、蛇、蜘、蛛、蝇、蠕、螺、蠢、虾、蛋、蚕、蛮、蠢 |
| 6      | 血          | Xué (colloquiale "Xiě") | -                    | 血、衅 |
| 6      | 行          | Xíng, Háng              | -                    | 行、街、衡、衍 |
| 6      | 衣          | Yī                      | 衣字旁               | 衣、表、衬、衫、裙、裤、初、补、被、袜、福、袍、裂、裕、裳、衮、裹、袈、裟、 |
| 6      | 襾          | Yà, Xià                 | -                    | 西、要 (in origine era simile a 宴 e indicava il sole 日)、覆 |
| 7      | 見          | Jiàn                    | -                    | 见、规 (indica anche la pronuncia)、览、觉 |
| 7      | 角          | Jiǎo, Jué               | 角字旁               | 角、解、触 |
| 7      | 言          | Yán                     | 言字旁               | 言、话、讲、说、读、谢、请、读、谊、谁、谅、语、课、让、试、讯、译、讨、论、词、谁、诉、记、访、谓、计、该、议、证、认、诚、订、调、讶、诸、许、评、诊、诈、诬、谣、诽、谤、训、诸、诗、诺、试、诞、详、讽、谈、诅、诡、询、设、计、谄、谛、谚、谣、谱、谦、谋、证、谭 (in 天方夜谭)、誓、誉、警 |
| 7      | 谷          | Gǔ                      | -                    | 谷、欲 |
| 7      | 豆          | Dòu                     | -                    | 豆、豉、豌 |
| 7      | 豕          | Shĭ                     | -                    | 豕、象、豪 (la parte in alto indica la pronuncia)、豫 (il carattere 予 non esiste come radicale) |
| 7      | 豸          | Zhì                     | -                    | 豸、豺、貂、貌、貉 |
| 7      | 貝          | Bèi                     | -                    | 贝、赋、赔、财、购、账、贩、贱、贿、赂、赃、赌、赎、贼、赠、贩、赐、费、赛、贪、贺、赞、负、货、贸、贵、贷、资、赏、赁、贤、责、贫、贡 |
| 7      | 赤          | Chì                     |                      | 赤、赦、赫、赭 |
| 7      | 走          | Zǒu                     | 走字旁               | 走、起、赶、赵、趣、越、赴、趁、趋、趟、越、超、趁 |
| 7      | 足          | Zú                      | 足字旁               | 足、踢、跳、踩、跪、趾、跑、跟、踏、趴、跃、距、路、践、跨、跛、跪、蹬、踪、踊 |
| 7      | 身          | Shēn                    | 身字旁               | 身、躲、躺、躬 |
| 7      | 車          | Chē                     | -                    | 车、辆、转、轮、轨、软、轻、轴、轿、辅、辖、辅、辍、辕、辙、辑、辈、舆 (è incasellato nel carattere 舁 yu2) |
| 7      | 辛          | Xīn                     | -                    | 辛、辣、辟、辨 (il coltello stilizzato come nel carattere 辨 e 班 non esiste come radicale, contrariamente alla versione in caratteri come 到) |
| 7      | 辰          | Chén                    | -                    | 辰、辱 |
| 7      | 辵          | Chuò                    | 走之旁               | 进、这、這、边、迈、达、运、巡、过、连、远、道、迎、速、退、送、通、还、迁、途、近、迟、逼、迫、选、迹、追、遇、遗、返、违、迪、遥、远、逮、逊、遭、遏、邋、遢、透 |
| 7      | 邑          | Yì                      | -                    | 邑、邓、那、邦、邮、邻、郊、郑、部、郭、邪 |
| 7      | 酉          | Yǒu                     | -                    | 酋、配、酌、酝、酿、酸、酵、酚、醋、酣、酪、酥、酱、酊、酶、酷、酹、醉、醒、醇、酬、酗 |
| 7      | 釆          | Cǎi, Biàn               | -                    | 释、釉 (nel nome 釉里红, un celebre tipo di porcellana cinese)、番 |
| 7      | 里          | Lǐ                      | -                    | 里、野、量、重 |
| 8      | 金          | Jīn                     | 金字旁               | 金、银、铂、锻、钢、铁、镐、钟、铜、钉、针、铅、锁、铐、锣、错、钱、钚、镜、钓、钥、铜、钏、铝、锋、锦、销、铺、锯、镇、锋、镝、镖、铃、钙、钦、锐、铺、锈、铭、镶、铲、鉴、鏖、鉴、釜 |
| 8      | 長          | Zhǎng                   | -                    | 套、肆 |
| 8      | 門          | Mén                     | -                    | 门、问、间、闽、阐、闯、闭、闲、闷、闹、闻、阅、闩、闪、闫、闾、阀、阁、阉、阑、阔、阂 |
| 8      | 阜          | Fù                      | -                    | 阜 (in 曲阜)、队、阴、阳、防、阶、阻、附、际、陈、降、限、陕、院、除、险、隋、隧、阵、陌、陪、陡、隆 (in 吉隆坡)、陵、阵、陶、阪 (in 大阪)、陀 |
| 8      | 隶          | Dài, Lì                 | -                    | - - - |
| 8      | 隹          | Zhuī                    | 隹字旁               | 难、雄、雌、耀、雇、集、雕、雁 (il componente esterno rende in parte la pronuncia) |
| 8      | 雨          | Yǔ                      | 雨字头               | 雨、雪、雹、雷、零、需、霉、霸、霜、震、霖、雾、霞、霍 |
| 8      | 靑          | Qīng                    | -                    | 青 ( 靑 )、静、靛 |
| 8      | 非          | Fēi                     | -                    | 非、靠 |
| 9      | 面          | Miàn                    | -                    | - - - |
| 9      | 革          | Gé                      | 革字旁               | 革、鞋、靶、靴、鞍、鞭、鞠、鞘、鞑、鞑、靼 |
| 9      | 韋          | Wéi                     | -                    | 韦、韧、韩 |
| 9      | 音          | Yīn                     | 音字旁               | 音、韵、韶 (nel nome 仰韶文化) |
| 9      | 韭          | Jiǔ                     | -                    | - - - |
| 9      | 頁          | Yè, Xié                 | -                    | 页、顶、顷、顺、须、项、顿、顾、预、颂、领、颈、颜、题、颠、颈、颂 |
| 9      | 風          | Fēng                    | -                    | 风、飒 (in origine indicava il vento leggero)、飓、飕、飘、飙 |
| 9      | 飛          | Fēi                     | -                    | - - - |
| 9      | 食          | Shí                     | 食字旁               | 食、餐、饭、饥、饿、馆、饮、饺、馒、蚀、饼、饱、饪、饰、饲、饴、饵、饶、馈、馅 |
| 9      | 首          | Shǒu                    | -                    | - - - |
| 9      | 香          | Xiāng                   | -                    | 香、馨 |
| 10     | 馬          | Mă                      | 马字旁               | 马、驾、骑、骏、骆、驼、驴、驱、驶、骄、驯、驿、驳 |
| 10     | 骨          | Gǔ                      | 骨字旁               | 骨、骼、骰、骷、髅、骶、骸、髋 |
| 10     | 高          | Gāo                     | -                    | 高、亮、亭 |
| 10     | 髟          | Biāo                    | -                    | 鬓、髦、鬃 |
| 10     | 鬥          | Dòu                     | -                    | - - - |
| 10     | 鬯          | Chàng                   | -                    | - - - |
| 10     | 鬲          | Gé, Lì                  | -                    | 融、鬻 |
| 10     | 鬼          | Guǐ                     | -                    | 鬼、魏、魂、魂、魅、魁、魆 (per enfatizzare in 黑魆魆)、魑、魅、魍、魉 (l'espressione fissa che li raccoglie tutti è 魑魅魍魉)、魔 |
| 11     | 魚          | Yú                      | 鱼字旁               | 鱼、鲁、鲨、鱿、鲅、鲍、鲇、鲛、鲜、鲔、鲑、鳗、鲡、鲭、鲱、鲸、鳃、鳕、鳞、稣 |
| 11     | 鳥          | Niǎo, Diǎo              | 鸟字旁               | 鸟、鸠 (nel nome 孟德斯鸠)、鸡、鸦、鸦、鸹、鸥、鸨、鸭、鸮、鸬、鹚、鸽、鹅、鸿、鹊、鹌、鹑、鹏、鹦、鹤 (in 黄鹤楼)、鹉、鸢 (in 鸢尾)、鸳、鸯 |
| 11     | 鹵          | Lǔ                      | -                    | - - - |
| 11     | 鹿          | Lù                      | -                    | 鹿、麂、麋、麝 |
| 11     | 麥          | Mài                     | -                    | 麦、麸 |
| 11     | 麻          | Má                      | -                    | - - - |
| 12     | 黄          | Huáng                   | -                    | - - - |
| 12     | 黍          | Shǔ                     | -                    | 黎 (in 巴黎)、黏 |
| 12     | 黑          | Hēi                     | 黑字旁               | 黑、黛、默、黢 (per enfatizzare in 黑黢黢)、黯、黔 (in 黔南州, in cui vivono i Miao e i Buyei/Tujia; nome anche di un fiume, 黔江) |
| 12     | 黹          | Zhǐ                     | -                    | - - - |
| 13     | 黽          | Mǐng, Mǐn               | -                    | - - - |
| 13     | 鼎          | Dǐng                    | -                    | - - - |
| 13     | 鼓          | Gǔ                      | -                    | - - - |
| 13     | 鼠          | Shǔ                     | -                    | 鼠、鼯 |
| 14     | 鼻          | Bí                      | -                    | 鼻、鼾、齁 |
| 14     | 齊          | Qí                      | -                    | - - - |
| 15     | 齒          | Chǐ                     | -                    | 齿、龄、龈、龅、龃、龉 |
| 16     | 龍          | Lóng                    | -                    | - - - |
| 16     | 龜          | Guī, Qiū, Jūn           | -                    | - - - |
| 17     | 龠          | Yuè                     | -                    | - - - |

## Lista di Radicali Kangxi con pronuncia sino-xenica, primo cinese medio e pronuncia go-on arcaica
Nella seguente tabella, i Radicali Kangxi sono ordinabili in base al pinyin o alla pronuncia nel dialetto cantonese in base a un pulsante apposito. In più, si possono fare paragoni tra la pronuncia cinese attuale e quella in Primo Cinese Medio in base alla ricostruzione del Guangyun di Baxter (2011), Laddove il carattere è assente, non è stata indicata la pronuncia. Oltre al primo cinese medio, sono presenti la lettura cinese in lingua coreana, vietnamita e giapponese (con derivazione storica) Go-on e Kan-on (laddove esistono più pronunce, si è optato per scegliere quella più vicina al cinese medio; per esempio, la pronuncia tarda Tang e Song 唐宋音 e le pronunce slang sono state escluse). Quella giapponese è affiancata dalla trascrizione in caratteri romani (roomaji) con il sistema Hepburn. Le vocali lunghe sono state trascritte seguendo l'ortografia invece della pronuncia, siccome la -u finale è ben distinta (e da essa si risale a un dittongo o a una coda nasale velare in cinese). La pulsantiera si può usare anche per aiutarsi a fare comparazioni con il primo cinese medio con delle caratteristiche a inizio sillaba e fine sillaba (per le seconde, è stata impostata una colonna ad hoc). La romanizzazione in cantonese è stata effettuata con il sistema Jyutping. I Radicali Kangxi sono affiancati da tutte le loro variazioni, versioni semplificate e dalle variazioni rintracciabili nei kanji giapponesi e negli Han tu vietnamiti.
In fondo alla tabella sono sbrogliate alcune pronunce problematiche in coreano dei radicali Kangxi.
| Radicale (Kangxi Bushou)     | Pinyin                     | Primo Cinese Medio (Baxter, 2011) | *-p/t/k? *-m? -n? -ng? | Cantonese (Jyutping)               | Giapponese (Kouki Bushu) On'yomi                        | Roomaji                                         | Coreano (Kangheui Busu) Hangeul | Vietnamita (Bộ thủ Khang Hi)   | Altri nomi 名字      |
| ---------------------------- | -------------------------- | --------------------------------- | ---------------------- | ---------------------------------- | ------------------------------------------------------- | ----------------------------------------------- | ------------------------------- | ------------------------------ | -------------------- |
| 一                           | Yī                         | 'jit                              | *-t                    | jat1                               | イチ                                                    | ichi                                            | 일                              | nhất                           | -                    |
| 丨                           | Gǔn                        | (古本切)                          | -n                     | gwan2                              | コン                                                    | kon                                             | 곤                              | cổn                            | -                    |
| 丶> 主, 。                   | Zhǔ (Diǎn)                 | (知庾切 > 冢庾切)                 |                        | jyu2                               | チュ                                                    | chu                                             | 주                              | chủ                            | -                    |
| 丿, (乀, 乁)                 | Piě                        | (房密切 > 普蔑切 > 匹蔑切)        | *-t                    | pit3                               | ヘツ                                                    | hetsu                                           | 별                              | phiệt                          | -                    |
| 乙, (⺄, 乚)                 | Yǐ                         | (於筆切 > 億姞切 > 益悉切)        | *-t                    | jyut3                              | オツ                                                    | otsu                                            | 을                              | ất                             | -                    |
| 亅                           | Jué                        | (衢月切 > 其月切)                 | *-t                    | kyut3                              | ケツ                                                    | ketsu                                           | 궐                              | quyết                          | -                    |
| 二                           | Èr                         | nyijH                             |                        | ji6                                | ニ                                                      | ni                                              | 이                              | nhị                            | -                    |
| 亠                           | Tóu                        | (徒鉤切) (dallo【字彙】)          |                        | tau4                               | トウ                                                    | tou                                             | 두                              | đầu                            | 文字头               |
| 人, 亻                       | Rén                        | nyin                              | -n                     | jan4                               | ニン                                                    | nin                                             | 인                              | nhân                           | 人字头 单人旁 单立人 |
| 儿                           | Ér, Rén                    | nye                               |                        | ji4                                | ニン                                                    | nin                                             | 아, 인                          | nhi                            | -                    |
| 入                           | Rù                         | nyip                              | *-p                    | jap6                               | ニュウ < ニフ                                           | nyuu < nifu                                     | 입                              | nhập                           | -                    |
| 八 > 丷                      | Bā                         | peat                              | *-t                    | baat3                              | ハチ                                                    | hachi                                           | 팔                              | bát                            | 八字旁               |
| 冂 > 冋 > 坰                 | Jiōng                      | kweng (古熒切 > 涓熒切)           | -ng                    | gwing1                             | ケイ < くゑい                                           | kei < kwei                                      | 경                              | quynh                          | 同字框               |
| 冖 > 冪                      | Mí                         | (莫狄切)                          | *-k                    | mik6 (da 幂 mi4)                   | ミャク                                                  | myaku                                           | 멱                              | mịch                           | 秃宝盖               |
| 仌 > 冫(冰)                  | Bīng                       | ping                              | -ng                    | bing1                              | ベキ                                                    | beki                                            | 빙                              | băng                           | 两点水               |
| 几                           | Jī                         | kj+jX, kijX                       |                        | gei2 (Jǐ) gei1 (Jī)                | キ                                                      | ki                                              | 궤                              | kỷ                             | -                    |
| 凵 > 坎                      | Kǎn, Qiǎn                  | khomX (da 坎 kan3, "buca")        | *-m                    | ham1 (da 坎 kan3, "buca")          | カン < カム コン < コム                                 | kan < kamu kon < komu                           | 감                              | khảm                           | -                    |
| 刀,刂, ⺈                    | Dāo                        | taw                               |                        | dou1                               | トウ タウ                                               | tou tau                                         | 도                              | đao                            | 力字旁 立刀旁        |
| 力                           | Lì                         | lik                               | *-k                    | lik6                               | リキ リョク                                             | riki ryoku                                      | 력, 역                          | lực                            | -                    |
| 勹 > 包, 胞                  | Bāo                        | paew (da 包 bao1)                 |                        | baau1 (da 包 bao1)                 | ホウ < ハウ                                             | hou < hau                                       | 포                              | bao                            | 包字头               |
| 匕                           | Bǐ                         | pjijH, pjijX                      |                        | bei6                               | ヒ                                                      | hi                                              | 비                              | chủy                           |                      |
| 𠥓 > 匚                      | Fāng                       | pjang                             | -ng                    | fong1                              | ホウ < ハウ                                             | hou < hau                                       | 방                              | phương                         | 三框儿               |
| 匸                           | Xǐ                         | (胡礼切 > 戸禮切)                 |                        | hai2, hai5, wai5                   | ケイ                                                    | kei                                             | 혜                              | hệ                             | -                    |
| 十                           | Shí                        | dzyip                             | *-p                    | sap6                               | ジュウ < ジフ シュウ < シフ                             | juu < jifu shuu < shifu                         | 십                              | thập                           | 十字儿               |
| ⺊ >卜                       | Bǔ                         | puwk                              | *-k                    | baak6                              | ボク ホク                                               | boku hoku                                       | 복                              | bốc                            | 卜字头               |
| 卩 > 㔾, 卪, (巴)            | Jié                        | (子結切)                          | *-t                    | zit3 (da 节 jie2)                  | セツ                                                    | setsu                                           | 절                              | tiết                           | 单耳刀               |
| 厂, (⺁)                     | Hàn                        | xanH                              | -n                     | cong2                              | カン                                                    | kan                                             | 한                              | hán                            | 厂字旁               |
| 厶 > 私                      | Sī                         | sij (da 私 si1)                   |                        | si1 (da 私 si1)                    | シ                                                      | shi                                             | 사                              | khư                            | 私字儿               |
| 又 > (彐)                    | Yòu                        | hjuwH                             |                        | jau6                               | ユウ                                                    | uu                                              | 우                              | hựu                            | 又字旁               |
| 口                           | Kǒu                        | khuwX                             |                        | hau2                               | コウ ク                                                 | kou ku                                          | 구                              | khẩu                           | 口字旁               |
| 囗                           | Wéi                        | hjw+j (da 围 wei2)                |                        | wai4 (da 围 wei2)                  | イ < ヰ                                                 | i < wi                                          | 위                              | vi                             | 方框儿               |
| 土                           | Tŭ                         | thuX, duX                         |                        | tou2                               | ト ド                                                   | to do                                           | 두                              | thổ                            | 提土旁               |
| 士                           | Shì                        | dzriX                             |                        | si6                                | シ                                                      | shi                                             | 사                              | sĩ                             | -                    |
| 夂                           | Zhì                        | (陟侈切 > 陟移切)                 |                        | zi2                                | チ                                                      | chi                                             | 치                              | truy                           | 反文旁               |
| 夊                           | Suī                        | swij                              |                        | seoi1                              | スイ                                                    | sui                                             | 쇠                              | tuy/suy                        | -                    |
| 夕 (~月)                     | Xī                         | zjek                              | *-k                    | zik6                               | セキ ジャク                                             | seki jaku                                       | 석                              | tịch                           | 夕字旁               |
| 大 (太; ~亣, ~立)            | Dài, Dà                    | dajH, daH                         |                        | daai6                              | ダイ タイ                                               | dai tai                                         | 대                              | đại                            | 大字头               |
| 女                           | Nǚ                         | nrjoX                             |                        | neoi5                              | ニョ                                                    | nyo                                             | 녀, 여                          | nữ                             | 女字旁               |
| 𡿹 > 子, (㜽)                | Zǐ                         | tsiX                              |                        | zi2                                | シ                                                      | shi                                             | 자                              | tử                             | 子字旁               |
| ~向 > 宀                     | Miàn                       | (武延切 > 彌延切)                 | -n                     | min4                               | メン                                                    | men                                             | 면                              | miên                           | 宝盖头               |
| 寸                           | Cùn                        | tshwonH                           | -n                     | cyun3                              | スン ソン                                               | sun son                                         | 촌                              | thốn                           | 寸字旁               |
| 小, ⺌                       | Xiǎo                       | sjewX                             |                        | siu2                               | ショウ < セウ                                           | shou < seu                                      | 소                              | tiểu                           | 小字头               |
| 𡯁 > 尢, 尣                  | Wāng                       | [羽求切 > 尤]                     | -ng                    | wong1                              | オウ < ワウ                                             | ou < wau                                        | 왕                              | uông                           | 尤字旁               |
| 𡰣 > 尸                      | Shī                        | syij                              |                        | si1                                | シ                                                      | shi                                             | 시                              | thi                            | 尸字头               |
| 屮                           | Chè                        | (丑列切 > 敕列切)                 | *-t                    | cit3                               | テツ                                                    | tetsu                                           | 철, 초                          | triệt                          | -                    |
| 山                           | Shān                       | srean                             | -n                     | saan1                              | サン セン                                               | san sen                                         | 산                              | sơn                            | 山字旁               |
| 巛 > 川                      | Chuān                      | tsyhwen                           | -n                     | cyun1                              | セン                                                    | sen                                             | 천                              | xuyên                          | 三拐儿               |
| 工 (𢒄)                      | Gōng                       | kuwng                             | -ng                    | gung1                              | コウ                                                    | kou                                             | 공                              | công                           | -                    |
| 己                           | Jǐ                         | kiX                               |                        | gei2                               | キ コ                                                   | ki ko                                           | 기                              | kỷ                             | -                    |
| 巾                           | Jīn                        | kin                               | -n                     | gan1                               | キン                                                    | kin                                             | 건                              | cân                            | 巾字旁               |
| 干                           | Gān                        | kan                               | -n                     | gon1                               | カン                                                    | kan                                             | 간                              | can                            | -                    |
| 幺, 么                       | Yāo                        | (於堯切 > 伊堯切)                 |                        | jiu1                               | ヨウ < エウ                                             | you < eu                                        | 요                              | yêu                            | 幺字旁               |
| 广 > 廣, 広                  | Guǎng, Yǎn, Ān             | kwangH, kwangX                    | *-m -ng                | gwong2                             | ゲン < ゲム                                             | gen < gemu                                      | 엄                              | nghiễm                         | 广字旁               |
| 廴                           | Yín                        | (余忍切 > 以忍切)                 | -n                     | jan2                               | イン                                                    | in                                              | 인                              | dẫn                            | 建字旁               |
| 𠬞, 𢪒, 𢪙 > 廾 (八)         | Gǒng                       | kjowngX                           | -ng                    | gung2 (da 拱 gong3)                | キョウ                                                  | kyou                                            | 공                              | củng                           | 弄字底               |
| 弋                           | Yì                         | yik                               | *-k                    | jik6                               | ヨク                                                    | yoku                                            | 익                              | dặc                            | -                    |
| 弓                           | Gōng                       | kjuwng                            | -ng                    | gung1                              | キュウ グウ                                             | kyuu guu                                        | 궁                              | cung                           | 弓字旁               |
| 彑 > 彐                      | Jì                         | (居例切)                          |                        | gai3                               | ケイ                                                    | kei                                             | 계                              | ký, kệ, kẹ, kí                 | -                    |
| 彡                           | Shān                       | (所銜切 > 師銜切)                 | *-m                    | saam1                              | サン < サム                                             | san < samu                                      | 삼                              | sam                            | 三撇儿               |
| 彳                           | Chì                        | (丑亦切)                          | *-k                    | cik1                               | テキ                                                    | teki                                            | 척                              | sách, xích                     | 双人旁 双立人        |
| 心, 忄, 㣺, ⺗               | Xīn                        | sim                               | *-m                    | sam1                               | シン < シム                                             | shin < shimu                                    | 심                              | tâm                            | 竖心旁               |
| 戈                           | Gē                         | kwa                               |                        | gwo1                               | カ                                                      | ka                                              | 과                              | qua                            | -                    |
| 戶 > 戸, 户                  | Hù                         | huX                               |                        | wu6                                | コ                                                      | ko                                              | 호                              | hộ                             | 户字旁               |
| 手, 扌, 龵                   | Shǒu                       | (書九切 > 始九切)                 |                        | sau2                               | シュウ                                                  | shuu                                            | 수                              | thủ                            | 提手旁               |
| 支                           | Zhī                        | tsye                              |                        | zi1                                | シ                                                      | shi                                             | 지                              | chi                            | 支字旁               |
| 攴                           | Pū                         | (普木切)                          | *-k                    | bok1, pok3                         | ホク ボク                                               | hoku boku                                       | 복                              | phộc                           | -                    |
| 文                           | Wén                        | mjun                              | -n                     | man4                               | モン ブン                                               | mon bun                                         | 문                              | văn                            | -                    |
| 斗                           | Dǒu                        | tuwX, tuwH                        |                        | dau2                               | トウ                                                    | tou                                             | 두                              | đẩu                            | -                    |
| 斤                           | Jīn                        | kj+n, kj+nH                       | -n                     | gan1                               | キン                                                    | kin                                             | 근                              | cân                            | 斤字头               |
| 方                           | Fāng                       | pjang                             | -ng                    | fong1                              | ホウ < ハウ                                             | hou < hau                                       | 방                              | phương                         | 方字旁               |
| 𣞤 > 𣞤 > 無 (舞) > 无       | Wú                         | mju                               |                        | mou4                               | ム ブ                                                   | mu bu                                           | 무                              | vô                             | -                    |
| ☉ > 日                       | Rì                         | nyit                              | *-t                    | jat6                               | ニチ                                                    | nichi                                           | 일                              | nhật                           | 日字旁               |
| 曰                           | Yuē                        | hjwot                             | *-t                    | joek6                              | エツ < ヱツ ワチ                                        | etsu < wetsu wachi                              | 왈                              | viết                           | 冒字头               |
| 月 (~夕)                     | Yuè                        | ngjwot                            | *-t                    | jyut6                              | ゲツ < グヱツ ガツ                                      | getsu < gwetsu gatsu                            | 월                              | nguyệt                         | 月字旁               |
| 木                           | Mù                         | muwk                              | *-k                    | muk6                               | モク                                                    | moku                                            | 목                              | mộc                            | 木字旁               |
| 欠 (~㒫 > 无)                | Qiàn                       | khjaemH, khjomH                   | *-m                    | him3                               | ケン < ケム カン < カム                                 | ken < kemu kan < kamu                           | 흠                              | khiếm                          | 欠字旁               |
| 止                           | Zhǐ                        | tsyiX                             |                        | zi2                                | シ                                                      | shi                                             | 지                              | chỉ                            | 止字旁               |
| ~𣦻 > 歺 > 歹                | Dǎi - - - È                | (五割切)                          | *-t                    | daai2 - - - ngaat6, aat3           | タイ - - - ガツ ガチ                                    | tai - - - gatsu gachi                           | 대 - - - 알                     | đãi - - - ngạt, ngặt           | 歹字旁               |
| 殳                           | Shū                        | dzyu                              |                        | syu4                               | シュ                                                    | shu                                             | 수                              | thù                            | -                    |
| (母>) 毋                     | Wú                         | mju                               |                        | mou4                               | ム ブ                                                   | mu bu                                           | 무                              | vô                             | -                    |
| 比                           | Bĭ                         | pjijX                             |                        | bei2                               | ヒ                                                      | hi                                              | 비                              | bỉ                             | -                    |
| 毛                           | Máo                        | maw                               |                        | mou4                               | モウ                                                    | mou                                             | 모                              | mao                            | -                    |
| 氏                           | Shì                        | dzyeX                             |                        | si6                                | シ ジ                                                   | shi ji                                          | 씨                              | thị                            | -                    |
| 气 > 氣, 気                  | Qì                         | khj+jH                            |                        | hei3                               | キ                                                      | ki                                              | 기                              | khí                            | -                    |
| 水 > 氺, 氵                  | Shuǐ                       | sywijX                            |                        | seoi2                              | スイ                                                    | sui                                             | 수                              | thủy                           | 三点水               |
| 火; ~灸 > 灬                 | Huǒ                        | xwaX                              |                        | fo2                                | カ                                                      | ka                                              | 화                              | hỏa                            | 四点底               |
| 爪, 爫, ⺥                   | Zhuā                       | (側狡切)                          |                        | zaau2                              | ソウ < サウ                                             | sou < sau                                       | 조                              | trảo                           | 爪字头               |
| ~攴 > 父                     | Fù                         | bjuX                              |                        | fu6                                | ブ フ                                                   | bu fu                                           | 부                              | phụ                            | 父字头               |
| 爻                           | Yáo                        | (胡茅切 > 何交切)                 |                        | ngaau4                             | コウ < カウ                                             | kou < kau                                       | 효                              | hào                            | -                    |
| 爿 >丬                       | Pán, Qiáng                 | [讀若牆]                          | -n, -ng                | baan6, coeng4                      | ショウ < シャウ                                         | shou < shau                                     | 장                              | tường                          | -                    |
| 片                           | Piàn                       | phenH                             | -n                     | pin3                               | ヘン                                                    | hen                                             | 편                              | phiến                          | -                    |
| 牙                           | Yá                         | ngae                              |                        | ngaa4                              | ガ ゲ                                                   | ga ge                                           | 아                              | nha                            | -                    |
| 牛, 牜, ⺧                   | Niú                        | ngjuw                             |                        | ngau4                              | ギウ < ギュウ                                           | giu < gyuu                                      | 우                              | ngưu                           | 牛字旁               |
| 犬 > 犭                      | Quăn                       | khwenX                            | -n                     | hyun2                              | ケン                                                    | ken                                             | 견                              | khuyển                         | 反犬旁               |
| 玄                           | Xuán                       | hwen                              | -n                     | jyun4                              | ケン < クヱン ゲン < グヱン                             | ken < kwen gen < gwen                           | 현                              | huyền                          | -                    |
| 玉 - - - (王, ⺩) - - - (玊) | Yù - - - (Wáng) - - - (Sù) | ngjowk                            | *-k                    | juk6 - - - (wong4) - - - (suk1)    | ゴク ギョク - - - オウ < ワウ - - - シュク              | goku gyoku - - - ou < wau - - - shuku           | 옥 - - - (왕) - - - (숙, 옥)    | ngọc - - - (vương) - - - (túc) | 王字旁               |
| 瓜                           | Guā                        | kwae                              |                        | gwaa1                              | カ < クヮ                                               | ka < kwa                                        | 과                              | qua                            | -                    |
| 瓦                           | Wǎ                         | ngwaeX                            |                        | ngaa5                              | ガ < グヮ                                               | ga < gwa                                        | 와                              | ngõa                           | -                    |
| 𤮺 > 甘                      | Gān                        | kam                               | *-m                    | gam1                               | カン < カム                                             | kan < kamu                                      | 감                              | cam                            | -                    |
| 禸                           | Róu                        | (人九切 > 忍九切)                 |                        | jau2                               | ニュ ジュウ                                             | nyu jyuu                                        | 유                              | nhựu                           | -                    |
| 𤯓 > 生                      | Shēng                      | sraeng                            | -ng                    | saang1                             | セイ ショウ < シャウ                                    | sei shou < shau                                 | 생                              | sinh                           | -                    |
| 𤰃 > 用                      | Yòng                       | yowngH                            | -ng                    | jung6                              | ヨウ ユウ                                               | you uu                                          | 용                              | dụng                           | -                    |
| 田                           | Tián                       | den(H)                            | -n                     | tin4                               | デン テン                                               | den ten                                         | 전                              | điền                           | 田字旁               |
| 疋, ⺪                       | Pǐ - - - Shū               | srjo                              | *-t                    | pat1 - - - so1                     | ヒツ ヒチ - - - ショ                                    | hitsu hichi - - - sho                           | 필 - - - 소                     | thất - - - sơ                  | -                    |
| 𤕫 > 疒                      | Chuáng - - - Né, Nì        | (女戹切 > 尼厄切)                 | *-k, -ng               | cong4 - - - nak6, nik6             | ソウ - - - ダク ニャク                                  | sou - - - daku nyaku                            | 녁                              | nạch                           | 病字旁               |
| 𣥠 > 癶                      | Bō                         | pat                               | *-t                    | but6                               | ハツ                                                    | hatsu                                           | 발                              | bát                            | -                    |
| 白                           | Bái                        | baek                              | *-k                    | baak6                              | ハク ビャク                                             | haku byaku                                      | 백                              | bạch                           | 白字旁               |
| 𣪉 (叚) > 𡰻 > 皮            | Pí                         | bje                               |                        | pei4                               | ヒ                                                      | hi                                              | 피                              | bì                             | -                    |
| 皿                           | Mǐng, Mǐn                  | mjaengX                           | -n, -ng                | ming5                              | ミョウ < ミャウ                                         | myou < myau                                     | 명                              | mãnh                           | 皿字底               |
| 目, ⺫                       | Mù                         | mjuwk                             | *-k                    | muk6                               | モク                                                    | moku                                            | 목                              | mục                            | 目字旁               |
| 矛                           | Máo                        | mjuw, muw                         |                        | maau4                              | ム                                                      | mu                                              | 모                              | mâu                            | -                    |
| 皿                           | Shǐ                        | syij(X)                           |                        | ci2                                | シ                                                      | shi                                             | 시                              | thỉ                            | -                    |
| 石                           | Shí                        | dzyek                             | *-k                    | sek6                               | セキ ジャク                                             | seki jaku                                       | 석                              | thạch                          | 石字旁               |
| 丅 > 示, ⺬> 礻              | Shì                        | zyijH                             |                        | si6                                | シ ジ                                                   | shi ji                                          | 시                              | thị                            | 示字旁               |
| 禾                           | Hé                         | hwa                               |                        | wo4                                | カ < クヮ                                               | ka < kwa                                        | 화                              | hòa                            | 禾木旁               |
| 𥤢 > 穴                      | Xué                        | hwet                              | *-t                    | jyut6                              | ケツ < クヱツ ケチ < クヱチ                             | ketsu < kwetsu kechi < kwechi                   | 혈                              | huyệt                          | 穴宝盖               |
| 立 (+辛 in cima)             | Lì                         | lip                               | *-p                    | laap6                              | リュウ < リフ                                           | ryuu < rifu                                     | 립, 입                          | lập                            | 立字旁               |
| 竹, ⺮                       | Zhú                        | trjuwk                            | *-k                    | zuk1                               | チク                                                    | chiku                                           | 죽                              | trúc                           | 竹字头               |
| 米                           | Mĭ                         | mejX                              |                        | mai5                               | マイ                                                    | mai                                             | 미                              | mễ                             | 米字旁               |
| 糸 > 糹, 纟                  | Sī - - - Mì                | si                                | *-k                    | si1 - - - mik6                     | シ - - - ミャク                                         | shi - - - myaku                                 | 실, 사 - - - 멱                 | mịch - - - tơ, ti              | 绞丝旁               |
| 缶                           | Fǒu                        | pjuwX                             |                        | fau2                               | フウ                                                    | fuu                                             | 부                              | phũ, phẫu, phễu                | 缶字旁               |
| 网 > 罒, ⺳(𦉸 > 罔 > 網)    | Wǎng                       | mjangX                            | -ng                    | mong5                              | モウ < マウ ボウ < バウ                                 | mou < mau bou < bau                             | 망                              | võng                           | 皿字头               |
| 𦍋 > 羊 > ⺶, 𦍌, ⺷         | Yáng                       | yang                              | -ng                    | joeng4                             | ヨウ < ヤウ                                             | you < yau                                       | 양                              | dương                          | -                    |
| 𦏲 > 羽                      | Yǔ                         | hjuX                              |                        | jyu5                               | ウ                                                      | u                                               | 우                              | vũ                             | -                    |
| 老 > 耂                      | Lǎo                        | lao3                              |                        | lou5                               | ロウ < ラウ                                             | rou < rau                                       | 로                              | lão                            | -                    |
| 而                           | Ér                         | nyi                               |                        | ji4                                | ニ                                                      | ni                                              | 이                              | nhi                            | -                    |
| 耒                           | Lěi                        | lwijX, lwojH                      |                        | leoi6                              | ライ                                                    | rai                                             | 뢰                              | lỗi                            | -                    |
| 耳                           | Ěr                         | nyiX                              |                        | ji5                                | ニ                                                      | ni                                              | 이                              | nhĩ                            | 耳字旁               |
| 聿 > ⺻                      | Yù                         | (余律切 > 允律切 > 以律切)        | *-t                    | jyut6                              | イツ イチ < ヰチ                                        | itsu ichi < wichi                               | 율                              | duật                           | -                    |
| 肉 >⺼                       | Ròu                        | rou4                              | *-k                    | juk6                               | ニク                                                    | niku                                            | 육                              | nhục                           | 月字旁               |
| 臣                           | Chén                       | dzyin                             | -n                     | san4                               | ジン シン                                               | jin shin                                        | 신                              | thần                           | -                    |
| 𦣹 > 自                      | Zì                         | dzijH                             |                        | zi6                                | ジ シ                                                   | ji shi                                          | 자                              | tự                             | -                    |
| 至                           | Zhì                        | tsyijH                            |                        | zi3                                | シ                                                      | shi                                             | 지                              | chí                            | -                    |
| 臼                           | Jiù                        | gjuwX                             |                        | kau5                               | キュウ                                                  | kyuu                                            | 구                              | cữu                            | -                    |
| 舌                           | Shé                        | zyet                              | *-t                    | sit3                               | セツ ゼツ ゼチ                                          | setsu zetsu zechi                               | 설                              | thiệt                          | 舌字旁               |
| 舛                           | Chuǎn                      | tsyhwenX                          | -n                     | cyun2                              | セン シュン                                             | sen shun                                        | 천                              | suyễn                          | -                    |
| 舟 (~月/𣍝)                  | Zhōu                       | tsyuw                             |                        | zau1                               | シュウ                                                  | shuu                                            | 주                              | chu                            | 舟字旁               |
| 艮                           | Gèn                        |                                   | -n                     | gan3                               | コン                                                    | kon                                             | 간                              | cấn                            | -                    |
| 色 (< 绝 < 絕?)              | Sè                         | srik                              | *-k                    | sik1                               | ショク シキ                                             | shoku shiku                                     | 색                              | sắc                            | -                    |
| 艸 > 艹                      | Cǎo                        | tshawX                            |                        | cou2                               | ソウ < サウ                                             | sou < sau                                       | 초                              | thảo                           | -                    |
| 虍 > 虎                      | Hǔ                         | xuX                               |                        | fu2                                | コ                                                      | ko                                              | 호                              | hô                             | 虎字头               |
| 虫 (> 蟲 >) 虫; > 虺         | Chóng                      | drjuwng                           | -ng                    | cung4                              | ジュウ チュウ                                           | juu chuu                                        | 충                              | trùng                          | 虫字旁               |
| 血                           | Xué (coll. "Xiě")          | xwet                              | *-t                    | hyut3                              | ケツ < クヱツ ケチ < クヱチ                             | ketsu < kwetsu kechi < kwechi                   | 혈                              | huyết                          | -                    |
| 行 (> 彳; 亍)                | Xíng - - - Háng            | hang(H)                           | -ng                    | hang4                              | コウ < カウ ゴウ ガウ - - - コウ < カウ ギョウ < ギャウ | kou < kau gou < gau - - - kou < kau gyou < gyau | 행                              | hành, hàng                     | -                    |
| 衣 > 衤                      | Yī                         | 'j+j                              |                        | ji1                                | イ エ                                                   | i e                                             | 의                              | y                              | 衣字旁               |
| 襾                           | Yà, Xià                    | (呼訝切; 衣嫁切 > 衣駕切)         |                        | aa3 haa2                           | ア カ                                                   | a ka                                            | 아                              | á                              | -                    |
| 見 > 见                      | Jiàn                       | keanH, kenH                       | -n                     | gin3                               | ケン                                                    | ken                                             | 견                              | kiến                           | -                    |
| 𧢲 > 角                      | Jiǎo, Jué                  | kaewk                             | *-k                    | gok3                               | カク                                                    | kaku                                            | 각                              | giác                           | 角字旁               |
| 言; 訁> 讠                   | Yán                        | ngjon                             | -n                     | jin4                               | ゲン ゴン                                               | gen gon                                         | 언                              | ngôn                           | 言字旁               |
| 𠔌 > 谷                      | Gǔ                         | kuwk                              | *-k                    | guk1                               | コク                                                    | koku                                            | 곡                              | cốc                            | -                    |
| 豆                           | Dòu                        | duwH                              |                        | dau2                               | トウ                                                    | tou                                             | 두                              | đậu                            | -                    |
| 豕                           | Shĭ                        | syeX                              |                        | ci2                                | シ                                                      | shi                                             | 시                              | thỉ                            | -                    |
| 豸                           | Zhì                        | drjeX                             |                        | zaai6, zi6                         | チ タイ                                                 | chi tai                                         | 치 태                           | trĩ, trãi                      | -                    |
| 貝 > 贝 (+鼎)                | Bèi                        | pajH                              |                        | bui3                               | ハイ バイ                                               | hai bai                                         | 패                              | bối                            | -                    |
| 𤆍 > 灻 > 赤                 | Chì                        | tshjek, tsyhek                    | *-k                    | cek3                               | セキ シャク                                             | seki shaku                                      | 적                              | xích                           |                      |
| 𧺆 > 走, 赱                  | Zǒu                        | tsuwX                             |                        | zau2                               | ソウ                                                    | sou                                             | 주                              | tẩu                            | 走字旁               |
| 足, ⻊                       | Zú                         | tsjowk                            | *-k                    | zuk1                               | ソク ショク                                             | soku shoku                                      | 족                              | túc                            | 足字旁               |
| 身                           | Shēn                       | syin                              | -n                     | san1                               | シン                                                    | shin                                            | 신                              | thân                           | 身字旁               |
| 車 > 车                      | Chē                        | tsyhae                            |                        | ce1                                | シャ                                                    | sha                                             | 차, 거                          | xa                             | -                    |
| 䇂 > 辛, 𨐌 (+立 in cima)    | Xīn                        | sin                               | -n                     | san1                               | シン                                                    | shin                                            | 신                              | tân                            | -                    |
| 𨑃, 𠨷 > 辰                  | Chén                       | zyin                              | -n                     | san4                               | シン                                                    | shin                                            | 진                              | thần, thìn                     | -                    |
| 辵 > ⻍, 辶                  | Chuò                       | trhjaek                           | *-k                    | coek3                              | チャク                                                  | chaku                                           | 착                              | sước                           | 走之旁               |
| 邑 > [- 阝]                  | Yì                         | 'ip                               | *-p                    | jap1                               | ユウ < イフ オウ < オフ                                 | uu < ifu ou < ofu                               | 읍                              | ấp                             | -                    |
| 丣 > 酉 (> 酒)               | Yǒu                        | yuwX                              |                        | jau5                               | ユウ < イウ                                             | uu < iu                                         | 유                              | dậu                            | -                    |
| 釆                           | Biàn                       | (蒲莧切)                          | -n                     | bin6                               | ハンベン                                                | han ben                                         | 변                              | biện                           | -                    |
| 里                           | Lǐ                         | liX                               |                        | lei5                               | リ                                                      | ri                                              | 리, 이                          | lý                             | -                    |
| 金, 𨤾; 釒> 钅               | Jīn                        | kim                               | *-m                    | gam1                               | キン < キム コン < コム                                 | kin < kimu kon < komu                           | 김                              | kim                            | 金字旁               |
| 𨱗 > 長 > 长                 | Zhǎng                      | drjang                            | -ng                    | coeng4                             | チョウ < チャウ ジョウ < ヂャウ                         | chou < chau jou < jau                           | 장                              | trường, trưởng                 | -                    |
| 門, 𨳇 > 门                  | Mén                        | mwon                              | -n                     | mun4                               | モン                                                    | mon                                             | 문                              | môn                            | -                    |
| 𨸏 > 阜 > 阝~                | Fù                         | bjuwX                             |                        | fau6                               | フウ                                                    | fuu                                             | 부                              | phụ                            | -                    |
| 隶 (~聿)                     | Dài                        | (徒耐切 > 待戴切)                 |                        | dai6                               | タイ                                                    | tai                                             | 대, 이                          | đãi                            | -                    |
| 隹                           | Zhuī                       | tsywij                            |                        | zeoi1                              | スイ                                                    | sui                                             | 추                              | chuy                           | 隹字旁               |
| 𠕲 > 雨, ⻗                  | Yǔ                         | hjuX                              |                        | jyu5                               | ウ                                                      | u                                               | 우                              | vũ                             | 雨字头               |
| 𤯞 > 靑 > 青                 | Qīng                       | tsheng                            | -ng                    | cing1                              | セイ シャウ < ショウ                                    | sei shau < shou                                 | 청                              | thanh                          | -                    |
| 非                           | Fēi                        | pj+j                              |                        | fei1                               | ヒ                                                      | hi                                              | 비                              | phi                            | -                    |
| ~𡇡 > 𠚑 > 面, 靣            | Miàn                       | mjienH                            | -n                     | min6                               | メン ベン                                               | men ben                                         | 면                              | diện                           | -                    |
| 革, 𠦶                       | Gé                         | keak                              | *-k                    | gaak3                              | カク                                                    | kaku                                            | 혁                              | cách                           | 革字旁               |
| 韋 > 韦                      | Wéi                        | hjw+j                             |                        | wai4                               | イ < ヰ                                                 | i < wi                                          | 위                              | vi                             | -                    |
| 音 (~言)                     | Yīn                        | 'im                               | *-m                    | jam1                               | イン < イム オン < オム                                 | in < imu on < omu                               | 음                              | âm                             | 音字旁               |
| 韭                           | Jiǔ                        | kjuwX                             |                        | gau2                               | キュウ                                                  | kuyy                                            | 구                              | cửu                            | -                    |
| 頁 > 页                      | Yè - - - Xié               | (胡結切 > 奚結切 > 胡結切)        | *-p - - - *-t          | jip6 - - - kit3, sau2              | ヨウ < エフ - - - ケツ ゲチ                             | you < efu - - - ketsu gechi                     | 엽 - - - 혈                     | hiệt                           | -                    |
| 風, 凬 > 风                  | Fēng                       | pjuwng                            | -ng                    | fung1                              | フウ                                                    | fuu                                             | 풍                              | phong                          | -                    |
| 飛 > 飞                      | Fēi                        | pj+j                              |                        | fei1                               | ヒ                                                      | hi                                              | 비                              | phi                            | -                    |
| 𩚀 > 𠊊 > 食; 飠> 饣         | Shí                        | zyik                              | *-k                    | sik6                               | ジキ ショク                                             | jiki shoku                                      | 식                              | thực                           | 食字旁               |
| 首, 𩠐, 𦣻                   | Shǒu                       | syuwH                             |                        | sau2                               | シュウ シュ                                             | shuu shu                                        | 수                              | thủ                            | -                    |
| 𪏽 > 香, 𥞌                  | Xiāng                      | xjang                             | -ng                    | hoeng1                             | キョウ < キャウ コウ < カウ                             | kyou < kyau kou < kau                           | 향                              | hương                          | -                    |
| 馬 > 马                      | Mă                         | maeX                              |                        | maa5                               | メ (唐音: マ)                                           | me (ma)                                         | 마                              | mã                             | 马字旁               |
| 骨, ⾻                       | Gǔ                         | kwot                              | *-t                    | gwat1                              | コツ コチ                                               | kotsu kochi                                     | 골                              | cốt                            | 骨字旁               |
| 髙 > 高                      | Gāo                        | kaw                               |                        | gou1                               | コウ < カウ                                             | kou < kau                                       | 고                              | cao                            | -                    |
| 髟                           | Biāo                       | pjiew                             |                        |                                    | ヒョウ < ヘウ                                           | hyou < heu                                      | 표                              | bưu                            | -                    |
| 鬥 (> 斗)                    | Dòu                        | tuwX, tuwH                        |                        | dau2                               | トウ                                                    | tou                                             | 두, 투, 각                      | đấu                            | -                    |
| 鬯                           | Chàng                      | trhjangH                          |                        | coeng3                             | チョウ < チャウ                                         | chou < chau                                     | 창                              | sưởng                          | -                    |
| 鬲                           | Lì - - - Gé                | keak                              | *-k                    | lik6 - - - gaak3                   | レキ < リャク - - - カク < キャク                       | reki < ryaku - - - kaku < kyaku                 | 력, 역 - - - 격                 | lịch - - - cách                | -                    |
| 鬼                           | Guǐ                        | kjw+jX                            |                        | gwai2                              | キ < クヰ                                               | ki < kwi                                        | 귀                              | quỷ                            | -                    |
| 𤋳 > 魚 > 鱼                 | Yú                         | ngjo                              |                        | jyu4                               | ギョ                                                    | gyo                                             | 어                              | ngư                            | 鱼字旁               |
| 鳥 > 鸟                      | Niǎo, Diăo                 | tewX                              |                        | niu5                               | チョウ < テウ                                           | chou < teu                                      | 조, 도                          | điểu                           | 鸟字旁               |
| 鹵 (~東) > 卤                | Lǔ                         | luX                               |                        | lou5                               | ロ                                                      | ro                                              | 로, 노                          | lỗ                             | -                    |
| 鹿                           | Lù                         | luwk                              | *-k                    | luk6                               | ロク                                                    | roku                                            | 록, 녹                          | lộc                            | -                    |
| 麥 > 麦                      | Mài                        | meak                              | *-k                    | mak6                               | バク                                                    | baku                                            | 맥                              | mạch                           | -                    |
| 麻                           | Má                         | mae                               |                        | maa4                               | マ                                                      | ma                                              | 마                              | ma                             | -                    |
| 黄, 黃                       | Huáng                      | hwang                             | -ng                    | wong4                              | コウ < クヮウ                                           | kou < kwau                                      | 황                              | hoàng, huỳnh                   | -                    |
| 黍                           | Shǔ                        | (舒呂切 > 賞呂切)                 |                        | syu2                               | ショ                                                    | sho                                             | 서                              | thử                            | -                    |
| 𪐗 > 黒 > 黑                 | Hēi                        | xok                               | *-k                    | hak1                               | コク                                                    | koku                                            | 흑                              | hắc                            | 黑字旁               |
| 黹                           | Zhǐ                        | (陟几切 > 豬幾切 > 展幾切)        |                        | zi2                                | チ                                                      | chi                                             | 치                              | chỉ                            | -                    |
| 黽, 𪓑 > 黾                  | Mǐng Mǐn                   | (莫杏切)                          | -n, -ng                | maang5 man5                        | ミョウ メン                                             | myou men                                        | 맹 민                           | mẫn, mãnh                      | -                    |
| 𥅀 > 鼎                      | Dǐng                       | tengX                             | -ng                    | ding2                              | テイ                                                    | tei                                             | 정                              | đỉnh                           | -                    |
| 鼓, 鼔                       | Gǔ                         | kuX                               |                        | gu2                                | コ ク                                                   | ko ku                                           | 고                              | cổ                             | -                    |
| 鼠, 䑕, 鼡                   | Shǔ                        | syoX                              |                        | syu2                               | ショ ソ                                                 | sho so                                          | 서                              | thử                            | -                    |
| (自 >) 鼻                    | Bí                         | bjijH                             |                        | bei6                               | ヒ ビ                                                   | hi bi                                           | 비                              | tị                             | -                    |
| 𠫸 > 齊 > 斉, 齐             | Qí                         | (徂兮切 > 前西切)                 |                        | cai4                               | セイ サイ ザイ                                          | sei sai zai                                     | 제                              | tề                             | -                    |
| 𦥒 > 𣥫 > 齒 > ⻭, 齿        | Chǐ                        | tsyhiX                            |                        | ci2                                | シ                                                      | shi                                             | 치                              | xỉ                             | -                    |
| 龍 > 竜, 𥪖, 𥪐, 龙          | Lóng                       | ljowng                            | -ng                    | lung4                              | リョウ リュウ                                           | ryou ryuu                                       | 룡, 용                          | long                           | -                    |
| 龜 > ⻲, 龟                  | Guī - - - Qiū, - - - Jūn   | kwij                              | -n                     | gwai1 - - - kau1, gau1 - - - gwan1 | キ < クヰ - - - キュウ - - - キン                       | ki < kwi - - - kyuu - - - kin                   | 귀 - - - 구 - - - 균            | quy                            | -                    |
| 龠, 𠎤 > 籥                  | Yuè                        | yak                               | *-k                    | joek6                              | ヤク                                                    | yaku                                            | 약                              | dược                           | -                    |

*Riguardo alle pronunce coreane che viene solitamente indicate del carattere 屮, esse sono 철, 초 e 좌: La pronuncia 철 indica il radicale, la pronuncia 초 si riferisce al verbo "germogliare" scritto con questo antico carattere e la pronuncia 좌 significa "mano sinistra", 𠂇, reperibile in caratteri come 有, 布 e 友 e che in coreano antico si scriveva anche 屮, che però in origine è un germoglio.
Un'altra annotazione importante va fatta su 疋, che solitamente viene chiamato 필 e 소: la pronuncia del radicale è 소 ma, se si intende il carattere come una variante di 匹, si pronuncia 필.
Un'altra riguarda 車, problematico anch'esso per le pronunce multiple: si può pronunciare 차 e 거. Si pronuncia 거 nelle parole 停車場 정거장 "parcheggio" e 自轉車 자전거 "bicicletta". Altrove, si pronuncia nell'altro modo che deriva dal Primo Cinese Medio.
Infine, 黽 è reperibile come 맹 e 민: la pronuncia del radicale è 맹, ma se il carattere si intende con il significato di "perserverare", si pronuncia 민.
Il radicale 皿 non ha pronuncia multipla, ma è comunque problematico: nella pronuncia antica (Primo Cinese Medio) finiva in *-ng e oggi in cinese moderno finisce in -n. In coreano si trova la prima versione (la più antica) e non conoscere questo mutamento di suono può portare a perplessità.

## Lista dei radicali di Shuowen
Nella tabella seguente sono riassunti i radicali di Shuowen, i predecessori dei radicali di Kangxi. Questi 540 "bù" sono stati individuati da Xu Shen nella sua analisi dei caratteri cinesi scritti durante la standardizzazione del periodo Qin, nota come Shuowen Jiezi. Xu Shen, nel suo studio, non ebbe accesso alle ossa oracolari, che erano cadute in disuso e furono riscoperti secoli dopo, forse a partire dal periodo Tang. Pertanto, descrisse i caratteri come apparivano al suo tempo, commettendo talvolta errori nella divisione e interpretazione. In alcuni casi, Xu Shen citò arcaismi presi da testi pre-Qin nascosti nei muri delle case per sfuggire ai roghi di Qin Shi Huangdi, e caratteri in uno stile calligrafico più antico, lo stile Zhouwen. Xu Shen non poté consultare nemmeno i bronzi delle dinastie Shang e Zhou.
La grafia originale di tutti i caratteri, radicali inclusi, era quella del Piccolo Sigillo e, nelle varie ristampe, correzioni e aggiunte di glosse, è rimasta intatta. L'opera è divisa in 15 parti e i radicali di Shuowen sono ulteriormente divisibili. Di questi, 34 radicali non hanno caratteri associati, mentre 159 ne contano solo uno. Lo Shuowen Jiezi esiste ancora ed è consultabile, ma la copia più antica sopravvissuta risale al periodo Tang.
Il commentario più famoso e autorevole dello Shuowen Jiezi è quello di Xu Xuan, scritto a partire dal 986 su ordine dell'Imperatore. Xu Xuan corresse molte annotazioni errate dell'edizione di Li Yangbing e aggiunse la pronuncia in fanqie, riflettendo la pronuncia del cinese medio della dinastia Song. Il secondo commentario più significativo è quello di Duan Yucai, vissuto durante la dinastia Qing. Duan impiegò 30 anni per completarlo, pubblicandolo poco prima della sua morte.
| Sezione | Radicali di Shuowen |
| ------- | --- |
| 1       | (introduzione) |
| 2       | 一丄⺬三王玉玨气士丨屮艸蓐茻                                                                                                   |
| 3       | 小八釆半牛犛吿口凵吅哭走止𣥠歨此正昰辵彳廴㢟行齒牙足疋品龠𠕋                                                                   |
| 4       | 㗊舌干𧮫只㕯句丩古十卅言誩音䇂丵菐𠬞𠬜𠔏𠔱舁𦥑䢅爨革鬲䰜爪丮鬥又𠂇史支𦘒聿畫隶臤臣殳殺𠘧寸𡰻㼱攴敎⺊𤰆爻㸚                     |
| 5       | 𡕥目䀠眉盾𦣹𪞶鼻皕習𦏲隹奞雈𠁥𥄕羊羴瞿雔雥鳥烏𠦒冓幺𢆶叀玄予放𠬪𣦻歺死冎骨肉筋刀刃㓞丯耒𧢲                                     |
| 6       | 竹箕丌左工㠭巫𤮺曰𠄎丂可兮号亏𠤔喜𧯛鼓豈豆豊豐䖒虍虎虤皿𠙴去血丶𠂁靑丼皀鬯食亼會倉入缶矢高冂𩫖京亯𣆪畗㐭嗇來麥夊舛䑞韋弟夂久桀 |
| 7       | 木東林才叒𡳿帀出𣎵𤯓乇𠂹𠌶華𥝌𥠻巢桼束𣠔囗員貝邑𨛜                                                                             |
| 8       | 日旦倝㫃冥晶月有朙囧夕多毌𢎘𠀟𠧪齊朿片鼎𠅏彔禾秝黍𪏽米毇臼凶朩𣏟麻尗耑韭瓜瓠宀宮呂穴㝱𤕫冖𠔼冃㒳网襾巾巿帛白㡀黹               |
| 9       | 人𠤎匕从比北丘㐺𡈼重臥身𠂣衣裘老毛毳𡰣尺尾𡳐舟方儿兄兂皃𠑹先禿見覞欠㱃㳄㒫頁                                                   |
| 10      | 𦣻面匃首𥄉須彡彣文髟后司卮卩印色𠨍辟勹包茍鬼甶厶嵬山屾屵广厂丸危石𨱗勿冄而豕㣇彑豚豸𤉡易象                                     |
| 11      | 馬𢊁鹿麤㲋兔萈犬㹜鼠能熋火炎𪐗囪焱炙𤆍大𡗕夨夭交𡯁𡔲𡕍幸奢亢夲夰亣夫立竝囟恖心惢                                               |
| 12      | 水沝瀕𡿨巜川𤽄灥永𠂢𠔌仌雨雲𤋳𩺰㷼龍飛非卂                                                                                     |
| 13      | 𠃉𠀚至卥鹵鹽戶門耳𦣝手𠦬女毋民丿𠂆乁氏氐戈戉我亅𤦡乚亾匸匚曲𠙹瓦弓弜𢎺系                                                       |
| 14      | 糸𦃃𢇁率虫䖵蟲風它龜黽卵二土垚𡎸里田畕黃男力劦                                                                                 |
| 15      | 金幵勺几且斤斗矛車𠂤𨸏𨺅厽𠃢宁叕亞𠄡六𠀁九禸嘼甲乙丙𠆤戊己𢀳庚辛辡壬癸子了孨𠫓𠃠𡩟戼𨑃巳午未𦥔丣酋戌亥                         |